# Football
Vous lisez un « article de qualité » labellisé en 2008.
Pour les articles homonymes, voir Football (homonymie) et Foot.
« Soccer » redirige ici. Pour les autres significations, voir Soccer (homonymie).
Le football (/futbol/), ou dans le langage courant foot par apocope, ou encore soccer (/sɔkœʁ/) en français d'Amérique du Nord, et plus rarement balle au pied, est un sport collectif qui se joue avec un ballon sphérique entre deux équipes de onze joueurs ou joueuses. Ces équipes s'opposent, dans le sens de la longueur, sur un terrain rectangulaire équipé de deux buts installés au milieu de chacun des petits côtés du rectangle. L'objectif de chaque camp est de mettre le ballon dans le but adverse un nombre supérieur de fois à celui de l'autre équipe, sans que les joueurs utilisent leurs bras ou leurs mains, à l'exception des gardiens de buts : le pied est en conséquence la partie du corps principalement utilisée pour provoquer le déplacement du ballon sur le terrain.
Nommé à l'origine « football association » et codifié au Royaume-Uni à la fin du XIXe siècle, le football s'est doté en 1904 d'une fédération internationale, la FIFA. Pratiqué en 2006 par environ 264 millions de joueurs à travers le monde, le football est le sport le plus populaire dans la majorité des pays : ceci est dû au fait qu’il est probablement le sport collectif qui exige le moins de moyens matériels pour une pratique ludique ou d’entraînement, le cas échéant avec un nombre réduit de joueurs. Certains continents, comme l'Afrique, l'Amérique du Sud et l'Europe, sont même presque entièrement dominés par cette pratique sportive.
Le calendrier des compétitions est gouverné par deux types d'épreuves : celles concernant les clubs et celles des équipes nationales. La Coupe du monde est l'épreuve internationale la plus prestigieuse. Elle a lieu tous les quatre ans depuis 1930 (sauf en 1942 et 1946). Pour les clubs, championnats nationaux et autres coupes sont au programme des compétitions.
En compétition de clubs, la Ligue des champions de l'UEFA, disputée en Europe mais qui possède des équivalents sur les autres continents, est le trophée le plus convoité de ce sport, malgré la mise en place récente d'une Coupe du monde des clubs, encore à la recherche de prestige.

## Histoire

### Genèse du jeu

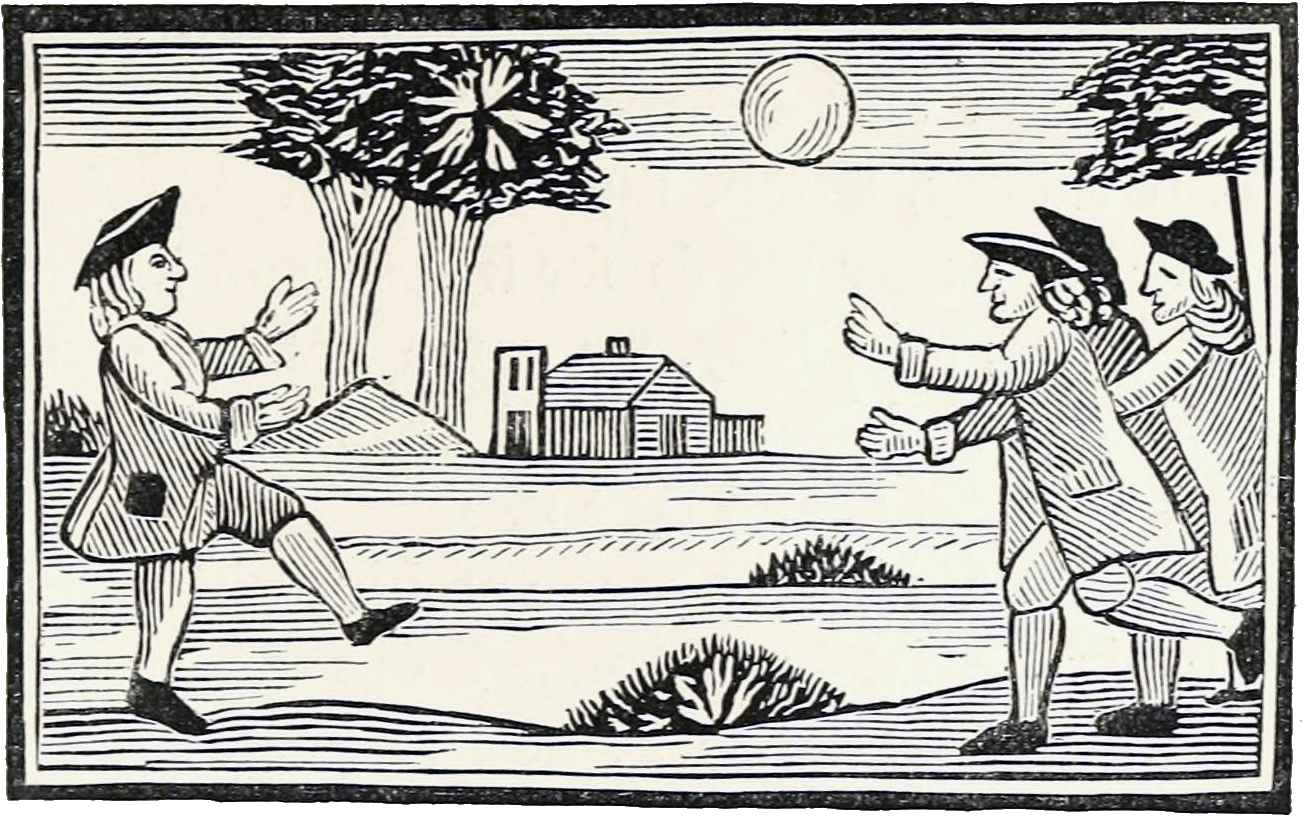
Football dans un livre de colportage anglais du XVIIIe siècle.

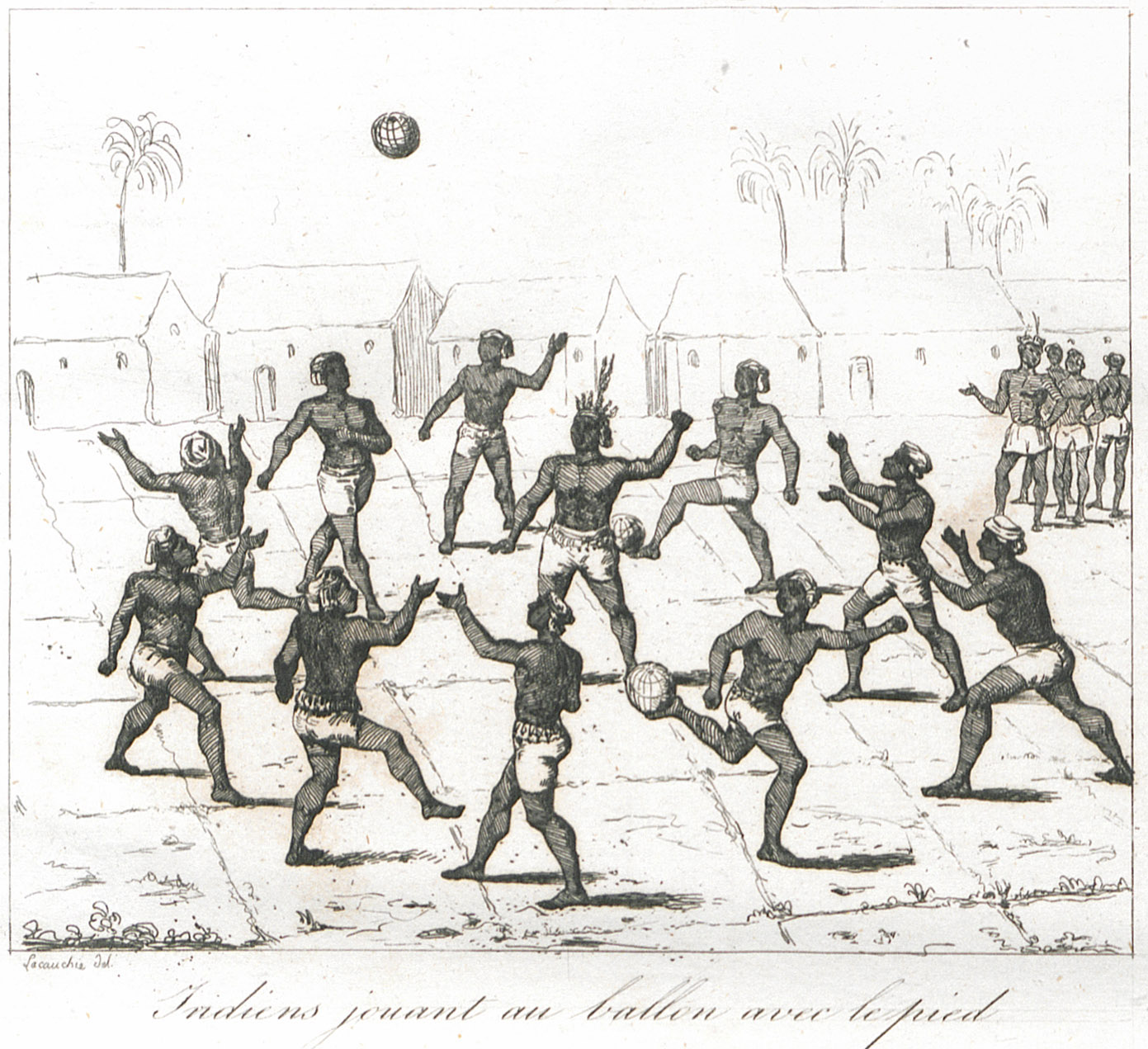
Indiens jouant au ballon avec le pied, Extrait du livre ancien France pittoresque, XIXe siècle.

Les jeux de balle au pied existent dès l'Antiquité. Ce sont des jeux et non des sports. Les Grecs connaissent ainsi plusieurs jeux de balle se pratiquant avec les pieds : aporrhaxis et phéninde à Athènes et episkyros, notamment à Sparte où le jeu semblait particulièrement violent. La situation est identique chez les Romains où l'on pratique la pila paganica, la pila trigonalis, la follis et l'harpastum. Les Chinois accomplissent également des exercices avec un ballon qu'ils utilisent pour jongler et effectuer des passes ; cette activité pratiquée sans buts et en dehors de toute compétition sert à l'entretien physique des militaires (蹴鞠, cuju). Les premiers textes concernant le cuju datent de la fin du IIIe siècle av. J.-C. et sont considérés comme les textes les plus anciens liés au sport chinois. À la fin du XVe siècle, le calcio florentin apparaît en Italie. Il s'agit d'un lointain cousin du football, qui disparaît totalement en 1739.

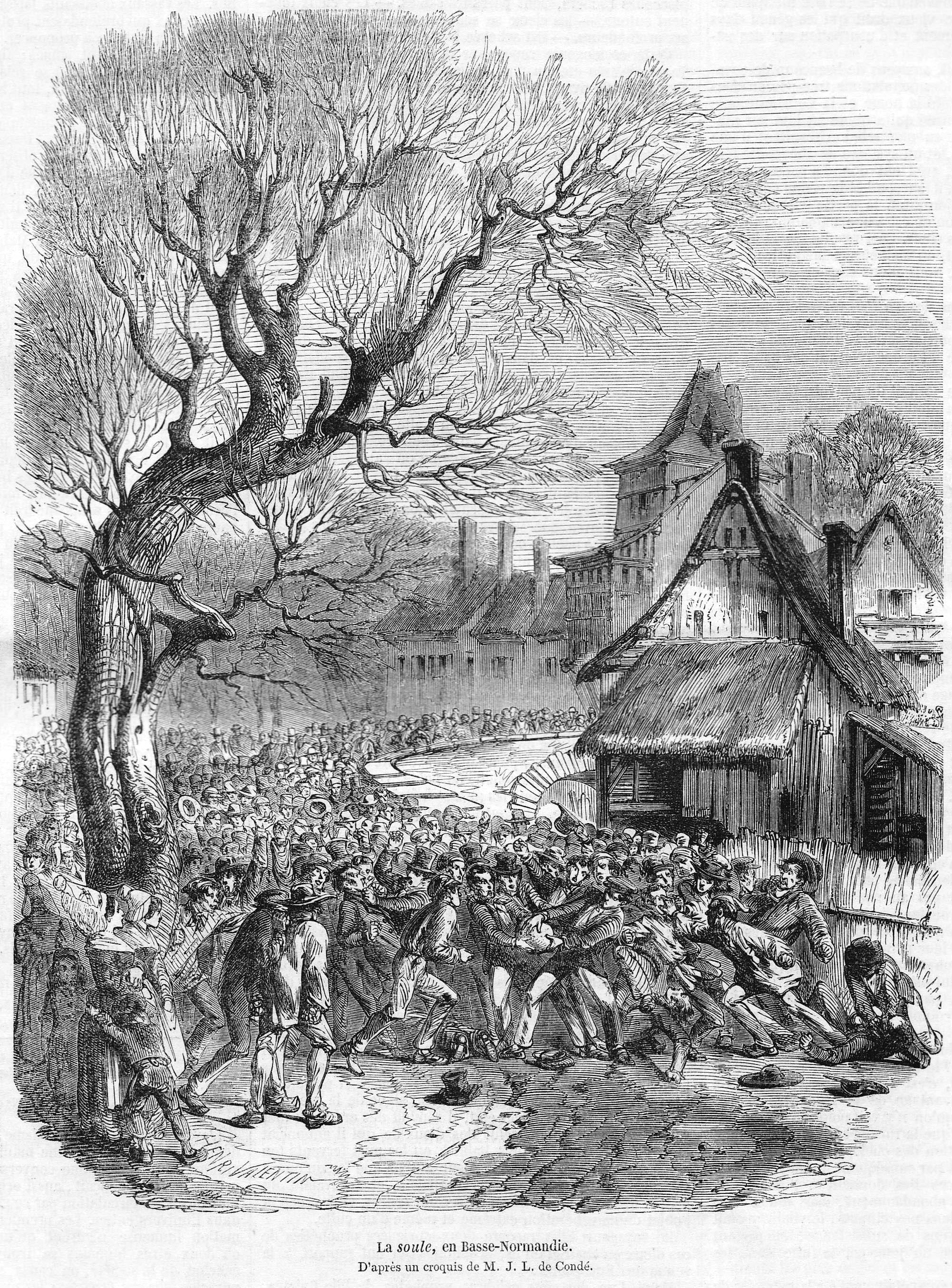
Soule en Basse-Normandie en 1852.

Le football trouve ses racines réelles dans la soule (ou choule) médiévale. Ce jeu sportif est pratiqué dans les écoles et universités mais aussi par le peuple des deux côtés de la Manche. La première mention écrite de la soule en France remonte à 1147 et son équivalent anglais date de 1174. Dès le XVIe siècle, le ballon de cuir gonflé est courant en France. Longtemps interdite pour des raisons militaires en Angleterre ou de productivité économique en France, la soule, malgré sa brutalité, reste populaire jusqu'au début du XIXe siècle dans les îles Britanniques et dans un grand quart nord-ouest de la France. Le jeu est également pratiqué par les colons d'Amérique du Nord et il est notamment interdit par les autorités de la ville de Boston en 1657. Nommée football en anglais, la soule est rebaptisée folk football (« football du peuple ») par les historiens anglophones du sport afin de la distinguer du football moderne. Cette activité est en effet principalement pratiquée par le petit peuple comme le signale un ancien élève d'Eton dans ses Reminiscences of Eton (1831) : « I cannot consider the game of football as being gentlemanly; after all, the Yorkshire common people play it » (« Je ne peux pas considérer le football comme un sport de gentlemen ; après tout, le petit peuple du Yorkshire y joue »).
Le Highway Act britannique de 1835 interdisant la pratique du folk football sur les routes le contraint à se replier sur des espaces clos. Des variantes de la soule se pratiquent déjà, de longue date, sur des terrains clos. C'est là, sur les terrains des écoles d'Eton, Harrow, Charterhouse, Rugby, Shrewsbury, Westminster et Winchester, notamment, que germe le football moderne. Les premiers codes de jeu écrits datent du milieu du XIXe siècle (1848 à Cambridge). Chaque équipe possède ses propres règles, rendant les matches problématiques. La Fédération anglaise de football (Football Association) est créée en 1863. Son premier objectif est d'unifier le règlement.

### Exemple britannique

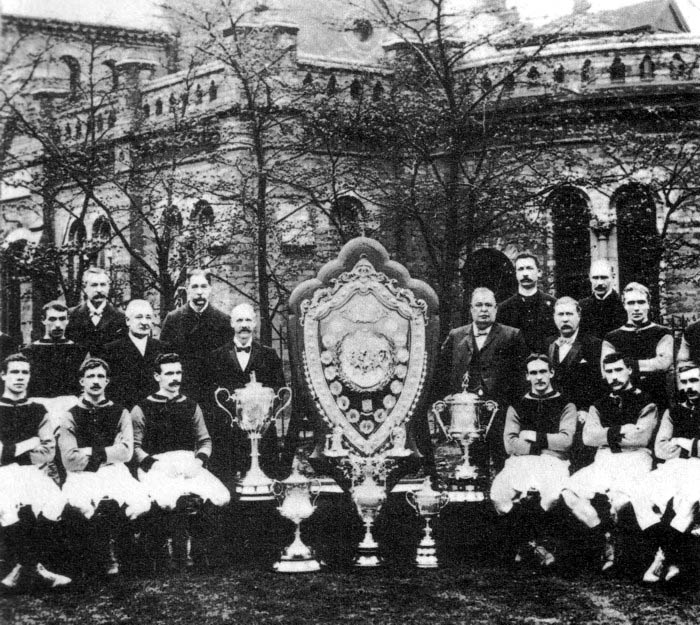
Aston Villa en 1899.

Les Britanniques codifient et organisent le football en s'inspirant des exemples du cricket et du baseball, ces deux sports collectifs étant déjà structurés avant l'émergence du football. Des ligues professionnelles aux championnats et autres coupes, le football n'innove pas. Le premier club non scolaire est fondé en 1857 : le Sheffield Football Club. Le Sheffield FC dispute le premier match inter-club face au Hallam FC (fondé en 1860) le 26 décembre 1860 à seize contre seize. Ces deux clubs pionniers se retrouvent en décembre 1862 pour le premier match de charité. La Youdan Cup est la première compétition. Elle se tient en 1867 à Sheffield et Hallam FC remporte le trophée le 5 mars. La première épreuve à caractère national est la FA Challenge Cup 1872. Le professionnalisme est autorisé en 1885 et le premier championnat se dispute en 1888-1889. La Fédération anglaise tient un rôle prépondérant dans cette évolution, imposant notamment un règlement unique en créant la FA Cup, puis les clubs prennent l'ascendant. La création du championnat (League) n'est pas le fait de la Fédération mais une initiative des clubs cherchant à présenter un calendrier stable et cohérent. L'existence d'un réseau ferroviaire rend possible cette évolution engagée par William McGregor, président d'Aston Villa. Ce premier championnat est professionnel, et aucun club du Sud du pays n'y participe.
L'Angleterre est alors coupée en deux : le Nord acceptant pleinement le professionnalisme et le Sud le rejetant. Cette différence a des explications sociales. Le Sud de l'Angleterre est dominé par l'esprit classique des clubs sportifs réservés à une élite sociale. Dans le Nord dominé par l'industrie, le football professionnel est dirigé par des grands patrons n'hésitant pas à rémunérer leurs joueurs pour renforcer leur équipe, de la même façon qu'ils recrutent de meilleurs ingénieurs pour renforcer leurs entreprises. Pendant cinq saisons, le championnat se limite aux seuls clubs du Nord. Le club londonien d'Arsenal devient professionnel en 1891. La ligue de Londres exclut alors de ses compétitions les Gunners d'Arsenal qui rejoignent la League en 1893. La Southern League est créée en réaction (1894). Cette compétition s'ouvre progressivement au professionnalisme mais ne peut pas éviter les départs de nombreux clubs vers la League. Les meilleurs clubs encore en Southern League sont incorporés à la League en 1920.

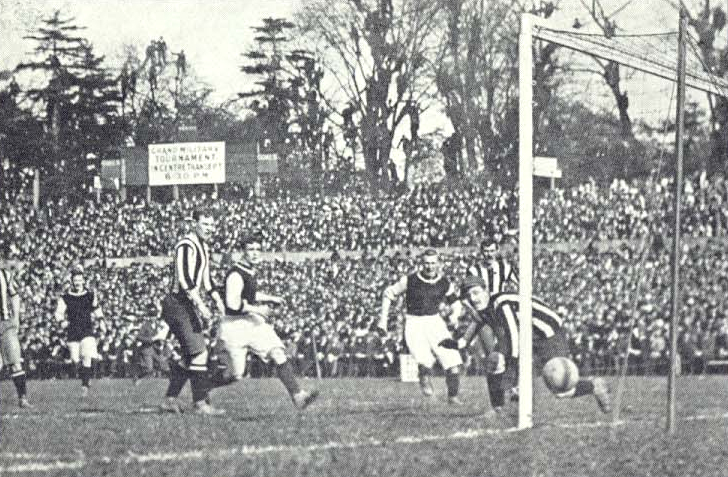
Finale de la FA Cup 1905.

Concernant le jeu, le passage du dribbling game (dribbles individuels) au passing game (jeu de passes) est une évolution importante. À l'origine, le football est très individualiste : les joueurs, tous attaquants, se ruent vers le but balle au pied, c’est-à-dire en enchaînant les dribbles. C'est le dribbling. Mais comme Michel Platini aime à le rappeler, « le ballon ira toujours plus vite que le joueur ». C'est sur ce principe simple qu'est construit le passing game. Cette innovation apparaît à la fin des années 1860 et s'impose dans les années 1880. Dès la fin des années 1860, des matches entre Londres et Sheffield auraient introduit le passing au Nord. C'est la version de Charles Alcock, qui situe en 1883 la première vraie démonstration de passing à Londres par le Blackburn Olympic. Entre ces deux dates, la nouvelle façon de jouer trouve refuge en Écosse.
Sur le modèle de la Football Association anglaise, des fédérations nationales sont fondées en Écosse (1873), au pays de Galles (1876) et en Irlande (1880). Des rencontres opposant les sélections des meilleurs joueurs de ces fédérations ont lieu dès le 30 novembre 1872 (Écosse-Angleterre), soit quelques mois avant la fondation officielle de la Fédération écossaise. Des matches annuels mettent aux prises ces différentes sélections, et à partir de 1884, ces matches amicaux se transforment en une première compétition internationale : le British Home Championship. En pratiquant le passing plutôt que le dribbling, les Écossais dominent les premières éditions.

### Football international

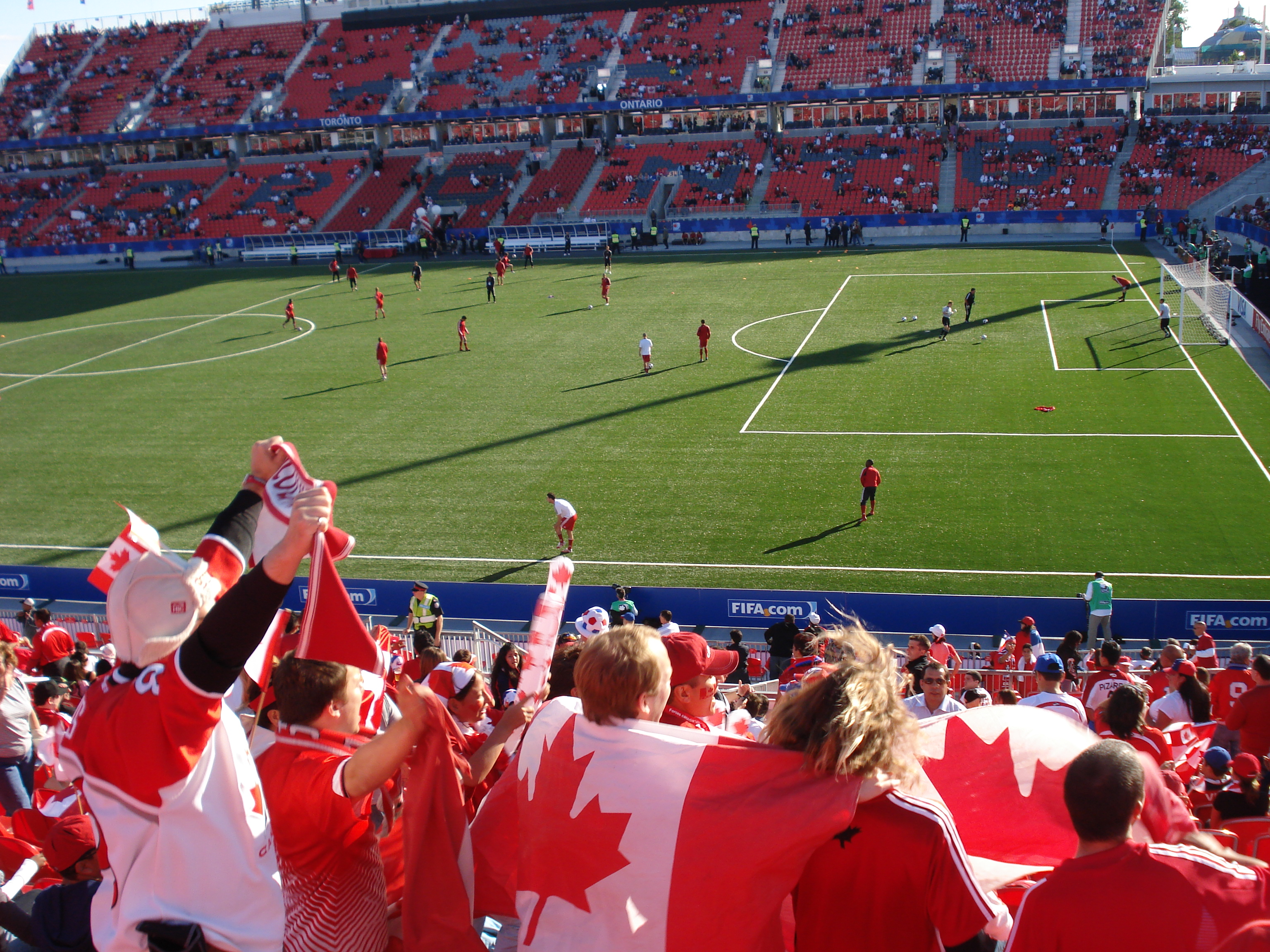
Match de football au stade BMO Field de Toronto au Canada.

Contrairement aux sports « nobles » comme le cricket, le tennis, le hockey sur gazon et le rugby, le football n'est pas très développé au sein des clubs sportifs installés dans l'Empire britannique. Ainsi, cette discipline est aujourd'hui encore peu prisée en Inde, au Pakistan, en Amérique du Nord ou en Australie, notamment. En Afrique du Sud, les colons britanniques y importent le football dès 1869 puis une coupe du Natal est organisée dès 1884, mais le football, sport roi dans les townships, reste très mal perçu par les tenants blancs de l'apartheid qui lui préfèrent le rugby, le tennis et le cricket. Le football fut, il est vrai, en pointe pour dénoncer l'apartheid et dès le 9 avril 1973, une équipe mêlant joueurs noirs et blancs représente l'Afrique du Sud lors d'un match international non officiel face à la Rhodésie.
Les Britanniques jouent pourtant un rôle important dans la diffusion du football, notamment grâce aux ouvriers dépêchés aux quatre coins du monde pour mener à bien des chantiers. Le football est par exemple introduit en Amérique du Sud par les ouvriers travaillant sur les chantiers des lignes ferroviaires. Ils montent des équipes et mettent en place des compétitions d'abord réservées aux seuls joueurs britanniques, et qui s'ouvrent progressivement aux joueurs puis aux clubs locaux. Le cas sud-américain est complexe. Il existe également des clubs britanniques qui pratiquent cette discipline et des étudiants originaires d'Angleterre jouent un rôle important dans l'introduction du football entre Montevideo et Buenos Aires. Ainsi, le football s'installe durablement dans des nations comme l'Uruguay ou l'Argentine dès les années 1870-80. En Amérique du Nord, des compétitions sont créées dans les années 1880 (1884 aux États-Unis sur la côte Est).

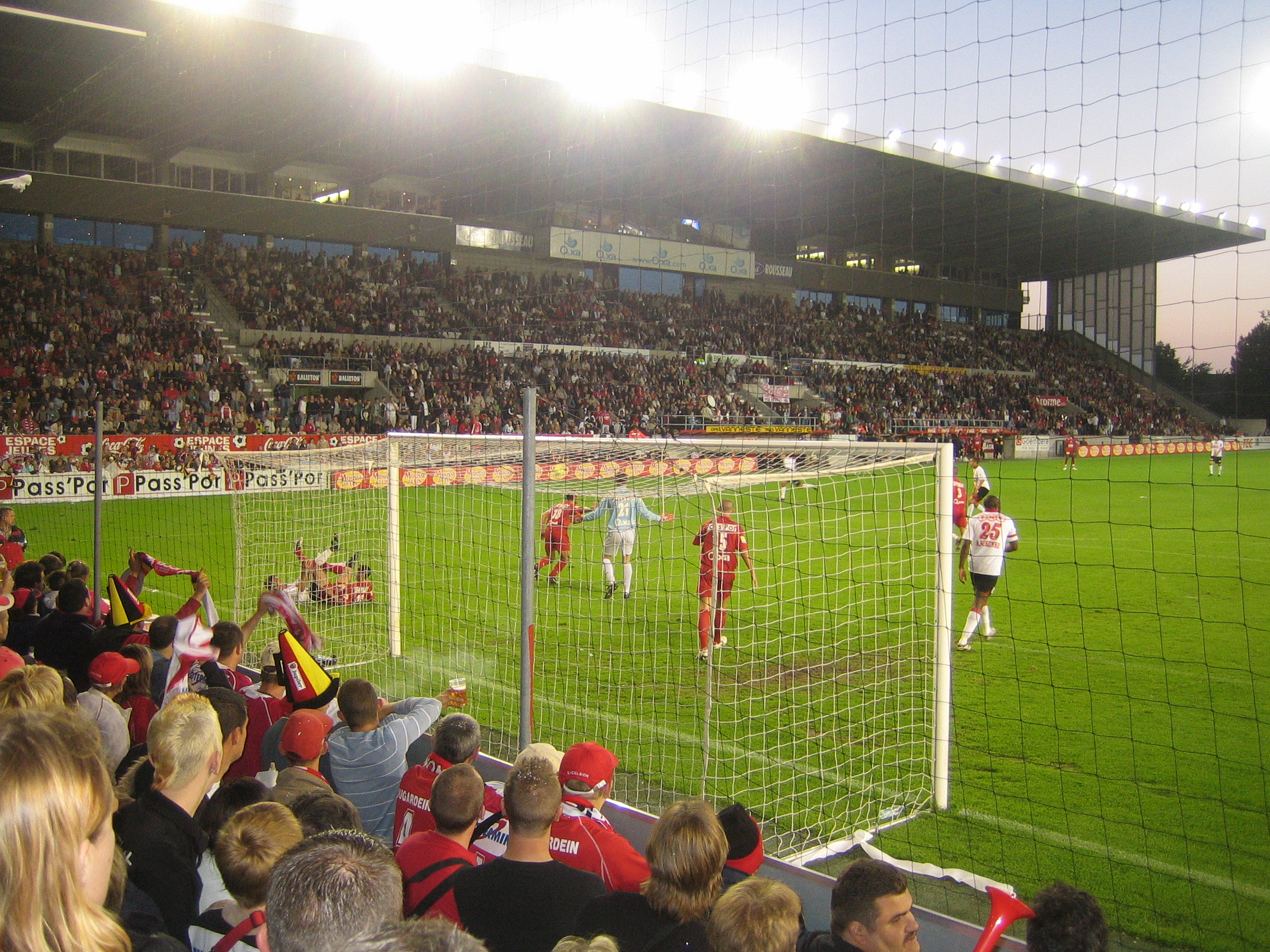
Match de football en Belgique (Royal Excelsior Mouscron-Standard de Liège).

La Belgique, où les universités anglaises jouent un rôle moteur, les Pays-Bas (premier club fondé en 1879), la Suisse (introduction du football dès les années 1860 et premier club en 1879) et le Danemark (premier club en 1876) figurent parmi les premiers pays de l'Europe continentale touchés par le football.
L'expansion du football est également due à des voyageurs de diverses nationalités ayant effectué des séjours au Royaume-Uni où ils furent initiés au jeu. En France, l'introduction du football se fait ainsi principalement par l'action des professeurs d'anglais qui ramènent de leurs voyages linguistiques outre-Manche règles et ballons dans les cours d'écoles. Les Britanniques sont également déterminants dans l'introduction du football en France. L'action des clubs britanniques parisiens des White-Rovers et du Standard AC fait plier l'Union des sociétés françaises de sports athlétiques (USFSA) le 9 janvier 1894, qui, dans la droite ligne des clubs britanniques guindés, redoutait une expansion du football et de ses vices, comme le professionnalisme, les transferts et les paris et se refusait à reconnaître cette discipline. En Allemagne, le football est d'abord clairement perçu comme un corps étranger à la nation et est dédaigneusement surnommé le « sport des Anglais » par les nationalistes. Toutefois, le football prend racine dans les villes (premier club fondé en 1887 : SC Germania Hambourg) où ouvriers et cols blancs se rassemblent autour d'une passion commune. Le football se diffuse ainsi progressivement en Europe du Nord entre les années 1870 et le début des années 1890, avant de gagner l'Europe du Sud (Sud de la France inclus) entre les années 1890 et le début du XXe siècle.

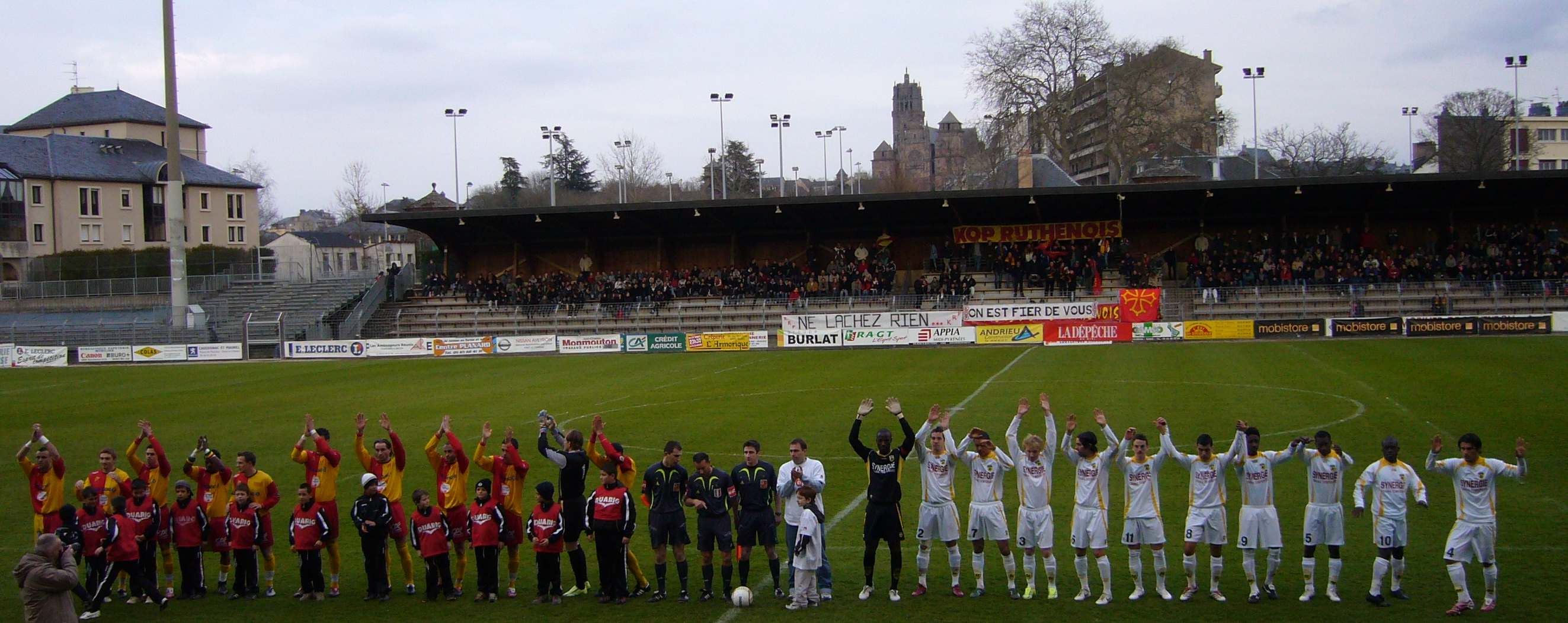
Match de football amateur à Rodez (France).

La Fédération internationale de football association (FIFA) est fondée à Paris en 1904 malgré le refus britannique de participer à une entreprise lancée par les dirigeants français de l'USFSA. Le but premier de l'Union est de réduire au silence les autres fédérations sportives françaises pratiquant le football, et elle impose dans les textes fondateurs de la FIFA qu'une seule fédération par nation soit reconnue par l'organisme international. Le piège se retourne contre l'USFSA en 1908. L'Union claque la porte de la FIFA, laissant à son principal concurrent, le Comité français interfédéral (ancêtre direct de l'actuelle Fédération française de football), son siège à la FIFA ; l'USFSA se retrouve isolée mais son opposition au professionnalisme demeure la règle jusqu'à la fin des années 1920. Le racingman Frantz Reichel prophétise ainsi en 1922 que « le football professionnel anglais périra s'il reste cantonné sur le sol britannique ».
À la fin des années 1920 et au début des années 1930, plusieurs nations européennes et sud-américaines autorisent le professionnalisme afin de mettre un terme aux scandales de l'amateurisme marron qui touchent ces pays depuis les années 1910. Le gardien de but international français Pierre Chayriguès refuse ainsi un « pont d'or » du club anglais de Tottenham Hotspur en 1913 ; il admettra dans ses mémoires que les joueurs du Red Star étaient grassement rémunérés malgré leur statut officiel d'amateur. L'Autriche (1924), la Tchécoslovaquie et la Hongrie (avant 1930), l'Espagne (1929), l'Argentine (1931), la France (1932) et le Brésil (1933) sont les premières nations (hors du Royaume-Uni) à autoriser le professionnalisme dans le football. En Italie, la Carta di Viareggio, mise en place par le régime fasciste en 1926, assure la transition entre le statut amateur et professionnel, définitivement adopté en 1946.

Les confédérations membres de la FIFA.
CAF en Afrique CONCACAF en Amérique du Nord CONMEBOL en Amérique du Sud AFC en Asie et Australie UEFA en Europe OFC en Océanie

Au niveau continental, des confédérations gèrent le football. La première confédération créée est celle d'Amérique du Sud, la CONMEBOL, fondée le 9 juillet 1916. Placées sous l'autorité hiérarchique de la FIFA, les confédérations veillent toutefois à préserver leur indépendance. Elles disposent de certaines libertés, par exemple, pour organiser les qualifications pour la Coupe du monde dans le cadre des règles définies par la FIFA et sont autonomes pour gérer le calendrier de leurs compétitions continentales, malgré des tentatives d'harmonisation sans grande portée de la FIFA. Les cas africains et sud-américains sont significatifs. La Coupe d'Afrique des nations (CAN), par exemple, se dispute tous les deux ans en pleine saison européenne posant des problèmes pour les clubs employant des joueurs africains. La FIFA n'ayant pas autorité sur le calendrier spécifique continental, seule la Confédération africaine maîtrise cette question.
Selon un comptage publié par la FIFA le 31 mai 2007, le football est pratiqué dans le monde par 270 millions de personnes dont 264,5 millions de joueurs (239,5 millions d'hommes et 26 millions de femmes). On compte environ 301 000 clubs pour 1 700 000 équipes et 840 000 arbitres. 113 000 joueurs évoluent sous statut professionnel. Ce dernier chiffre est à manier avec précaution car il existe des différences considérables entre les nations à propos de la définition d'un joueur professionnel. L'Allemagne est ainsi absente du classement des vingt premières nations à ce niveau tandis que d'autres nations, moins strictes dans la définition du statut professionnel, avancent des données artificiellement élevées.
Au niveau des nations, la Chine est en tête avec 26,166 millions de joueurs pratiquants. Derrière la Chine, on trouve les États-Unis (24,473 millions), l'Inde (20,588), l'Allemagne (16,309), le Brésil (13,198), le Mexique (8,480), l'Indonésie (7,094), le Nigeria (6,654), le Bangladesh (6,280), la Russie (5,803), l'Italie (4,980), le Japon (4,805), l'Afrique du Sud (4,540), la France (4,190) et l'Angleterre (4,164). Ces chiffres prennent en compte les licenciés et les pratiquants non licenciés. Concernant les joueurs licenciés, le tableau ci-dessous présente les données des douze fédérations nationales comptant le plus de joueurs licenciés. Après la participation en finale de la Coupe du monde 2006 de l'équipe de France, le nombre des joueurs licenciés a dépassé le cap des 2 millions en France (2 020 634).
Joueurs licenciés (en milliers, masculins et féminines au 1er juillet 2006)

### Genèse du football féminin

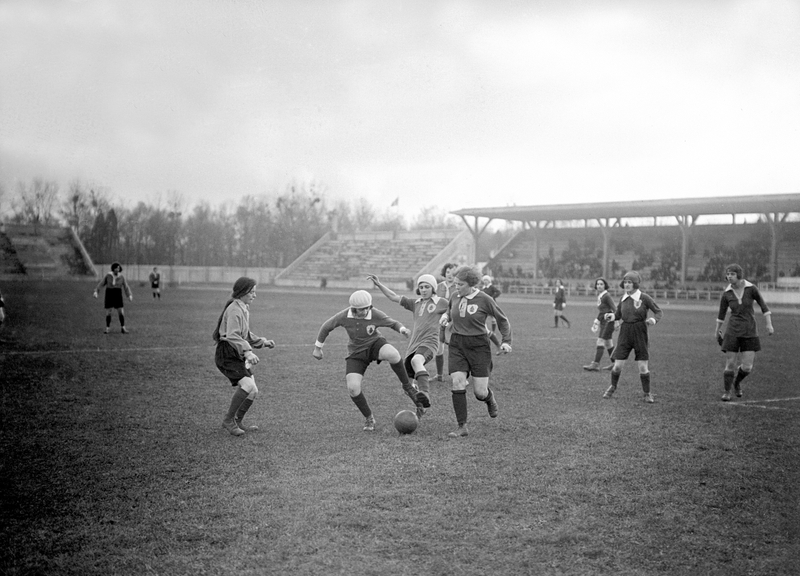
Rencontre de football féminin en France en février 1923.

Les femmes jouent au football depuis la fin du XIXe siècle en Angleterre et en Écosse. La France met en place le premier championnat national juste après la Première Guerre mondiale. Les recettes sont telles que les joueuses sont rémunérées via la pratique de l'amateurisme marron. Le tir de barrage contre la pratique du football par les femmes s'intensifie et le décès d'une joueuse, Miss C.V. Richards, en plein match en 1926 renforce les tenants de l'interdiction. Henri Desgrange (L'Auto) est plus radical encore dès 1925 : « Que les jeunes filles fassent du sport entre elles, dans un terrain rigoureusement clos, inaccessible au public : oui d'accord. Mais qu'elles se donnent en spectacle, à certains jours de fêtes, où sera convié le public, qu'elles osent même courir après un ballon dans une prairie qui n'est pas entourée de murs épais, voilà qui est intolérable ! ». Les instances masculines refusent déjà d'admettre depuis le début des années 1920 des licenciées féminines et elles doivent s'organiser en fédération indépendante des deux côtés de la Manche. Le championnat de France de football féminin, où brilla notamment le Fémina Sport, s'arrête en 1933. Pourtant favorable au sport féminin, le régime de Vichy « interdit rigoureusement » la pratique dans l'Hexagone en 1941. Le football est jugé « nocif pour les femmes ».
Presque anecdotique, la pratique perdure après la Seconde Guerre mondiale mais il faut attendre la seconde moitié des années 1960 pour assister au renouveau du football féminin : en 1969-1970, les fédérations anglaise, française et allemande reconnaissent ainsi le football féminin. On recense 2 170 licenciées à la FFF pour la saison 1970-71, puis 4 900 la saison suivante.
Au niveau international, une première Coupe d'Europe est organisée en 1969. Elle met aux prises l'Angleterre, le Danemark, la France et l'Italie. Le football féminin n'étant pas reconnu officiellement par la FIFA et l'UEFA, cette compétition est « non officielle ».
Au niveau mondial, la première Coupe du monde est jouée dès juillet 1970. C'est encore une compétition « non officielle ». Après de multiples organisations de ce type, l'UEFA (1984) puis la FIFA (1991) conviennent qu'il faut mettre en place des compétitions « officielles », Coupe du monde de football féminin et Championnat d'Europe de football féminin notamment.

### Appellations contrôlées
L'association anglaise de football, la Football Association, fondée à Londres en 1863, prend à son compte le terme générique de « football » et, en codifiant les règles du jeu, lui adjoint la mention « association » (association football) afin de le distinguer des autres formes de football jouées à l'époque. Cependant certains des clubs adhérents à la FA continuent de suivre des règles très différentes ; Blackheath RC, notamment, qui milite pour l'usage des mains et l'autorisation du placage. L'unification des règles menée par la FA, qui marque la période allant de 1863 à 1870 place Blackheath dans une position isolée. Le club londonien quitte alors la FA et part créer en 1871 la Football Rugby Union, une fédération de football selon les règles dites de Rugby. Ainsi, dès 1871, deux formes principales de football, d'une part l'association football et d'autre part le Rugby football (football de Rugby) sont codifiées et disposent d’instances dirigeantes. Ces deux sports essaiment dans le monde entier et donnent naissance à des variantes américaine, australienne, gaélique ou canadienne.
Très tôt, une variante argotique d'appellation de « association football » apparaît chez les anglophones par abréviation : d'abord « assoc. football » puis « assoc. » et enfin le diminutif « soc » complété par le suffixe « -er » qui donnera le terme « soccer ». Cette dernière appellation s'est largement popularisée au fil du temps en Amérique du Nord au point d'éclipser totalement toute mention de « football ». Les changements de noms de la fédération américaine (États-Unis) de football au cours du vingtième siècle témoignent de cette évolution : en 1913, date de sa fondation, à 1945, elle a pour nom United States Football Association, puis jusqu'en 1974 elle porte le nom de United States Soccer Football Association. Elle adopte alors le nom de United States Soccer Federation. Soccer est officiellement en usage dans trois pays : États-Unis, Canada et Samoa, les trois seules fédérations nationales anglophones qui reprennent le terme de soccer (en excluant football) dans leur nom. Ce terme argotique pour les autres anglophones est toutefois parfois employé, notamment dans la presse. Il est ainsi d'emploi très courant en Afrique du Sud et plus rare au Royaume-Uni.
Chez les francophones, le dictionnaire quadrilingue de la FIFA donne « football » comme seule dénomination officielle du jeu actuellement en français, bien que les francophones canadiens aient adopté le terme « soccer » en raison de son usage courant et généralisé au Canada.
Ces questions de dénominations ne touchent pas que les pays donnant naissance à des « football » locaux. Ainsi, en France, la peur panique des paris, du professionnalisme et de la montée en puissance des pouvoirs des clubs provoquent un boycott de la discipline par l'USFSA. Pour cette fédération, le seul football reconnu est celui de la variante du rugby car les instances anglaises de cette discipline étaient parvenues à interdire l’adoption du professionnalisme. Aussi, le terme football employé seul fait plutôt référence en France à celui de Rugby (football rugby) jusqu'au début du XXe siècle. À partir de 1894 et la reconnaissance tardive de la discipline par l'USFSA, l'appellation « football association » (traduction française de « association football ») ou plus simplement « association » s'impose naturellement. On joue ainsi à l'« assoce » en France à la Belle Époque et on retrouve dans certains journaux de province le terme « association » jusque dans les années 1920. C'est également en France, à Paris, en 1904 qu'est fondée (avec comme première langue officielle le français) la Fédération Internationale de Football Association (en anglais : International Federation of Association Football). La Fédération Française de Football Association n'est quant à elle fondée qu'en 1919 à la suite de l'éclatement de la structure omnisports de l'USFSA. Dans le milieu du football association, le terme de football est de plus en plus utilisé seul pour nommer le jeu, et la mention « association » perd alors progressivement de son usage : le magazine spécialisé Football, créé en 1929, puis la FFFA qui devient FFF à la Libération illustrent cette évolution. De son côté le rugby, éclaté en deux sports différents, à XV ou à XIII, a perdu l'usage du terme « football » tandis que les autres variantes sont perçues comme exotiques en Europe et dans les pays francophones, Canada excepté. Elles sont donc nommées selon leur origine : football américain, football australien, football gaélique et football canadien.
Le français, comme c'est le cas en général dans le domaine sportif, a ainsi conservé le terme d'origine (au moins en partie à l'époque, car la mention association a bien été traduite, ce qui explique l'inversion en passant de l'anglais « association football » au français « football association »). Ce n'est pas le cas dans la plupart des autres langues où ont été forgés des termes à consonances locales, du Fussball allemand, au Fútbol espagnol (ou également très rarement Balompié) en passant par le Voetbal néerlandais ou le Futebol portugais. En Italie, on adopte en 1909 le terme de calcio en référence à l'ancien jeu du calcio florentin.

## Pratique du football

### Règlement

#### Premières règles
Le premier code de jeu date de 1848 : les Cambridge Rules. D'autres universités suivent l'exemple de Cambridge et édictent leurs propres règlements. Harrow met ainsi en place un code autorisant l'usage des mains qui donnera naissance au rugby et à ses déclinaisons, comme le football américain et le football canadien. Le football se base exclusivement sur les règles de Cambridge, qui s'imposent comme les plus simples. Cette notion de simplicité est fondatrice du football lui-même, comme l'indique clairement le sous-titre des règles de J. C. Thring qui affinent le règlement de Cambridge en 1862 : The Simplest Game (« Le jeu le plus simple »).

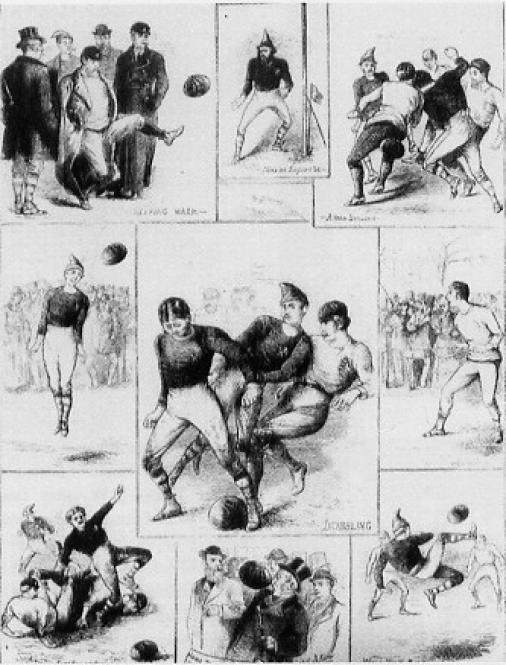
Angleterre-Écosse en 1872.

Quand la Football Association (FA) est fondée à Londres le 26 octobre 1863, E.C. Morley est chargé de faire une synthèse des différentes règles en usage. Blackheath RC qui suivait les règles d'Harrow, était alors membre de la FA et le débat devient houleux quand un premier code de 14 règles s'inspirant des Cambridge Rules est présenté le 24 novembre 1863. Après plusieurs jours de débats et de modifications, un règlement de 13 règles est adopté le 1er décembre par 13 voix contre 4. Le 9 janvier 1864, le premier match disputé sous ses nouvelles lois du jeu est joué. Elles sont assez floues, notamment dans les domaines du nombre de joueurs et des dimensions du terrain ou des buts car un accord n'a pas pu être trouvé sur ces points. Les équipes comptent alors de treize à quinze joueurs puis passent à onze progressivement, malgré les résistances de nombre d'équipes à la fin des années 1860. En 1867, quand la Surrey FA propose un match à onze contre onze au Cambridge University FC, ce dernier répond par courrier : « nous jouons au minimum à quinze par équipe et nous ne pouvons pas jouer avec moins de treize joueurs par équipe ». La loi 11 précise que l'usage des mains est interdit. De fait, il s'agit dans les grandes lignes de la reprise des Cambridge Rules et des règles de J.C. Thring, saluées par tous comme les plus simples.
Le 1er décembre 1863, le Sheffield FC demande son affiliation à la FA. Les clubs de Sheffield suivent alors un code de jeu particulier mais proche des Cambridge Rules et qui se joue à onze contre onze. Pendant plus d'une décennie, les deux codes coexistent et s'influencent tandis que certains clubs édictent des règlements internes stipulant que seul leur règlement interne est applicable. Cette situation très hétérogène n'empêche pas la FA de peaufiner son règlement. Le poste du gardien de but est ainsi créé en 1870. De même, entre 1867 et 1870, les règles de Sheffield connaissent quelques modifications comme l'abandon en 1868 du rouge (forme de points semblable au football australien, avec deux poteaux supplémentaires situés à 4 yards des buts). Les clubs de la région de Nottingham, qui avaient également un règlement inspiré des Cambridge Rules, adoptent les règles de la FA en 1867.
La FA Cup est fondée en 1871 sur le principe « une coupe, deux codes ». L'espoir de la FA est de pousser les clubs de Sheffield à adopter ses règles. C'est presque l'inverse qui se produit. En fait, les deux codes fusionnent en 1877. Depuis lors, les règles sont unifiées puis confiées à la garde de l'International Board, créé le 6 décembre 1882.

#### Principes du jeu

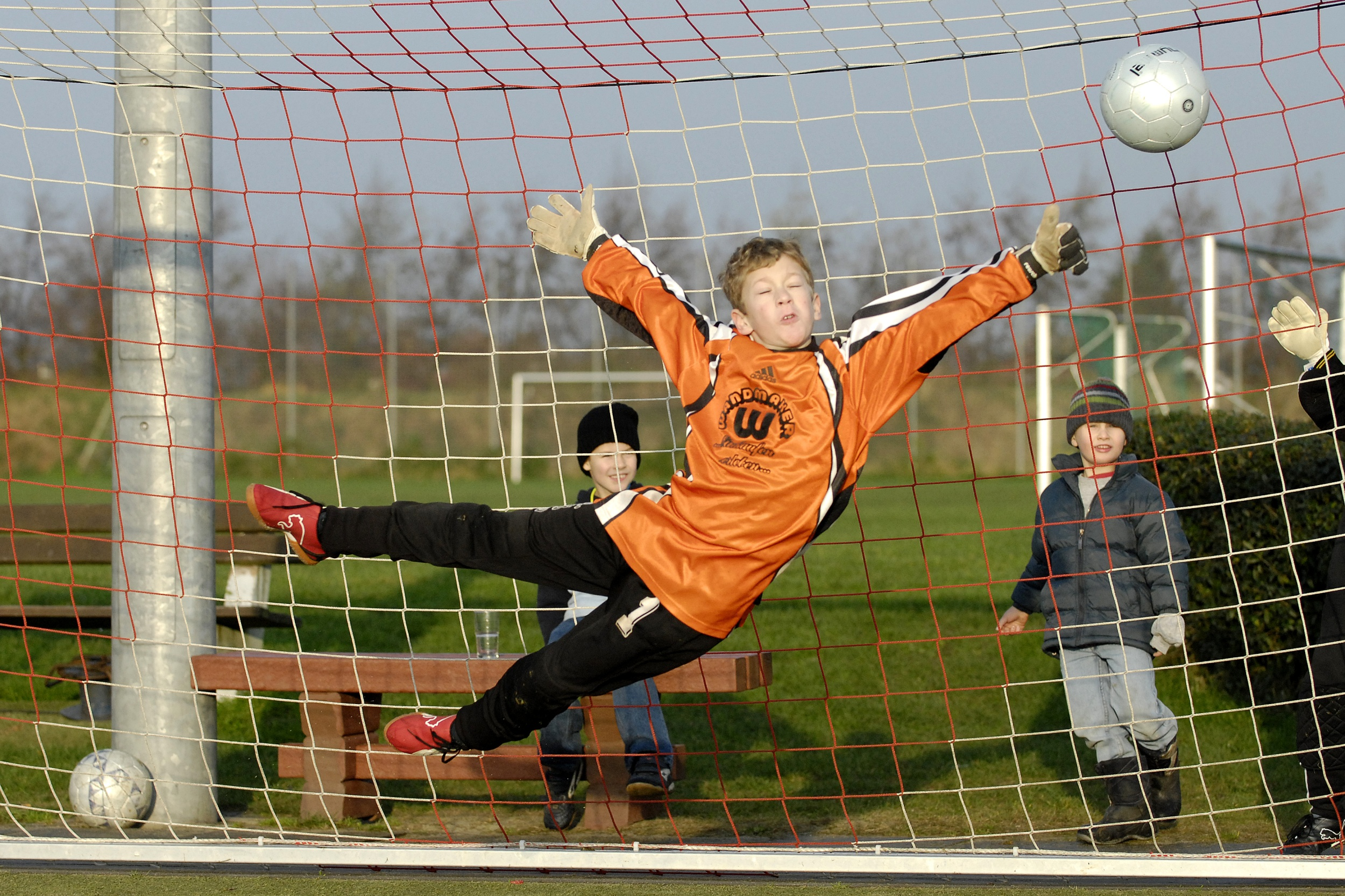
Un jeune gardien de but en action dans son but.

Le football met aux prises deux équipes de onze joueurs sur un terrain rectangulaire de 90 à 120 mètres de long sur 45 à 90 mètres de large. Pour les matches internationaux, les dimensions du terrain sont ramenées entre 100 et 110 mètres de long pour 64 à 75 mètres de large. L'objectif est de faire pénétrer un ballon sphérique de 68 à 70 cm de circonférence pour un poids de 410 à 450 grammes dans un but long de 7,32 m sur 2,44 m de hauteur. Le but est considéré marqué quand le ballon a entièrement franchi la ligne de but tracée au sol entre les deux poteaux.
Le seul joueur autorisé à utiliser ses mains et ses bras lorsque le ballon est en jeu est le gardien de but, pourvu que ce dernier se trouve dans sa surface de réparation. Dans cette même surface, une faute habituellement sanctionnée par un coup franc direct, l'est par un coup de pied de réparation (pénalty). Ce dernier s'exécute sur un point situé à 11 mètres de la ligne de but. Outre les fautes de mains, les autres fautes concernent essentiellement les comportements antisportifs et les contacts entre les joueurs. Le tacle est autorisé, mais réglementé : un tacle par derrière est ainsi souvent sanctionné d'un carton rouge synonyme d'expulsion. En cas de faute moins grave, un carton jaune peut être donné par l'arbitre au joueur fautif. Si ce joueur écope d'un second carton jaune au cours d'une même partie, il est expulsé.
La règle du hors-jeu force les attaquants à ne pas se contenter d'attendre des ballons derrière la défense adverse. Pour qu'un joueur soit en jeu, il faut qu'il soit devant le dernier défenseur adverse, dans le sens du jeu de ce défenseur. L'arbitre assistant signale avec un drapeau le hors-jeu qui se juge au départ de la balle, c'est-à-dire au moment où le passeur frappe le ballon, et non pas à l'arrivée du ballon dans les pieds de l'attaquant.
Le match dure 90 minutes en deux périodes de 45 minutes séparées par une interruption (ou mi-temps) de 15 minutes. Lors de certains matches de coupe devant désigner un vainqueur ou un qualifié (on peut se qualifier en matches aller-retour sans nécessairement remporter le match retour), une prolongation de deux fois quinze minutes est disputée. Au terme de cette période, en cas d'égalité, les tirs au but départagent les deux formations.

#### Lois du jeu
Le football compte dix-sept « lois du jeu » régies par l'International Board. Le règlement est le même pour les professionnels et les amateurs, en senior ou chez les jeunes. La FIFA veille à l'application uniforme des mêmes lois du jeu partout dans le monde.
Les 17 lois du jeu :
| - 1 Le terrain de jeu - 2 Le ballon - 3 Nombre de joueurs - 4 Équipement des joueurs - 5 L'arbitre - 6 Les arbitres assistants - 7 La durée du match - 8 Le coup d'envoi et reprise du jeu - 9 Ballon en jeu et hors du jeu |  | - 10 But marqué - 11 Le hors-jeu - 12 Fautes et comportement antisportif - 13 Coup franc - 14 Coup de pied de réparation (penalty) - 15 Rentrée de touche - 16 Coup de pied de but - 17 Coup de pied de coin (corner) |

Très conservateur, l'International Board modifie rarement le règlement contrairement à nombre d'autres disciplines sportives. Depuis la création du Board, la plus importante réforme fut celle de 1925 qui porte de trois à deux le nombre de joueurs adverses devant se situer entre la ligne de but et celui qui reçoit une passe pour ne pas être hors-jeu. Cette réforme a d'importantes implications en matière de tactique. Signalons également les réformes liées au gardien de but avec l'interdiction de prendre le ballon à la main sur une passe d'un partenaire (1992) et de la limitation à l'usage des mains dans la seule surface de réparation (1912). D'autres évolutions importantes ont lieu en 1891 : elles concernent l'arbitre.

#### Arbitre

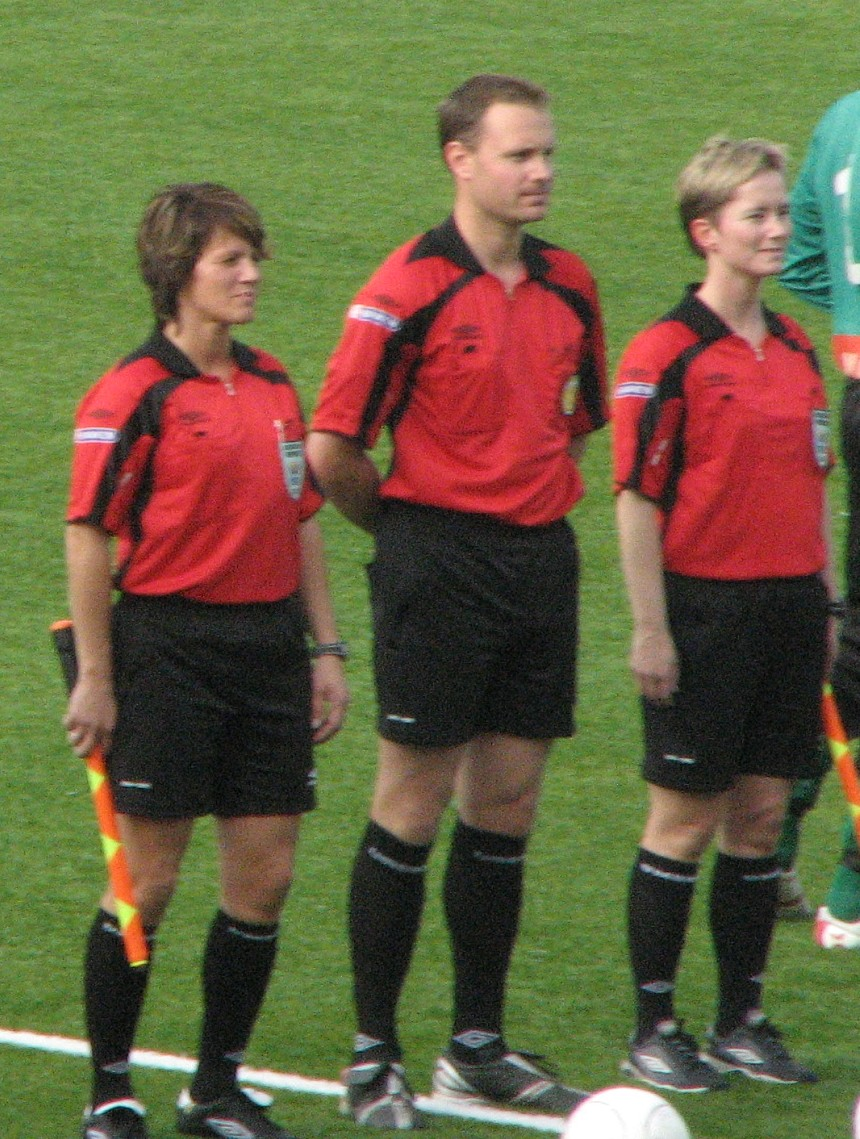
Trio arbitral mixte.

Sur le terrain, l'application du règlement est confiée à un corps arbitral qui se met en place définitivement en 1891. Un temps évoqué, le double arbitrage était en usage au début du jeu et un troisième arbitre, situé en tribune, prenait la décision en cas de conflit entre les deux arbitres principaux. Ce système s’avère inefficace et en 1891, le referee, jadis placé en tribune, est désormais positionné sur le terrain, tandis que la doublette d’arbitres (umpires) est mise sur les bords de touche (linesmen). L'arbitre central est rapidement doté de larges pouvoirs afin de diriger pleinement la partie. Avant ces réformes, les penalties n'existent pas et l'arbitre n'a pas le contrôle du temps de jeu. Depuis 1874, les umpires peuvent siffler des coups francs et expulser des joueurs. Avant cette date, les expulsions sont discutées avec les capitaines. Les cartons jaunes et rouges sont introduits en 1970 à la suite d'un incident au cours du match de Coupe du monde Angleterre-Argentine en 1966. Expulsé, le capitaine argentin Antonio Rattín refuse de quitter le terrain prétextant ne pas comprendre l'arbitre allemand Rudolf Kreitlein ; l'affaire dure sept minutes. Pour éviter ce genre de problèmes, le Board met en place le système universel de cartons de pénalité jaunes et rouges.
Le corps arbitral est aujourd'hui constitué d'un arbitre principal qui se déplace sur le terrain, ainsi que deux arbitres assistants évoluant le long de chaque ligne de touche et munis de drapeaux. Dans le milieu professionnel, un quatrième arbitre est présent pour assurer un remplacement en cas de blessure de l'un des trois autres ; il sert également à signaler les changements de joueurs et à veiller au maintien de l'ordre dans les zones techniques (bancs des joueurs) et au bord du terrain. Au plus haut niveau, les arbitres subissent des tests physiques réguliers (test de Cooper, notamment).
Depuis la fin du XXe siècle, le recours à la vidéo est souvent évoqué pour remédier aux problèmes d’arbitrage. Ce système est toutefois très controversé, notamment car il n'est pas absolument fiable[réf. nécessaire] et n'est pas applicable à tous les niveaux du football, des juniors aux vétérans. Le 8 mars 2008, à l'occasion de sa 122e réunion annuelle, le Board suspend, jusqu'à nouvel ordre, les options technologiques après des essais peu concluants d'arbitrage vidéo testés au Japon et les difficultés techniques rencontrées par les équipes travaillant sur le contrôle de la ligne de but par des moyens électroniques. En revanche, le Board autorise la mise en place de tests avec deux arbitres assistants supplémentaires pour surveiller les surfaces de réparation.

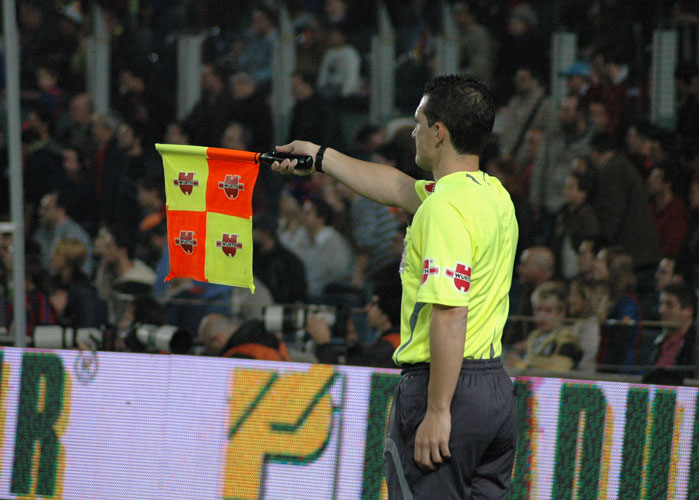
Arbitre assistant signalant une sortie de but.

Comme dans d'autres disciplines, l'arbitrage doit faire face à des problèmes de corruption. Les derniers cas en date en Allemagne, en Belgique, en Italie et au Portugal ont notamment mis en lumière le rôle de certains clubs dans ces affaires mais aussi l'intervention de parieurs. Dans d'autres cas, des joueurs peuvent être également impliqués. Les sanctions (rétrogradation, titre annulé, points retirés et poursuites judiciaires des personnes impliquées) et les précautions (en Allemagne, l'arbitre est désormais désigné 48 heures avant la rencontre) n'empêchent pas la poursuite de ces pratiques. Aussi, de nombreuses voix appellent de leurs vœux la mise en place d'un véritable statut professionnel pour les arbitres.
Le statut des arbitres, professionnel ou pas, est un sujet récurrent des dernières années. La plupart des arbitres sont amateurs. La FIFA et son président Sepp Blatter militent pour l'arbitrage professionnel. Pour les matchs de haut niveau, les arbitres sont sous contrat avec leur fédération en Argentine, au Brésil, au Mexique et en France, liés à la Premier League en Angleterre, et sous une sorte de rapport contractuel en Italie.
La féminisation du corps arbitral débute avant la reconnaissance du football féminin. En France, on attend ainsi 1970 pour admettre des licenciées féminines à la FFF mais la première femme certifiée arbitre l'est dès le 10 novembre 1967 (Martine Giron, 21 ans). Depuis les années 1990, des femmes (Nelly Viénot, notamment, à partir du 23 avril 1996) accèdent au statut d'arbitre assistant en première division. En 2003, un premier match masculin de l'UEFA est arbitré par une femme, Nicole Petignat.

### Les équipements

#### L'équipement du joueur

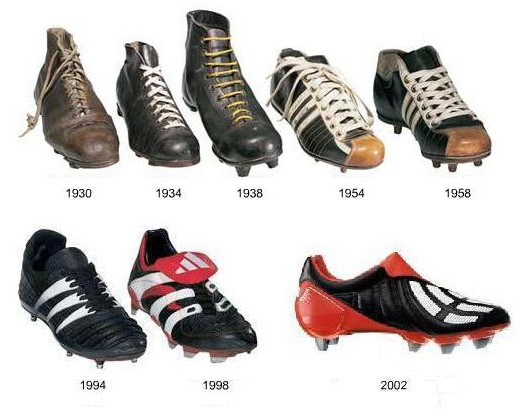
Évolution des chaussures de football de 1930 à 2002.

Réglementés par la Loi 4, les équipements des joueurs comprennent un maillot, un short, une paire de chaussettes, des protège-tibias et des chaussures. Le port des gants et des lunettes est autorisé. Les gardiens arborent parfois des casquettes quand ils font face au soleil. Ils doivent de plus porter un maillot de couleur différente. La possibilité de porter une jupe-short est évoquée pour les équipes féminines depuis 2008, mais le règlement officiel n'en fait pour l'instant aucune mention.
Les équipes disposent de plusieurs jeux de maillots. Habituellement, une équipe évolue avec ses couleurs à domicile et doit s'adapter aux couleurs de l'adversaire en déplacement. L'échange des maillots en fin de partie est une tradition pour les matches importants.
Les premiers maillots sont des lainages assez épais. Ils s'allègent durant la première moitié du XXe siècle avec l'adoption de chemises en coton, puis, grâce aux fibres synthétiques à partir des années 1960, ils deviennent très légers. Polyester et polyamide sont principalement utilisés avec des systèmes d'évacuation de la transpiration.
Les chaussures sont à l'origine des chaussures montantes courantes auxquelles on fixait des crampons. Il faut attendre les années 1950, et les premières chaussures de football commercialisées par Adidas, pour voir l'apparition de chaussures modernes. Depuis les années 1990, les meilleures chaussures sont généralement en peau de kangourou avec semelle en plastique et crampons en aluminium.
Le ballon est codifié par la Loi 2. Ses dimensions sont fixées en 1872. Le ballon doit être sphérique, en cuir ou dans une autre matière adéquate, avoir une circonférence de 70 cm au plus et de 68 cm au moins, un poids de 450 g au plus et de 410 g au moins au début du match et une pression de 0,6 à 1,1 atmosphère (600 - 1 100 g/cm2). Ces dimensions sont plus réduites pour les ballons utilisés par les joueurs de moins de 13 ans. Depuis le 1er janvier 1996, seuls des ballons ayant passé les tests de la FIFA (Fifa Approved) sont utilisables en compétitions internationales organisées par la FIFA ou les confédérations continentales.

#### Le stade

##### Du terrain de jeu au stade

Le terrain de jeu.

Les terrains de cricket restant déserts pendant l'hiver, ils sont utilisés au début de l'histoire du jeu. Ceux qui peuvent disposer d'installations de cricket comprenant également des vestiaires et des tribunes sont toutefois minoritaires. Il faut le plus souvent se contenter de jouer sur un terrain plus ou moins bien tracé et se changer au café du coin. Certains matches drainent toutefois très vite une affluence certaine, et les premières tentatives d'entrées payantes se font en Angleterre dès les années 1860. Sur le continent européen, les vélodromes jouent le rôle des terrains de cricket au Royaume-Uni.
Passée l'étape du simple pavillon destiné à accueillir les membres du bureau et leurs invités puis l'installation de praticables couverts ou pas autour du terrain pour les autres spectateurs, les premiers stades sont principalement en bois, mais les dimensions des tribunes, toujours plus imposantes, nécessitent bien vite le recours à une armature métallique. Parmi les principaux architectes initiant cette évolution, citons l'emblématique Archibald Leitch qui opère de 1904 à 1939.
Après la Seconde Guerre mondiale, les stades connaissent de nombreuses révolutions, du toit cantilever (sans poteaux de soutien au milieu des tribunes) à la construction de systèmes d'éclairage pour les matches en nocturne. Les premières expériences de matches joués à la lumière des projecteurs datent de 1878, mais ce type de rencontres, interdit en Angleterre de 1930 à 1950, reste marginal jusqu'après la Seconde Guerre mondiale. L'éclairage est seulement de quelques centaines de lux, mais la télévision exige au moins 800 lux pour filmer correctement les rencontres. Cette demande pressante de la télévision et les progrès réalisés au niveau des systèmes d'éclairage permettent désormais aux meilleurs stades de disposer d'au moins 1 500 lux.
Le terrain de jeu connaît également des changements avec la mise en place de systèmes de chauffage pour éviter le gel du terrain ou même l'adoption de surfaces de jeu plus ou moins artificielles. La pelouse naturelle reste toujours la plus courante. Quelques clubs anglais installent des revêtements totalement artificiels comme QPR, Luton, Preston et Oldham dans les années 1980, mais la FA freine ces expériences sans toutefois parvenir à les interdire. Même remarque au niveau de la FIFA qui ne recommande pas cette surface mais qui ne l'interdit pas. En revanche, ce type de revêtement reste longtemps proscrit par la FIFA en phase finale de Coupe du monde. Lors de la Coupe du monde 1994 disputée aux États-Unis, les stades ont dû tous être dotés de pelouse naturelle, Pontiac Silverdome à Détroit (Michigan) et Giants Stadium (New Jersey) au premier chef. À la suite des modifications des tests de certification de la FIFA (2001), il est désormais possible d'utiliser un terrain artificiel en phase finale de Coupe du monde. Toutefois, jamais le cas ne s'est produit. Pourtant équipé depuis 2002 d'une pelouse artificielle certifiée par la FIFA, le Stade Loujniki de Moscou est équipé d'une pelouse naturelle pour accueillir la finale de la Ligue des champions de l'UEFA 2007-2008.

#### Confort et sécurité

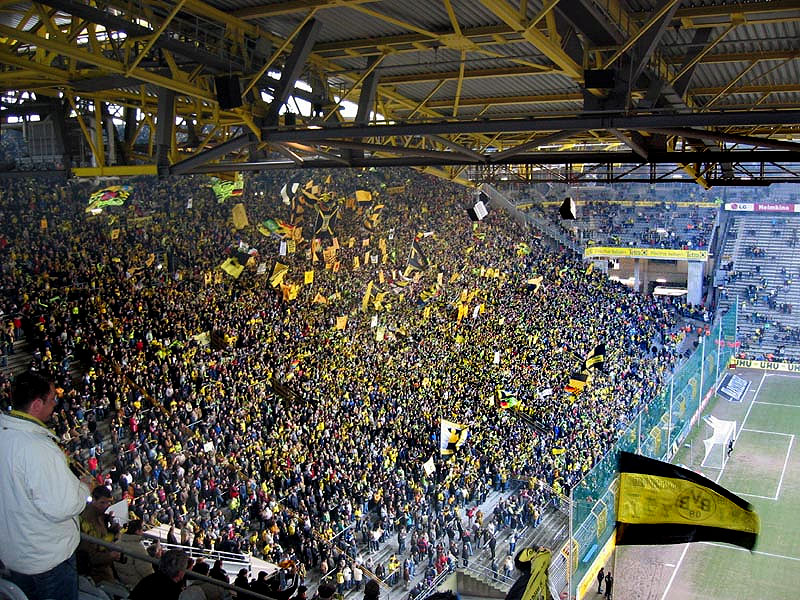
La Südtribüne du Signal Iduna Park de Dortmund.

Le confort et la sécurité des spectateurs restent longtemps une notion anecdotique pour les architectes et les dirigeants, qui cherchent seulement à rentabiliser au maximum leurs enceintes. Malgré la multiplication des drames et accidents, les autorités prennent tardivement conscience de ce problème. L'UEFA réagit après le drame du Heysel (1985), mais le football anglais, pourtant concerné au premier chef par les morts du Heysel, ne modifie sa politique qu'après le drame de Sheffield (1989) avec la mise en application du « Rapport Taylor », bannissant notamment les places debout en Angleterre. L'Allemagne, qui s'était refusée à diffuser en direct les événements du Heysel, lance une réflexion de fond sur ces problèmes à cette période. Elle donne ses fruits à l'occasion de la Coupe du monde 2006, avec des enceintes intégrant pleinement les besoins de confort et de sécurité. À noter le maintien d'une tribune avec des places debout au Signal Iduna Park de Dortmund : la fameuse Südtribüne qui, avec ses 25 000 places debout, est la plus importante tribune d'Europe. Ce maintien fut négocié par les supporters. Le fameux « Kop » d'Anfield (Liverpool) n'eut pas cette chance. Conçue en 1906 pour accueillir 30 000 spectateurs, la capacité de cette tribune est réduite une première fois en 1970 à 25 000 places à la suite d'un incident lors d'un match européen entre Liverpool FC et l'Ajax Amsterdam en décembre 1966 : les secours avaient été incapables de se déplacer en tribune. La dernière partie avec des spectateurs debout se joue le 1er mai 1994 devant 16 480 kopites. Depuis lors, le Kop compte 12 277 places assises.

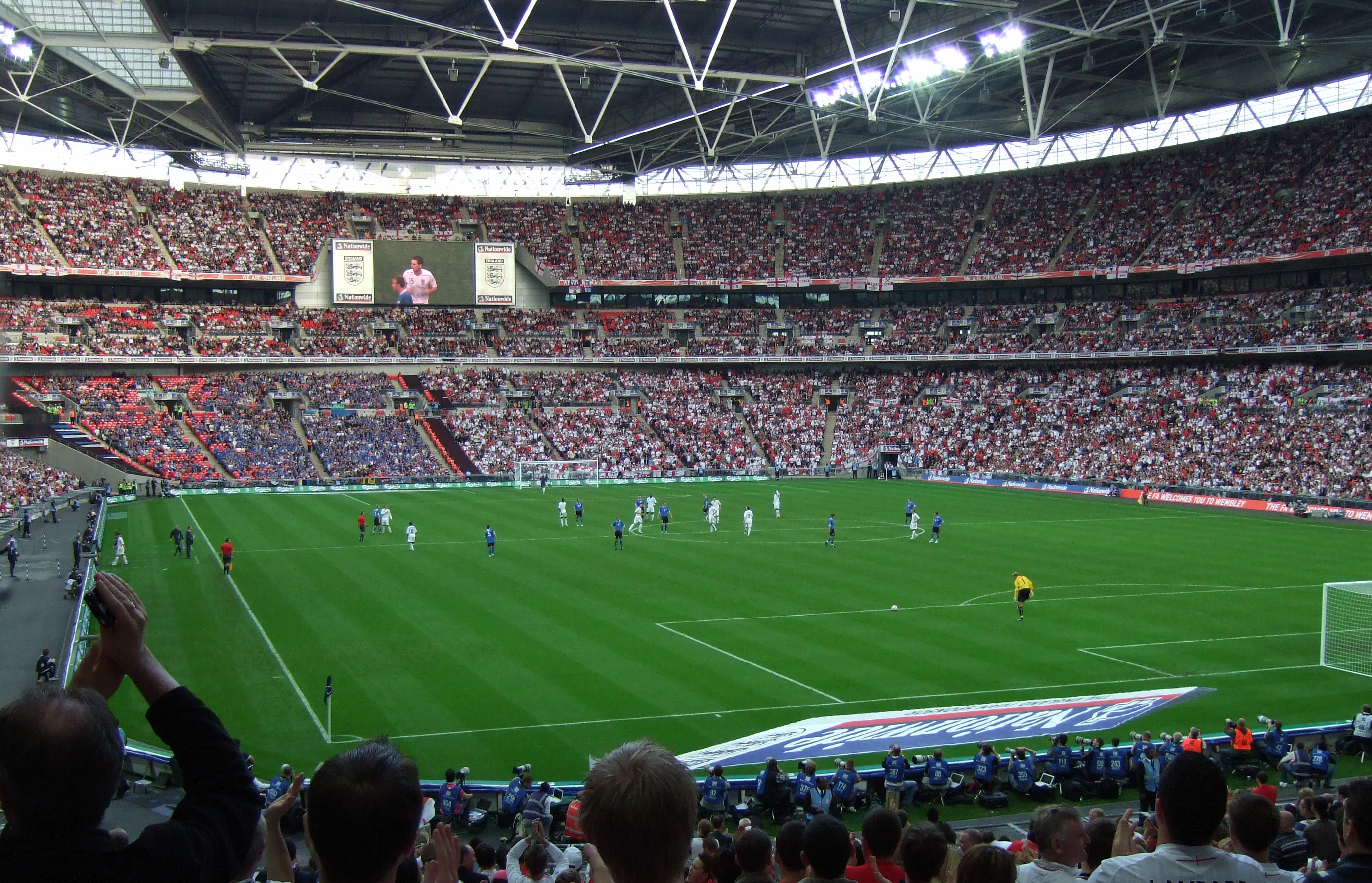
Le nouveau Wembley Stadium.

Les pays latins restent étrangement à l'écart de ces débats. Même le drame de Furiani (1992) ne provoque pas en France de prise de conscience, et aujourd'hui encore, nombre d'enceintes utilisées par les professionnels ne répondent pas aux critères minimum de sécurité[réf. souhaitée]. Les troubles de la saison 2006-2007 en Italie ont ainsi mis en lumière le grave déficit dans ce domaine des stades italiens. De très lourds investissements sont nécessaires pour mettre ces stades à niveau et certaines nations n'ont pas jugé utile d'engager ces travaux. La France avait pourtant l'occasion de le faire en 1998 en organisant la Coupe du monde, mais elle a préféré concentrer ses efforts sur le seul Stade de France plutôt que de profiter de cette opportunité pour s'équiper[réf. souhaitée]. La Ligue a bien tenté de mettre en place dans les années 1990 des critères minimum en matière de stades pour évoluer en professionnel, mais elle est déboutée le 20 novembre 2003 par le Conseil d'État, sollicité par le ministère des Sports, hostile aux critères : il est impossible à la Ligue française de ne pas admettre un club en professionnel en raisons d'installations non conformes.

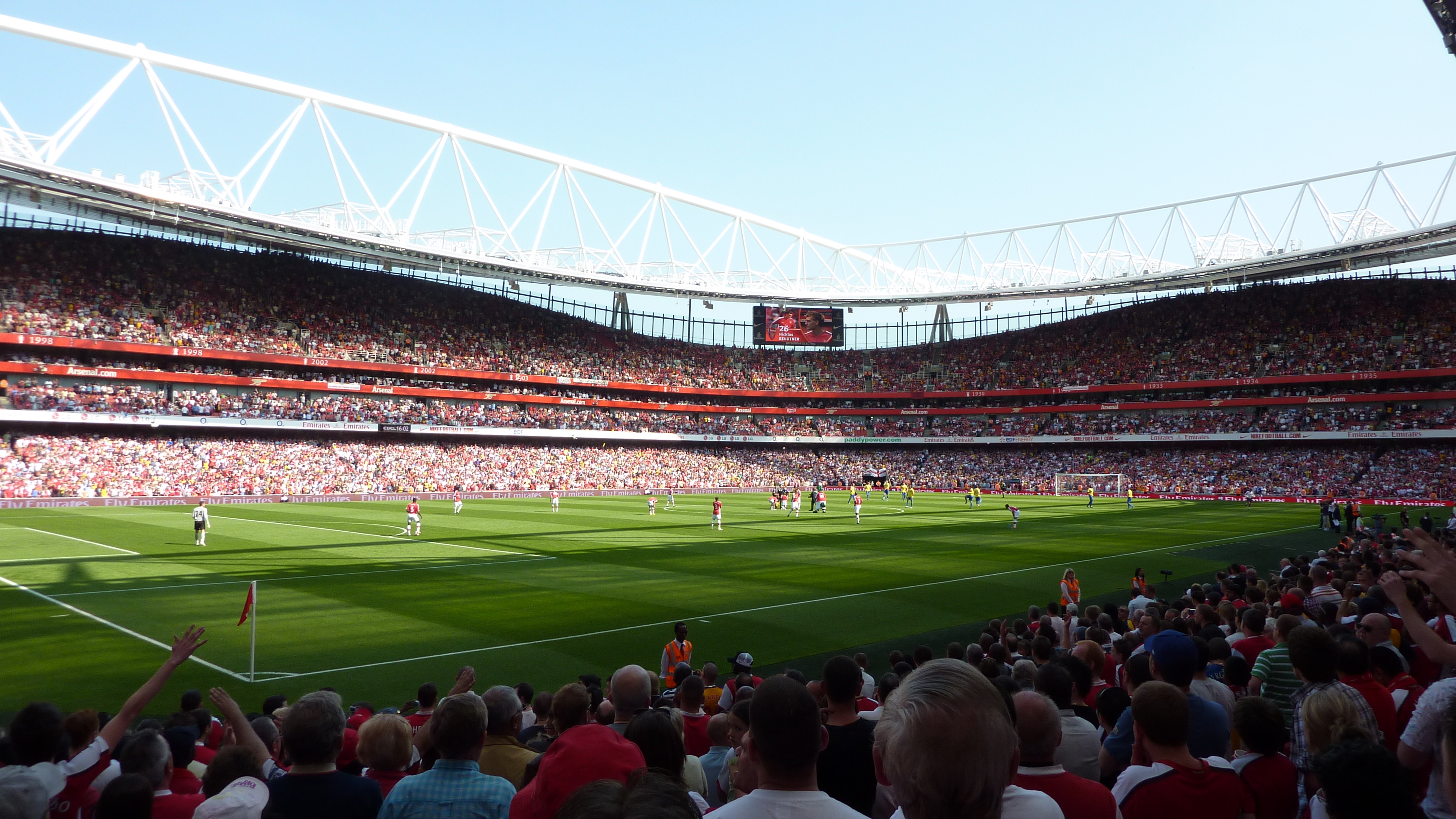
L'Emirates Stadium, stade du club d'Arsenal.

Ainsi, l'Angleterre et l'Allemagne proposent aujourd'hui aux spectateurs de prendre place dans des stades modernes, et les moyennes de spectateurs y atteignent des sommets historiques. En France et en Italie, les enceintes ont au moins une génération de retard, et les affluences stagnent en France et plongent en Italie (deux fois moins de spectateurs dans les stades qu'au milieu des années 1980).
Parmi les stades les plus emblématiques, se trouvent en Amérique le Maracanã à Rio de Janeiro, le stade Monumental Antonio Vespucio Liberti à Buenos Aires, le stade Azteca à Mexico et en Europe, Wembley à Londres, récemment reconstruit, le stade Santiago Bernabéu à Madrid, le Camp Nou à Barcelone et le San Siro à Milan.

## Les joueurs et le jeu

### Jouer au football

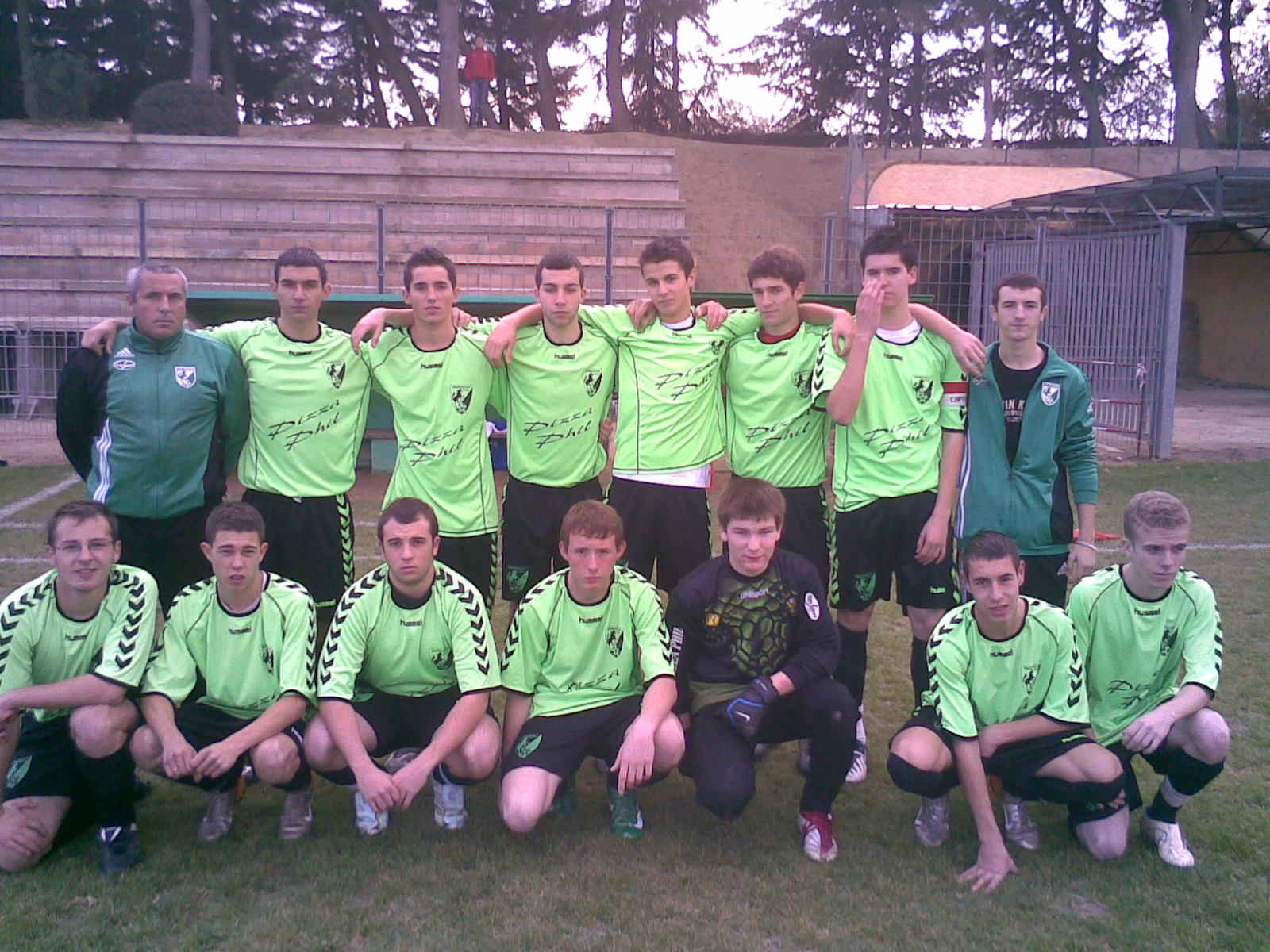
Équipe de jeunes.

Les jeunes joueurs découvrent généralement le football dans la cour de récréation, dans la rue (le sport du football de rue est un dérivé du football) ou sur des terrains de fortune sur lesquels les buts sont simplement signalés par des cartables ou des blousons. L'étape de la découverte passée, l'intégration à une école de football dans un club de jeunes est nécessaire pour acquérir quelques fondamentaux. Dès cette période, les joueurs les plus prometteurs, techniquement ou physiquement, sont détectés et rejoignent des centres de formation (France), des Academies (Royaume-Uni) ou des clubs dits « formateurs » qui ont la charge de préparer les joueurs au métier de footballeur. Une minorité de joueurs atteint ce but et devient effectivement footballeur professionnel. La majorité n'est pas retenue pour passer pro et ces joueurs doivent se contenter d'évoluer au mieux en semi-professionnel[réf. souhaitée].

« La technique, ce n’est pas savoir faire 1 000 jongles, c’est savoir passer la balle à la bonne vitesse au bon endroit, au bon moment. »

— Johan Cruyff

### Pédagogie du football
Deux méthodes pédagogiques principales sont proposées aux jeunes joueurs. Dans la première, analytique, utilisée depuis des décennies, l'éducateur découpe l'activité en gestes techniques. Il démontre chaque geste et le fait répéter. Dans la deuxième, appelée globale ou intégrée, l'éducateur met en place des situations qui posent des problèmes aux joueurs. Il appartient aux joueurs de trouver des solutions et de mettre en place des stratégies pour y parvenir. Dans cette méthode, les jeunes joueurs sont actifs de leur apprentissage. L'éducateur guide les joueurs et ne leur donne pas les réponses immédiatement mais procède par questionnement pour leur permettre de trouver la solution par eux-mêmes.[réf. souhaitée]

### Caractéristiques du jeu

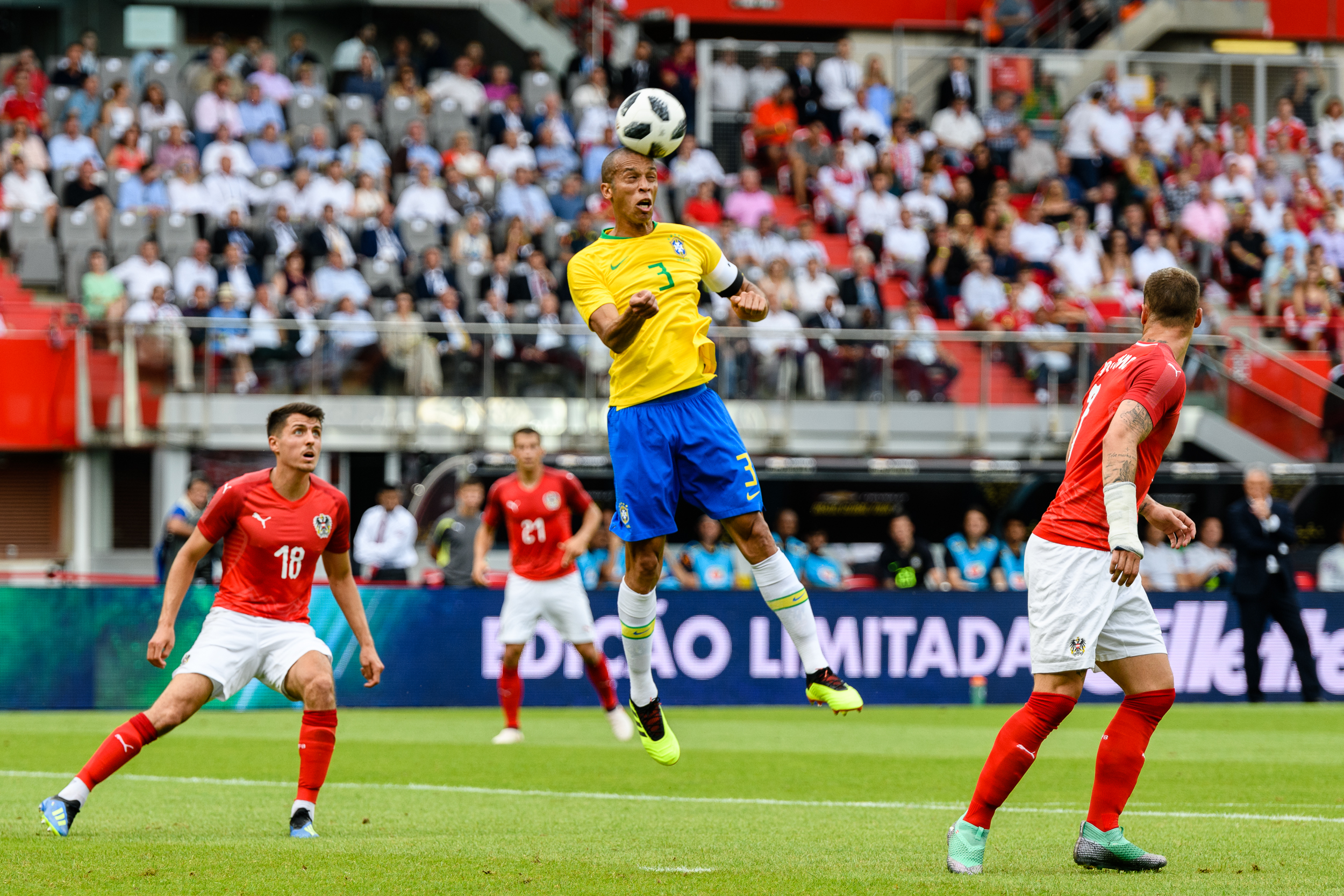
Une tête de Miranda lors d'un match amical Autriche-Brésil au stade Ernst-Happel. À sa gauche, Alessandro Schöpf. Juin 2018.

Pratiquer le football implique une activité physique intense et prolongée. En 90 minutes, selon son poste, un joueur parcourt entre 6 et 11 km et perd en moyenne 2 kg. Les blessures, généralement aux chevilles et aux genoux, touchent tous les types de footballeurs, professionnels ou amateurs, jeunes ou vieux. La mort subite, en match ou à l'entraînement, est également un phénomène touchant tous les niveaux. Les cas sont rares mais posent la question des limites physiques des joueurs avec en toile de fond l'éternel débat sur le calendrier, trop chargé. Un sportif ne peut pas être à 100 % sur l'ensemble d'une saison, et la gestion du calendrier fait partie du jeu.
Le dopage est présent de longue date dans le football. De très forts soupçons planent ainsi sur l'équipe d'Allemagne de 1954 qui remporte la Coupe du monde. L'enquête lave finalement la Mannschaft qui n'aurait procédé qu'à des piqûres de glucose. La position des instances qui affichent en façade leur volonté de lutter contre ce fléau est assez ambiguë. La FIFA refuse ainsi longtemps de confier à l'Agence mondiale antidopage la gestion de cette question. Un accord est trouvé en juin 2006 quand le Comité international olympique demanda à toutes les fédérations internationales de parapher le code mondial antidopage. La FIFA conserve toutefois son autorité en matière de suspension.
Mis à part le baseball, le football est le sport collectif le plus sujet à des surprises sur un match. De la victoire inattendue de West Bromwich Albion FC face à l'« Invincible » Preston North End en finale de la FA Cup 1888 à l'élimination de l'Olympique de Marseille par les amateurs de l'USJA Carquefou en Coupe de France 2007-08, l'histoire du football est marquée par de nombreux résultats étonnants. Comme le dit un adage sportif particulièrement adapté au football : « sur un match, tout est possible ». Cette possibilité laissée aux « petits » de triompher des « grands » est l'un des attraits du football.

### Évolutions tactiques

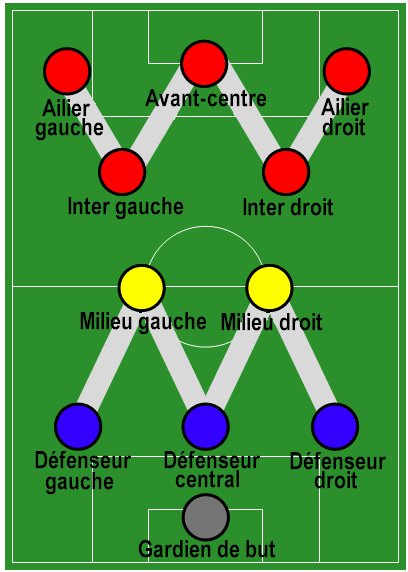
Dispositif tactique en « WM ».

Des années 1880 à 1925, la pièce essentielle d'une équipe est son avant-centre qui constitue la pointe d'une formation où figurent cinq attaquants, trois milieux et deux défenseurs. Les attaquants doivent être puissants car le hors-jeu est signifié si moins de trois joueurs se trouvent entre la ligne de but adverse et celui qui reçoit une passe. Le passage de trois à deux joueurs pour un hors-jeu change en profondeur le jeu. On passe de 4 700 buts marqués par saison dans les deux divisions de League anglaise à 6 373 dès l'entrée en application de cette modification. L'entraîneur Herbert Chapman met au point une tactique innovante, dite en « WM », c'est-à-dire trois défenseurs, deux milieux, deux inters (milieux offensifs) et trois attaquants. Les quatre joueurs du milieu de terrain constituent le carré magique, marquant la montée en puissance du poste de milieu offensif (ou inter) dont le rôle est d'alimenter l'avant-centre en ballons.
Le WM règne en maître absolu jusqu'en 1953 et la fameuse défaite des Anglais à domicile face aux Hongrois, qui évoluent déjà en 4-2-4. Avant le triomphe des 4-2-4, 4-3-3 et autres 4-4-2, les Suisses, les Français et les Italiens mettent au point des tactiques basées sur la défense : le « verrou suisse » (ou « verrou Rappan » du nom de l'entraîneur-joueur autrichien Karl Rappan qui met en place ce système au Servette de Genève en 1932), le « béton » (initié par Robert Accard au début des années 1930 au Stade français et pratiqué notamment par Charleville en 1936) et le « Catenaccio ». Ces tactiques sont notamment affinées après la Seconde Guerre mondiale par Helenio Herrera et déclinées dans de nombreux pays, donnant par exemple naissance au « Riegel » en Allemagne. L'innovation principale de ce dispositif tactique est la création du poste de libéro nommé verrouilleur ou bétonneur à l'origine. Il se place derrière la ligne de défense, généralement de trois puis quatre joueurs, et a pour tâche de colmater les brèches.

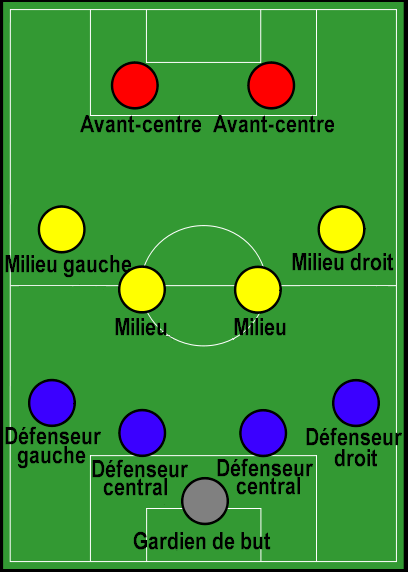
Dispositif tactique en « 4-4-2 ».

En 1958, l'équipe du Brésil remporte sa première Coupe du monde en s'appuyant sur un effectif hors norme et un dispositif tactique en 4-2-4. C'est une forme de compromis entre les stratégies offensives et défensives. Nouvelle évolution tactique des Brésiliens en 1962, avec un dispositif en 4-3-3, où l'ailier gauche, Mario Zagallo, est reconverti en milieu de terrain. Ces tactiques plutôt offensives se retrouvent toutefois à la peine face à des formations très rigoureuses, telles que l'Inter Milan en Europe ou le Peñarol en Amérique du Sud. L'Allemagne échoue aussi de peu en Coupes du monde 1966 et 1970 en pratiquant un béton très strict.
La disposition tactique n'est rien sans animation du jeu. La vitesse tient ici un rôle prépondérant. Sur le principe du passing, Bill Shankly à Liverpool FC et José Arribas au FC Nantes (jeu à la nantaise) développent une animation de jeu très rapide dès le début des années 1960, entraînant d'inévitables erreurs. Ces dernières doivent être compensées par un collectif soudé, ne rechignant pas à effectuer des tâches défensives ou offensives, selon les besoins de l'équipe. C'est le « football total » prôné par Rinus Michels à l'Ajax Amsterdam au début des années 1970[réf. souhaitée].
Par convention, on attribue un style physique au football du Nord de l'Europe et un style plus technique aux Latins. C'est un cliché, mais cette opposition presque philosophique entre le réalisme et le spectacle marque durablement les débats stratégiques. Ainsi, le jeu du Stade de Reims développé dès la fin des années 1940 et qui enchante les foules françaises et européennes jusqu'à la fin des années 1950, est taxé de « latin » car il est axé sur la technique et le jeu de passes. Gabriel Hanot détestait le « petit jeu » des Rémois lui préférant un jeu plus physique, « à la Britannique ». La presse spécialisée française se déchire dans ces débats jusqu'au début des années 1970. L'Équipe et France Football étaient partisans de l'efficacité ; Miroir du football défendait le football spectacle[réf. souhaitée].
Le football moderne est plutôt réaliste en s'appuyant avant tout sur une solide assise défensive. On assiste à la mise en place de dispositifs en 5-3-2, 4-5-1 et 5-4-1 avec des joueurs de couloirs remplaçant les ailiers d'autrefois.

### Joueurs emblématiques

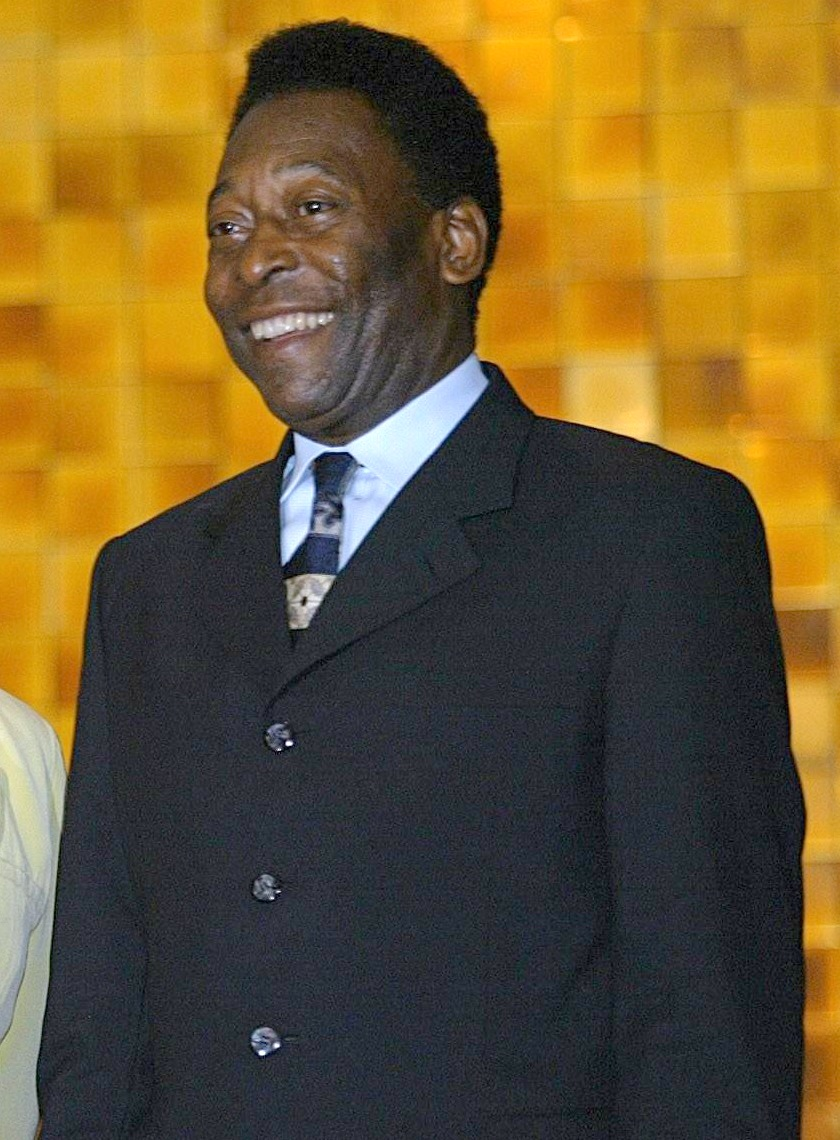
Pelé

Tout au long de son histoire, le football a compté un grand nombre de joueurs d’exception.
Parmi ces joueurs emblématiques, ce chapitre distingue quelques joueurs qui possèdent le meilleur palmarès quant au nombre de sélections et de titres remportés en club ou avec une sélection nationale. Par leur activité, ils couvrent la période 1894-2008. Le football possède ses héros depuis la fin du XIXe siècle. Certains de ces joueurs sont aujourd'hui tombés dans l'oubli, mais ils furent pourtant salués en leurs temps comme les plus brillants pratiquants du jeu. Le FIFA 100, liste des 125 plus grands footballeurs vivants dressée par l'ancien international brésilien Pelé, ne s'intéresse pas à ces grands anciens. Certaines nations honorent leurs anciens, comme l'Angleterre qui a mis en place en 2002 l'English Football Hall of Fame.
Chez les gardiens de but, l'Espagnol Ricardo Zamora (1901-1978), l'Italien Gianpiero Combi (1902-1956) et le Tchèque František Plánička (1904-1996) sont considérés comme les meilleurs portiers des années 1930. Le Russe Lev Yachine (1929-1990), l'Anglais Gordon Banks (1937-2019), l'Italien Dino Zoff (1942-), l'Allemand Sepp Maier (1944-) et l'Argentin Ubaldo Fillol (1950-) s'imposent après la Seconde Guerre mondiale.
Le Tchèque Ferdinand Daučík (1910-1986), l'Autrichien Gerhard Hanappi (1929-1980), l'Anglais Bobby Moore (1941-1993), l'Allemand Franz Beckenbauer (1945-2024), le Néerlandais Ruud Krol (1949-) et l'Italien Gaetano Scirea (1953-1989) sont emblématiques des systèmes défensifs qu'ils pratiquèrent avec intelligence, tandis qu'au milieu de terrain l'Uruguayen José Andrade (1901-1957), les Italiens Giovanni Ferrari (1907-1982) et Giovanni Rivera (1943-), les Allemands Fritz Walter (1920-2002) et Wolfgang Overath (1943-), les Brésiliens Didi (1929-2001) et Jairzinho (1944-), l'Anglais Bobby Charlton (1937-2023), le Néerlandais Johan Cruijff (1947-2016), les Argentins Norberto Alonso (1953-) et Diego Maradona (1960-2020), les Français Raymond Kopa (1931-2017), Michel Platini (1955-) et Zinédine Zidane (1972-) allièrent au mieux créativité, technique et efficacité.
Chez les attaquants, l'Uruguayen Pedro Petrone (1905-1964), le Yougoslave Blagoje Marjanović (1907-1984), le Tchèque Oldřich Nejedlý (1909-1990), les Italiens Silvio Piola (1913-1996) et Paolo Rossi (1956-2020), les Brésiliens Leônidas da Silva (1913-2004), Garrincha (1933-1983), Pelé (1940-2022) et Ronaldo (1976-), les Français Larbi Benbarek (1910-1992) et Just Fontaine (1933-2023), les Anglais Stanley Matthews (1915-2000) et Gary Lineker (1960-), les Argentins Alfredo Di Stéfano (1926-2014), Mario Kempes (1954-) et Lionel Messi (1987-), les Hongrois Ferenc Puskás (1927-2006) et Sándor Kocsis (1929-1979), les Allemands Helmut Rahn (1929-2003), Uwe Seeler (1936-2022) et Gerd Müller (1945-2021), les Portugais Eusébio (1942-2014) et Cristiano Ronaldo (1985-), les Néerlandais Robert Rensenbrink (1947-2020) et Marco van Basten (1964-) furent parmi les plus efficaces. Le joueur ayant inscrit le plus grand nombre de buts en match officiel est l'Autrichien Josef Bican (1913-2001) (804) devant les Brésiliens Romário (1966-) (771) et Pelé (765). Les deux joueurs brésiliens fêtèrent pourtant en grande pompe leur 1000e but, en prenant aussi en compte les buts inscrits en match amical en club.
Chaque année, plusieurs titres de meilleurs joueurs sont décernés. Les plus prestigieux de ces honneurs sont le Ballon d'or France Football, créé en 1956, le Joueur FIFA de l'année (depuis 1991), le Ballon d'or africain (depuis 1970) et le Meilleur joueur sud-américain de l'année (depuis 1971).

### Environnement des joueurs

#### Statut des joueurs
Les premiers joueurs sont principalement des étudiants. Gentlemen et ouvriers constituent la deuxième vague. On retrouve cette même évolution en dehors des îles britanniques dans de nombreux pays. Les joueurs gardent le contrôle du jeu à ses débuts, puis les dirigeants prennent l'ascendant au niveau professionnel comme amateur. Commence alors la longue période de l'« esclavage » avec des joueurs liés à vie à leur club et transférables selon le bon vouloir des dirigeants qui s'arrangent pour tirer les salaires vers le bas. Pour l'exemple, après quinze ans de carrière, l'international français Thadée Cisowski ne touche que 400 francs par mois en 1961, soit environ 30 % de plus que le SMIC. Des syndicats de joueurs se forment pourtant dès le début du XXe siècle au Royaume-Uni, mais ces derniers ne parviennent pas à peser réellement sur ces problèmes. La situation change dans les années 1960 avec la constitution de syndicats modernes, comme l'Union nationale des footballeurs professionnels (UNFP) en France. Ces derniers militent pour une hausse des salaires, la mise en place du contrat à temps ne liant plus à vie le joueur et le club et une amélioration des conditions de retraite. Les clubs et autres organismes dirigeants ne prennent pas au sérieux ces revendications, puis doivent céder. Le contrat à temps est ainsi adopté en France en 1969. Le combat est mené conjointement en Angleterre depuis 1961. Le syndicat des joueurs anglais obtient quelques avantages financiers mais les clubs refusent d'accorder la formule du contrat à temps. Billy Bremner publie un texte fameux au début du printemps 1974 resté sous le nom de « L'esclave blanc » : « Il n'y a pas de raison de faire de discrimination entre les hommes et les footballeurs ». Le gouvernement anglais intervient dans la foulée (avril 1974) en dépêchant des observateurs à Paris auprès de la FFF, de la Ligue et de l'UNFP pour évaluer le système du contrat à temps. Il faut toutefois attendre 1978 pour voir l'Angleterre adopter le contrat à temps. Ce type de contrat se généralise ensuite. Les nations de l'Europe de l’Est conservent ainsi les droits sur leurs joueurs à vie jusqu'à la chute du système communiste. Des lois interdisaient même tout transfert de joueurs à l'étranger ou limitaient cette possibilité, comme en Yougoslavie pendant les années 1980, aux joueurs de plus de 27 ans.

#### La pratique des transferts
Depuis les années 1970, les « esclaves » se sont progressivement transformés en « mercenaires ». Conseillés par des agents, ils jouent désormais avec les lois de l'offre et la demande pour tirer les salaires vers le haut. Au milieu des années 1980, les salaires des footballeurs restent encore en retrait par rapport à d'autres disciplines comme la Formule 1, le basket-ball américain, la boxe, le golf et le tennis notamment. Diego Maradona ne reçoit que l'équivalent de 7,5 millions de francs français par saison à Naples tandis que le boxeur Larry Holmes perçoit plus de 45 millions sur la seule année 1984. Au classement des sportifs les mieux rémunérés en 2006,, Sports Illustrated place Ronaldinho en tête du classement des footballeurs avec 32,7 millions de dollars de revenus, au même niveau que le joueur de tennis Roger Federer (31,3 millions), mais loin derrière le golfeur Tiger Woods (111,9 millions).

#### Le rôle des agents de joueurs
La profession d'agent de joueur est réglementée en France depuis 1992 par la loi et au niveau mondial par la FIFA depuis 1995 après de nombreux abus constatés. Le mouvement s'amplifie avec l'adoption de l'arrêt Bosman du 15 décembre 1995 qui abolit les frontières dans la Communauté européenne. Avant cet arrêt, le nombre des joueurs étrangers évoluant en club est fixé par les ligues et les fédérations, entre zéro et trois, selon les pays et les époques. Au début de 2008, on comptait dans les principaux championnats de football : 351 joueurs étrangers en Premier League (62,7 % des effectifs professionnels), 263 en Bundesliga (53,2 %), 182 en Russie (46 %), 231 en Serie A (41,5 %), 213 en Ligue 1 (39 %) et 191 en Liga (37,1 %).

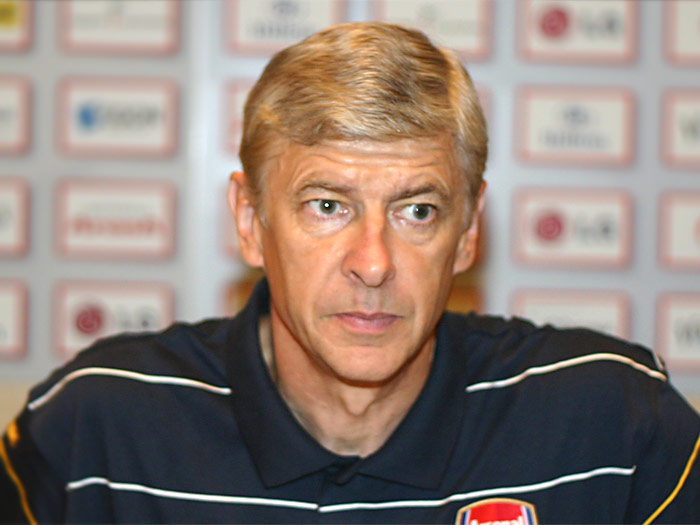
Arsène Wenger, ancien manager d'Arsenal FC.

Les transferts ont toujours existé dans le football et leur prix augmente rapidement. Le Britannique Alf Common est le premier joueur transféré pour 1 000 £ (1905). Le record actuel est détenu par le transfert de Neymar du FC Barcelone vers le Paris Saint-Germain en 2017 pour 222 millions d'euros. La période des transferts est harmonisée depuis 1997 à deux périodes dans l'année : l'intersaison (deux mois en Europe du 1er juillet au 31 août) et à mi-saison (du 1er janvier au 31 janvier). Le règlement de 1997 prévoit également de rémunérer les clubs formateurs, jusque-là totalement oubliés.

#### L'entraîneur
L'entraîneur apparaît vers la fin du XIXe siècle en Grande-Bretagne. Il remplace alors le capitaine dans nombre de ses fonctions, de la sélection des joueurs à la direction des séances d'entraînement. De nombreux joueurs deviennent entraîneur ; toutefois, le statut d'entraîneur est encadré dans certains pays par des obligations de diplômes. Ces diplômes et formations spécifiques apparaissent en France dès les années 1920, mais ils ne deviennent incontournables qu'au début des années 1970 sous la pression de Georges Boulogne, notamment. L'entraîneur peut de plus cumuler des fonctions sportives et administratives. On l'appelle alors manager. C'est le statut normal de la majorité des entraîneurs officiant en Angleterre tandis que dans les pays latins, les dirigeants gardent la main sur les aspects administratifs. Certains dirigeants n'hésitent d'ailleurs pas à intervenir dans les choix techniques, du recrutement à la composition d'équipe en passant par les options tactiques.

#### Le remplaçant
Le remplacement de joueurs reste longtemps absent des règlements. Cette absence n'empêche toutefois pas quelques cas isolés comme ce changement de joueur opéré le 20 janvier 1917 en championnat d'Écosse ou lors de matchs internationaux amicaux. Le premier changement pour un match qualificatif à la Coupe du monde s'opère le 11 juin 1933 à l'occasion de la rencontre Suède-Estonie. Il faut attendre la saison saison 1965-1966 pour voir le Championnat d'Angleterre autoriser un remplacement sur blessure. L'Écosse adopte la règle une saison plus tard. En 1967, la loi du jeu autorise le remplacement d'un joueur à la convenance de l'entraîneur. La règle entre en application en 1967-1968 dans les compétitions nationales. La première phase finale de la Coupe du monde concernée est celle de 1970. Deux remplacements de joueurs sont autorisés dès cette édition 1970. En phase finale, l'URSS procède au premier remplacement le 31 mai 1970 à l'occasion du match d'ouverture face au Mexique : Viktor Serebryanikov remplace Anatoli Puzach. Le second remplacement est progressivement autorisé dans les compétitions nationales (1976 en France). Un troisième remplacement de joueur est autorisé en 1995. À l'origine, un seul remplaçant polyvalent était disponible pour effectuer l'unique remplacement. On passe logiquement à deux joueurs sur le banc dans les années 1970 puis à un maximum de sept (1996) dans les compétitions internationales et certaines compétitions nationales. Le nombre des remplacements est libre en match amical après accord entre les deux équipes, puis est limité à six maximum en 2005 pour les matches amicaux internationaux entre sélections nationales.

### Économie du football

#### Recettes aux guichets

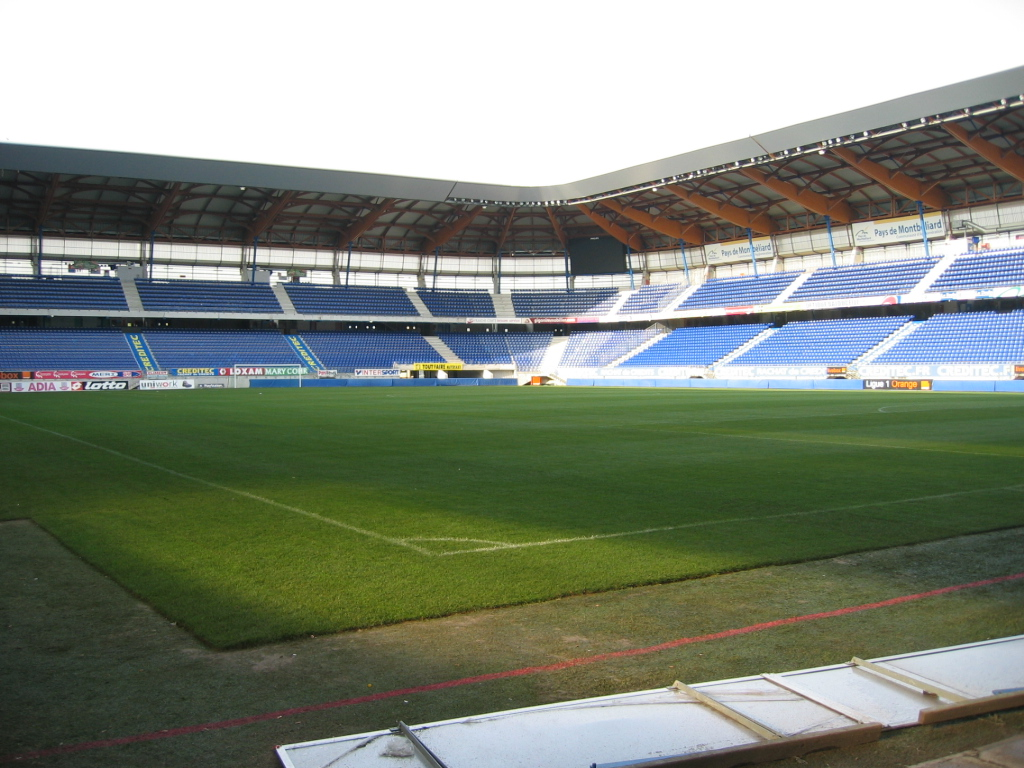
Panneaux publicitaires ceinturant le stade Bonal (FC Sochaux, France).

Le football se transforme en business dès le milieu des années 1880 au Royaume-Uni. Les importantes recettes enregistrées aux guichets permettent de financer la professionnalisation des championnats et la construction de stades. Si les maillots restent longtemps vierges de toute publicité, le stade est très vite doté de panneaux publicitaires tandis que les produits dérivés, des programmes de matches aux gadgets aux couleurs des clubs, apparaissent également dès la fin du XIXe siècle en Grande-Bretagne. Au niveau des affluences, la première saison du championnat d'Angleterre (1888-1889) affiche 4 639 spectateurs de moyenne par match. La barre des 10 000 spectateurs de moyenne est franchie avant la fin du XIXe siècle, celle des 20 000 avant la Première Guerre mondiale.
Les recettes aux guichets restent l'élément essentiel du budget des clubs jusqu'aux années 1990.

#### Les droits de retransmission
Les droits payés par la télévision représentent entre un tiers et deux tiers des budgets des clubs.
En 2014, l'état des droits du football fait apparaître les ordres de grandeur suivants[réf. nécessaire] :
| Compétitions                                 | Équipes               | Périodicité         | Détenteurs des droits | Bénéficiaires                   | Montant (M€) |
| -------------------------------------------- | --------------------- | ------------------- | --------------------- | ------------------------------- | ------------ |
| Coupe du monde                               | Sélections nationales | tous les quatre ans | FIFA                  | TF1 et BeIN Sports (France)     | 130          |
| Championnat d'Europe                         | Sélections nationales | tous les quatre ans | UEFA                  | BeIN Sports, TF1 et M6 (France) | 110          |
| Matchs de l'équipe de France                 | Sélections nationales | annuel              | FFF                   | TF1                             | 45           |
| Ligue des champions                          | Clubs                 | annuel              | UEFA                  | Canal+ et BeIN Sports           | 111          |
| Ligue Europa                                 | Clubs                 | annuel              | UEFA                  | BeIN Sports et W9               | 16           |
| Championnats de France de Ligue 1 et Ligue 2 | Clubs                 | annuel              | LFP                   | Canal+ et BeIN Sports           | 607          |
| Coupe de la Ligue                            | Clubs                 | annuel              | LFP                   | France Télévisions              | ?            |
| Coupe de France                              | Clubs                 | annuel              | FFF                   | France Télévisions et Eurosport | 19           |
| Premier League                               | Clubs                 | annuel              | PL                    | CANAL+ et RMC SPORT             | ?            |

#### La contribution publicitaire
La publicité constitue également un poste important des recettes, notamment depuis la fin des années 1960. La publicité sur les maillots est autorisée en France en octobre 1969 après une tentative avortée en 1968 : la Ligue voulait imposer à tous les clubs le même partenaire. Le Nîmes Olympique et l'Olympique de Marseille sont les premiers clubs professionnels français à arborer une publicité sur leurs maillots. L'UEFA autorise les publicités sur les maillots en coupes d'Europe des clubs à partir de 1982, sauf pour les finales où l'interdit est levé en 1995. La FIFA interdit en revanche les publicités sur les maillots des équipes nationales.

#### Le budget des clubs
Les clubs ayant le plus de revenus (2006-2007) sont le Real Madrid (Espagne) avec 351 millions d'euros, Manchester United (Angleterre) 315,2, FC Barcelone (Espagne) 290,1, Chelsea FC (Angleterre) 283 et Arsenal FC (Angleterre) 263,9.
Les montants financiers sont importants et les déficits de certains clubs peuvent également atteindre des montants records. La santé financière des clubs constitue un double enjeu : assurer leur pérennité et éviter le dopage financier, c'est-à-dire acheter une équipe à crédit. La France a mis en place au milieu des années 1990 la DNCG qui a pour mission de contrôler les comptes financiers des clubs professionnels avec le pouvoir de les reléguer, d'interdire un club de promotion ou de limiter leur masse salariale. Longtemps en déficit chronique, les clubs de Ligue 1 présentent des comptes bénéficiaires depuis 2006 : plus de 42 millions d'euros de bénéfice net en 2006-2007 sur les 20 clubs de L1. Souvent évoquée, une DNCG européenne reste à créer afin d'éviter certaines dérives. L'introduction des clubs en bourse est une évolution récente ne touchant que quelques rares clubs. À la fin de la saison 2006-2007, 11 clubs anglais, 5 Danois, 4 Turcs, 4 Italiens, 3 Portugais, 2 Français, 1 Écossais, 1 Néerlandais, 1 Suédois et 1 Allemand étaient cotés en bourse.

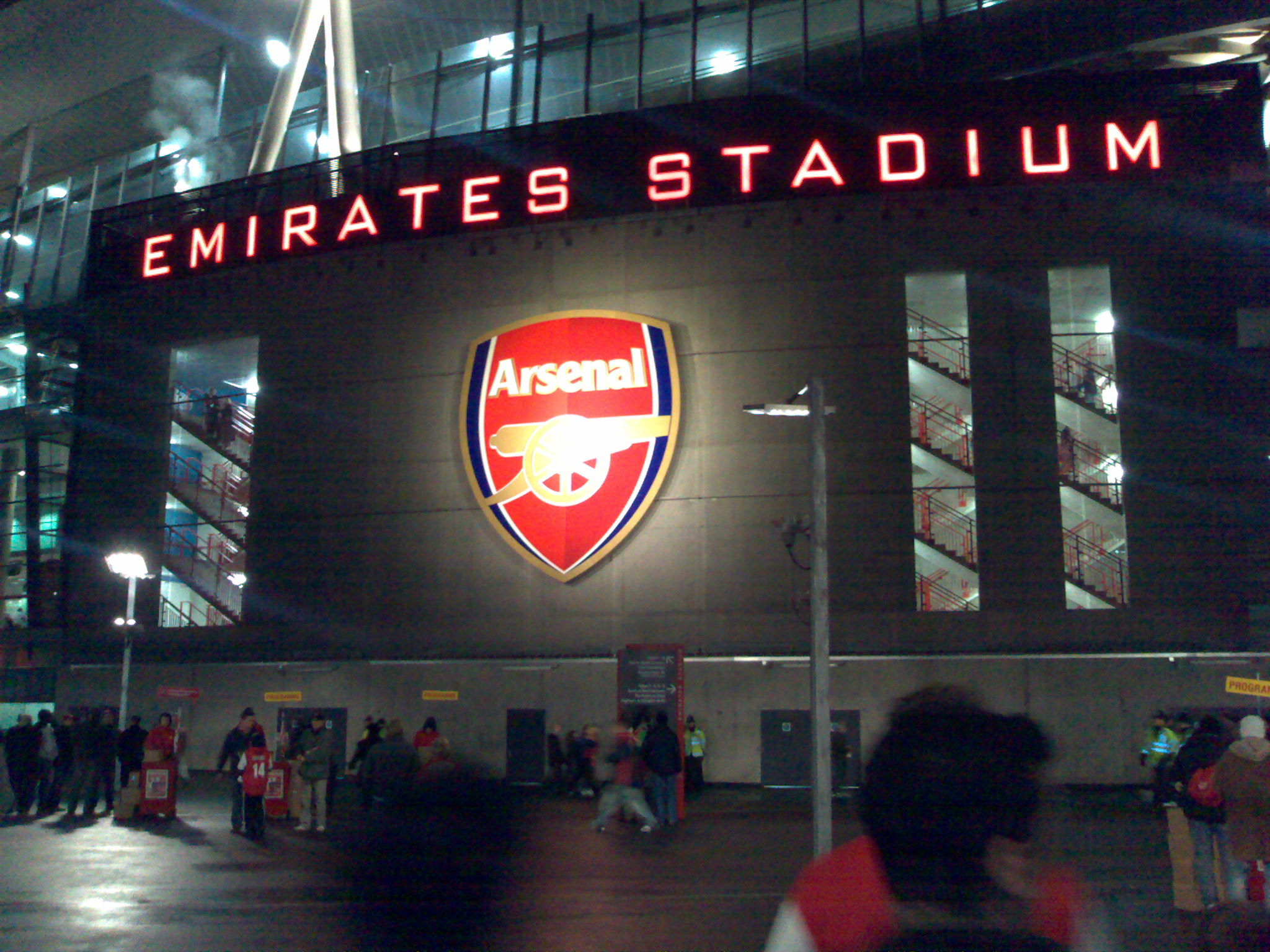
Emirates Stadium à Londres, au nom de la compagnie aérienne Emirates.

Les clubs ou collectivités propriétaires des stades ne pouvant pas faire face à certains travaux louent le nom du stade à un sponsor. Cette forme de publicité existe déjà en France avant la Première Guerre mondiale avec le Stade du Matin, futur stade olympique de Colombes, qui porte le nom du journal quotidien parisien Le Matin de 1907 à 1919. En 1996, cette pratique est réintroduite par les Américains, et elle touche l'Europe à partir de 1997 avec le nouveau stade des Bolton Wanderers baptisé Reebok Stadium. La FIFA admet mal cette innovation, et à l'occasion de la Coupe du monde 2006 en Allemagne, les noms des stades ne comprenaient officiellement aucun nom de sponsor alors que leur construction fut en partie financée par cette voie. En France, le premier contrat de naming est signé en 2008 au Mans pour son stade, nommé MMArena, qui a été inauguré le samedi 29 janvier 2010 par une victoire 3-0 du Mans face à l'AC Ajaccio.
L'organisation de rencontres entraîne également toutes sortes de retombées économiques ne concernant pas directement le club ni même le monde du football. Auxerre, petite ville moyenne française, doit en grande partie sa notoriété, en France comme à l'étranger, à son équipe de football. L'AJ Auxerre est un véritable ambassadeur de la ville, qui profite de plus de retombées directes en matière d'hôtellerie et d'activités accrues pour les cafés-restaurants. De même, l'organisation d'une Coupe du monde ou d'un Euro, permet à une nation (ou un binôme comme c'est le cas en Suisse-Autriche pour l'Euro 2008) de procéder à une efficace campagne de promotion et de s'équiper en stades mais aussi en moyens de transports ou en hôtels. Les conséquences sur la hausse du PNB restent discutées, mais l'Organisation mondiale du tourisme met en avant la Coupe du monde pour expliquer la hausse importante du tourisme international en Allemagne en 2006 (+9,6 %).

#### Les paris et les dérives
Le 3 février 2013, Europol après avoir réalisé une enquête sur des rencontres faussées en liens avec des paris truqués, révèle qu'elle vient de démanteler un réseau criminel qui aurait truqué des centaines de matches.

## Compétitions

### Compétitions de clubs

#### Compétitions nationales

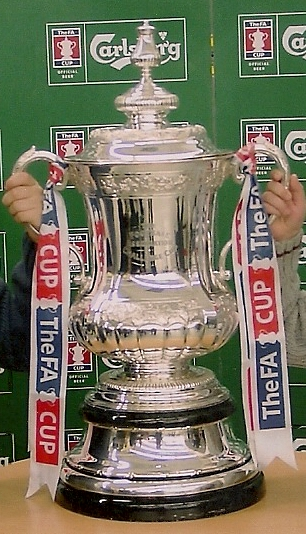
La FA Cup.

Avant l'émergence des premières compétitions officielles, les clubs disputaient uniquement des matches amicaux tout au long de l'année, au point qu'en 1871, certains clubs anglais furent dans l'impossibilité de s'inscrire à la première édition de la FA Cup car leurs calendriers étaient déjà complets. Aujourd'hui ce type de rencontres encore très prisé jusqu'aux années 1960 est devenu anecdotique. Les matchs amicaux ont dû s'effacer devant la multiplication des épreuves.
En quête de stabilité, les clubs anglais mettent en place un premier championnat en 1888-1889. Les deux éléments de base du calendrier sont alors en place : le championnat et la coupe.
La plupart des pays comptent en effet deux types de compétitions : le championnat national, qui constitue la compétition nationale majeure, et la ou les coupes nationales dont le nombre varie suivant les pays. En Angleterre, Espagne et France, notamment, la Coupe nationale a vu le jour avant le championnat. Aussi, la FA Cup, la Copa del Rey ou la Coupe Charles Simon, possèdent une aura particulière. En revanche, la Coppa Italia qui est créée après l'émergence du championnat de Série A n'est pas une compétition très prisée par les tifosi et les clubs italiens. En Amérique du Sud, l'idée de coupes nationales est très peu répandue. Il existe également des coupes dites de la Ligue, rassemblant dans certains pays les seuls clubs professionnels. C'est l'Écosse qui introduit cette innovation en 1947 (Scotland League Cup).
Le championnat reste le juge de paix car il permet d'évaluer la valeur d'un club sur une saison complète. Certains clubs irréguliers qui peuvent exceller en coupe remportent difficilement des titres de champion, et inversement. Des clubs réguliers peuvent peiner face aux joutes particulières qu'impliquent des matches de coupe, au terme desquels un des deux protagonistes est définitivement écarté de la compétition.
Le champion est généralement désigné à la fin de la saison en additionnant les points remportés tout au long de la saison. Historiquement, c'est le barème équitable de la victoire à deux points (un point chacun pour un match nul, zéro une défaite) qui est appliqué. Mais à la fin des années 1970, l'Anglais Jimmy Hill imagine un barème non équitable où la victoire rapporterait trois points, dévalorisant de fait le point du match nul. La victoire à trois points est ainsi vue par son inventeur comme une incitation à la prise de risque et un jeu plus offensif. Elle est appliquée dans le championnat d'Angleterre en 1981. La FIFA décide de la tester ultérieurement, lors de la Coupe du monde 1994. En 1995, la FIFA recommande de l'appliquer et le système de la victoire à trois points se généralise rapidement à tous les championnats. Certains championnats ne s'achèvent pas au terme de la saison dite régulière. Le champion est alors désigné après des play-offs impliquant les clubs les mieux classés. Ce système typique des sports américains est rare en football, mais il est par exemple en usage aux États-Unis. En 2008-2009, le championnat de Belgique adopte le système des play-offs avec une élite passant de 18 à 16 clubs.
Autre différence majeure avec le système classique américain, la possibilité de monter et de descendre de division. Quand la Division 2 anglaise est créée en 1892, les clubs de l'élite refusent tout d'abord de renoncer au privilège d'évoluer en Division 1. Small Heath, champion de D2 en 1892-1893, n'est ainsi pas promu en D1. Le système dit de promotion/relégation automatique est mis en place en 1899 après une période de transition avec matchs de barrage entre les premiers de D2 et les derniers de D1. La League reste toutefois longtemps hostile à toutes promotions automatiques avec les ligues dites « Non-League » (en dehors de la League). Un vote des clubs professionnels détermine alors le sort du dernier de la dernière division de la League et décide de le remplacer ou pas par le champion du championnat semi-professionnel. En 1986, la League accepte la création d'un système de promotion/relégation automatique avec la Conférence (niveau D5). La France effectue cette évolution dès 1970 avec la mise en place d'un système pyramidal des championnats après avoir utilisé le système de ligue professionnelle fermée de 1932 à 1970. Quelques clubs amateurs deviennent professionnels au cours de cette période, mais ces promotions n'avaient rien à voir avec les résultats enregistrés sur le terrain. À la recherche de grandes villes pour héberger des clubs professionnels, la Ligue essuya même des refus de certains clubs et municipalités, Dijon au premier chef. Dans quelques rares pays comme les États-Unis, il n'existe pas de système de promotion/relégation (automatique ou pas) entre les différents niveaux.
Contrairement au modèle anglais, les championnats sont généralement créés sur des bases régionales avec des play-offs opposant les différents champions régionaux en fin de saison afin de désigner un champion national. Ce système reste notamment en usage en France de 1894 à 1919, aux Pays-Bas de 1897 à 1956, en Italie de 1898 à 1929, et en Allemagne jusqu'en 1963, date de création de la Bundesliga.
Dans nombre de pays d'Amérique latine, les championnats se tiennent selon la formule d'ouverture et de clôture sacrant deux champions chaque année. Au Brésil, en revanche, les compétitions se tiennent sans ce doublon. Le championnat national est relativement récent (1971) et les championnats d'État qui se disputent durant les premiers mois de l'année gardent une aura importante. Contrairement aux pays sud-américains, le Brésil dispose d'une coupe nationale, la Copa do Brasil, créée en 1989.

#### Compétitions internationales
Les premières compétitions internationales inter-clubs sont des tournois se tenant généralement pendant les fêtes de Pâques ou de fin d'année. Citons ici l'un des plus anciens, le Challenge international du Nord qui oppose chaque année des clubs français et belges principalement entre 1898 et 1914. Les tournois de ce type sont très nombreux. Certains d'entre eux restent dans les mémoires en raison du plateau d'équipes présentes. C'est notamment le cas de la Coupe des Nations 1930 jouée à Genève (Suisse) et le Tournoi international de l'Exposition Universelle de Paris 1937 qui rassemblent les principaux clubs du Vieux Continent.
Le lien entre ces tournois et les compétitions continentales actuelles est assuré en Europe par la mise en place d'épreuves internationales régionales. Les clubs de l'Europe centrale s'affrontent ainsi chaque année depuis 1927 dans la Coupe Mitropa tandis que la Coupe Latine (1949-1957) implique les champions d'Italie, d'Espagne, du Portugal et de France.
Le développement du transport aérien et l'installation de systèmes d'éclairage pour les matches en nocturne, joués en semaine, rendent possible la création des compétitions continentales modernes. La Coupe des Clubs Champions Européens (actuelle Ligue des champions de l'UEFA) est initiée à Paris par le quotidien sportif L'Équipe. La première édition a lieu en 1955-56. Initialement réservée, comme son nom l'indique, aux seuls champions nationaux, la « C1 » connaît une mutation progressive durant les années 1990 pour s'ouvrir à la fin du siècle à certains vice-champions puis progressivement aux troisièmes et quatrièmes des meilleures nations. Les Coefficients UEFA qui prennent en compte les résultats cumulés sur les cinq dernières saisons servent à établir une hiérarchie attribuant aux nations un certain nombre de clubs participants. Outre la Ligue des champions, la Coupe d'Europe des vainqueurs de coupe (ex C2), la Ligue Europa (ex-Coupe UEFA) (C3), la Ligue Conférence (C4) et la Supercoupe de l'UEFA sont les autres épreuves organisées par l'UEFA.
Sur le modèle européen, les autres confédérations se dotent de compétitions similaires telles la Copa Libertadores (depuis 1960) en Amérique du Sud, la Ligue des champions de la CAF (depuis 1964) en Afrique ou la Ligue des champions de l'AFC (depuis 1967) en Asie. Les vainqueurs de la C1 européenne et de la Copa Libertadores se rencontrent entre 1960 et 2004 pour la Coupe Intercontinentale. Afin d'ouvrir les autres continents à ces épreuves inter-clubs du plus haut-niveau, la FIFA met en place, non sans mal, une Coupe du monde des clubs. Une première édition se tient en 2000, puis l'épreuve devient annuelle en 2005.

### Compétitions d'équipes nationales
Le British Home Championship (1883-1984) est la première compétition opposant des équipes nationales. Le projet d'une Coupe du monde figure dans les projets de la FIFA depuis sa création en 1904. Elle voit finalement le jour en 1930, sous la pression de la montée en puissance du tournoi olympique de football. Avec la professionnalisation du football en dehors des îles britanniques dès les années 1920-1930, les équipes nationales présentes aux Jeux sont des sélections olympiques comptant uniquement des joueurs amateurs et ne sont plus théoriquement des équipes A. Les nations du bloc de l'Est, dont tous les joueurs sont officiellement amateurs, continuent cependant d'aligner leur meilleure équipe nationale et dominent par conséquent les tournois olympiques après la Seconde Guerre mondiale, jusqu'en 1980 à Moscou. Conscient du problème d'équité posé par le statut amateur particulier dans les pays communistes, le Comité international olympique (CIO) accepte enfin la participation des professionnels aux Jeux olympiques à partir de 1984, mais sous certaines conditions (pas de sélection A). Pour les Jeux de 1992, le CIO et la FIFA se mettent d'accord pour que les équipes en présence soient les espoirs (moins de 21 ans au début de la phase éliminatoire, plus d'un an avant les JO ; le CIO nomme ces formations de « moins de 23 ans ») renforcés par trois joueurs de plus de 23 ans, à partir de 1996. Certaines nations n'utilisent pas cette dernière option et se contentent d'envoyer aux Jeux leur équipe espoirs.
La Coupe du monde, qui se tient tous les quatre ans, est la compétition phare du calendrier. Elle est créée par Jules Rimet, alors président de la FIFA. 32 sélections nationales ont pris part à la phase finale de la la dernière édition en 2022 au Qatar, elles seront 48 en 2026 en Amérique du Nord. Pour obtenir leur ticket en phase finale, les équipes passent par des phases qualificatives du ressort des confédérations qui se déroulent durant les deux saisons précédentes. Huit pays ont déjà remporté au moins une fois la Coupe du monde : le Brésil (5 fois), l'Italie (4), l'Allemagne (4), l'Argentine (3), l'Uruguay (2), la France (2), l'Angleterre (1) et l'Espagne (1).
Les confédérations organisent également des championnats continentaux : Championnat d'Europe des nations, Coupe d'Afrique des nations, Gold Cup, Coupe d'Asie des nations, Copa América et Coupe d'Océanie de football.
Créée en 1992, la Coupe des Confédérations a lieu tous les quatre ans entre 2005 et 2017, date de la dernière édition. Elle oppose habituellement les champions continentaux de chaque confédération ainsi que le champion du monde du monde en titre.
Ce schéma est valable pour les seniors masculins, mais il existe le même type de compétitions pour les féminines et les différentes catégories d'âge (coupe du monde de football des moins de 20 ans, notamment).

## Expansion et diversification du football

### Football féminin moderne

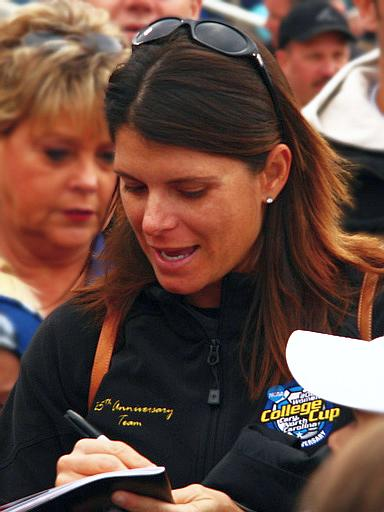
Mia Hamm.

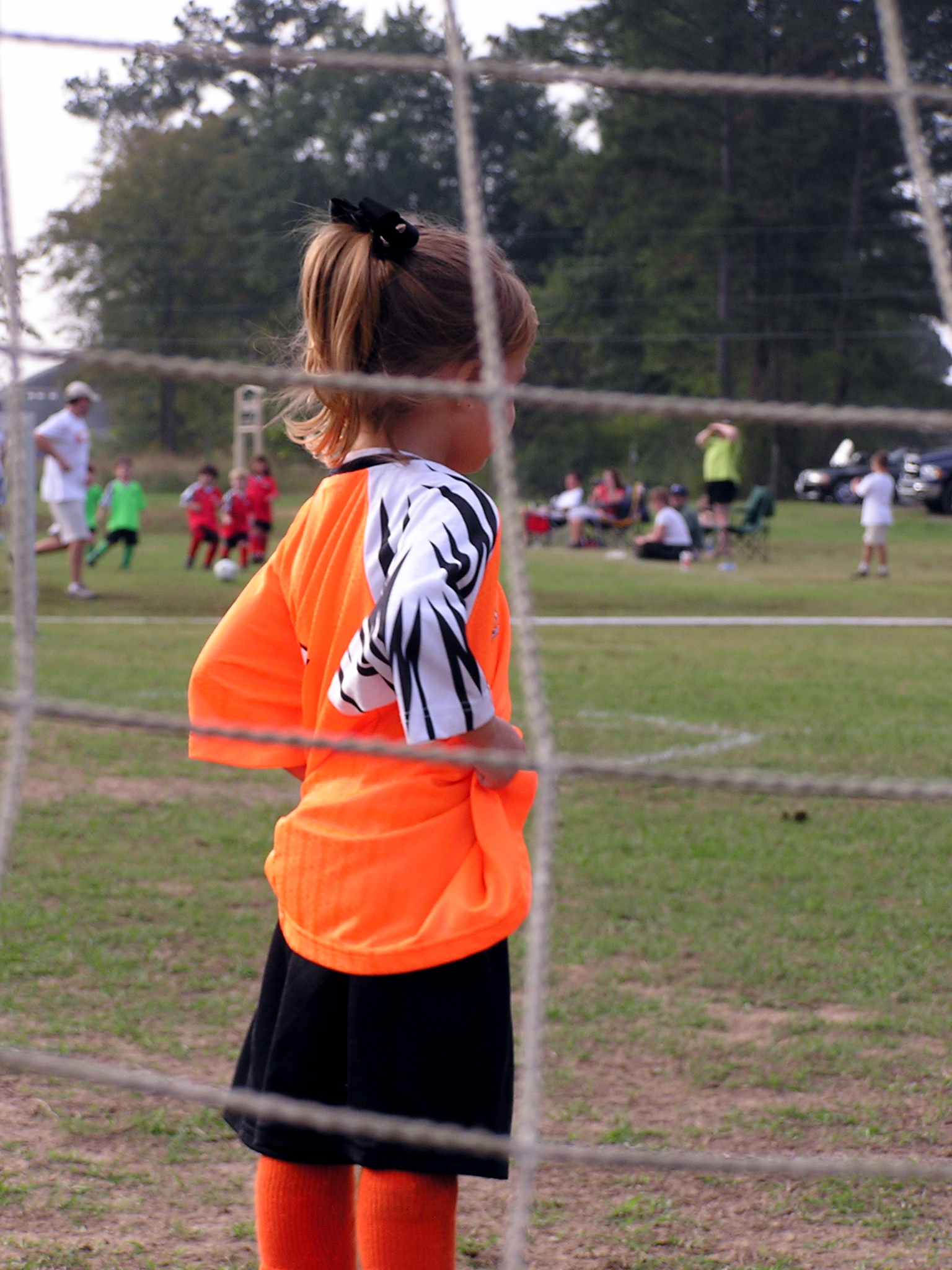
Une jeune gardienne de but.

À la suite du renouveau du football féminin qui débute à la fin des années 1960, cette discipline peut organiser des compétitions calquées sur le modèle masculin avec des championnats nationaux, des épreuves internationales de clubs et d'équipes nationales. En Europe, ce mouvement est encadré par les fédérations nationales tandis qu'aux États-Unis, c'est le sport scolaire et universitaire qui rend possible cette évolution. L'adoption le 23 juin 1972 du Title IX permettant de financer le sport féminin scolaire et universitaire américain est déterminant ; le football féminin en profite pleinement même si la pratique à haut niveau se limite seulement à quelques universités, North Carolina Tar Heels au premier chef. Disposant d'une base de joueuses considérable de plusieurs millions de pratiquantes (plus que toutes les nations de l'UEFA réunies), il est logique de voir émerger une équipe nationale américaine de premier plan qui remporte deux Coupes du monde en 1991 et 1999 et deux médailles d'or et une d'argent lors des trois tournois olympiques (1996-2004). Contrairement à sa version masculine, le tournoi olympique féminin met en présence les meilleures formations, sans conditions d'âge et s'impose dès sa première édition en 1996 comme l'un des rendez-vous majeurs du calendrier.
L'Europe et l'Amérique du Sud ne restent pas inactives, mais décident d'appliquer les mêmes schémas que ceux suivis par les pratiquants masculins. Les fédérations mettent ainsi en place des compétitions nationales dont le niveau s'élève progressivement, puis intègrent à leurs sélections nationales une composante féminine. La Norvège, vainqueur de la Coupe du monde 1995 et deux fois championne d'Europe en 1987 et 1993, et l'Allemagne, quatre fois championne d'Europe de 1989 à 1997, en s'appuyant sur des bases de joueuses plus nombreuses, dominent la fin du XXe siècle. La Norvège connaît ensuite un net recul dans la hiérarchie à la suite de la montée en puissance d'autres nations comme l'Angleterre, la Suède ou la France en Europe, le Brésil en Amérique du Sud et la Chine en Asie, tandis que l'Allemagne s'impose comme référence mondiale en remportant les Coupes du monde 2003 et 2007 et trois nouveaux titres européens en 2001, 2005 et 2009. La FIFA publie quatre fois par an un classement des meilleures équipes nationales de football féminin, et ce classement est dominé par les États-Unis et l'Allemagne.

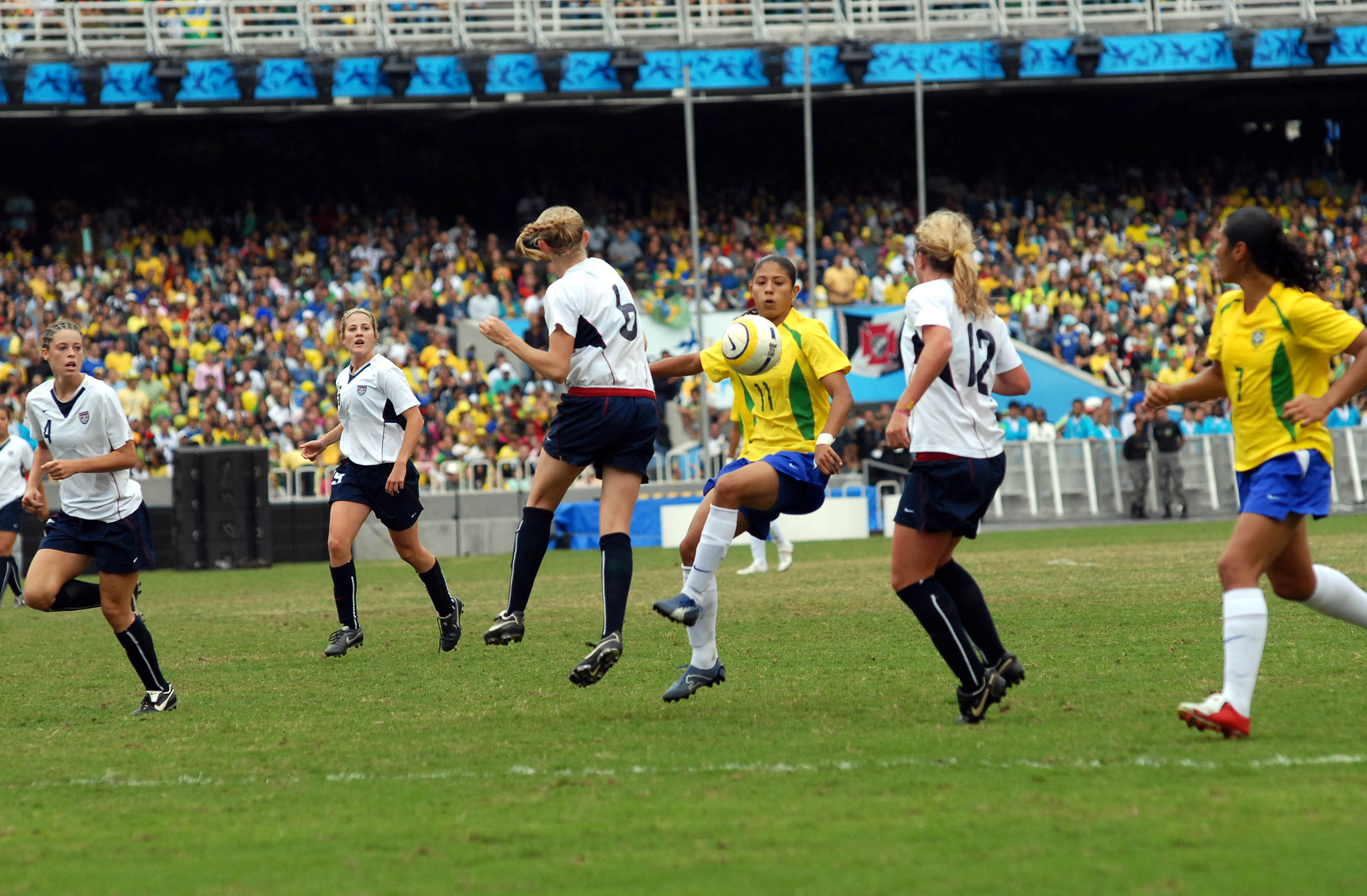
Match international de football féminin (Brésil-États-Unis, finale des Jeux Panaméricains 2007).

Au niveau des clubs, des intérêts privés américains organisent le premier championnat professionnel féminin en 2001 : la Women's United Soccer Association (WUSA). Huit franchises rassemblant les meilleures joueuses du monde, et pas seulement américaines, s'affrontent pendant trois saisons. À la fin de l'édition 2003, la Ligue cesse ses activités en raison d'importants déficits financiers. Depuis lors, les meilleures compétitions de clubs se disputent en Allemagne, en Suède ou en Angleterre, où les joueuses évoluent comme semi-professionnelles. En France, le statut de joueur fédéral (semi-professionnel), pourtant possible pour des joueurs masculins évoluant jusqu'en Division d'Honneur (D6), n'est pas autorisé pour les joueuses, mêmes internationales. L'Olympique lyonnais a toutefois mis sur pieds une équipe féminine fanion semi-professionnelle depuis l'incorporation de la section féminine du FC Lyon au sein de l'OL en 2004. De même, les médias français ne donnent que peu d'espace au football féminin, tandis que les clubs de l'Hexagone traînent des pieds pour mettre en place des équipes féminines. En Allemagne, la situation est toute différente. La Fédération allemande annonce ainsi en avril 2008 avoir dépassé le cap du million de licenciées féminines ; en France, on ne compte que 60 521 licenciées féminines au 1er juillet 2007. Sur les 301 000 clubs recensés dans le monde par la FIFA, 26 000 comptent au moins une équipe féminine.
Les meilleurs clubs européens se rencontrent chaque saison depuis la saison 2001-2002 en Coupe féminine de l'UEFA (renommée en Ligue des champions féminine de l'UEFA en 2009-2010). Les clubs allemands et suédois dominent le palmarès. L'Amérique du Sud décide d'organiser une compétition similaire en 2009 avec la création de la Copa Libertadores féminine. Il existe également des tournois internationaux mettant en présence les meilleures sélections nationales comme l'Algarve Cup qui se dispute chaque année au Portugal depuis 1994.
Joueuses licenciées (en milliers, au 1er juillet 2006)

### Dérivés sportifs du football

#### Futsal

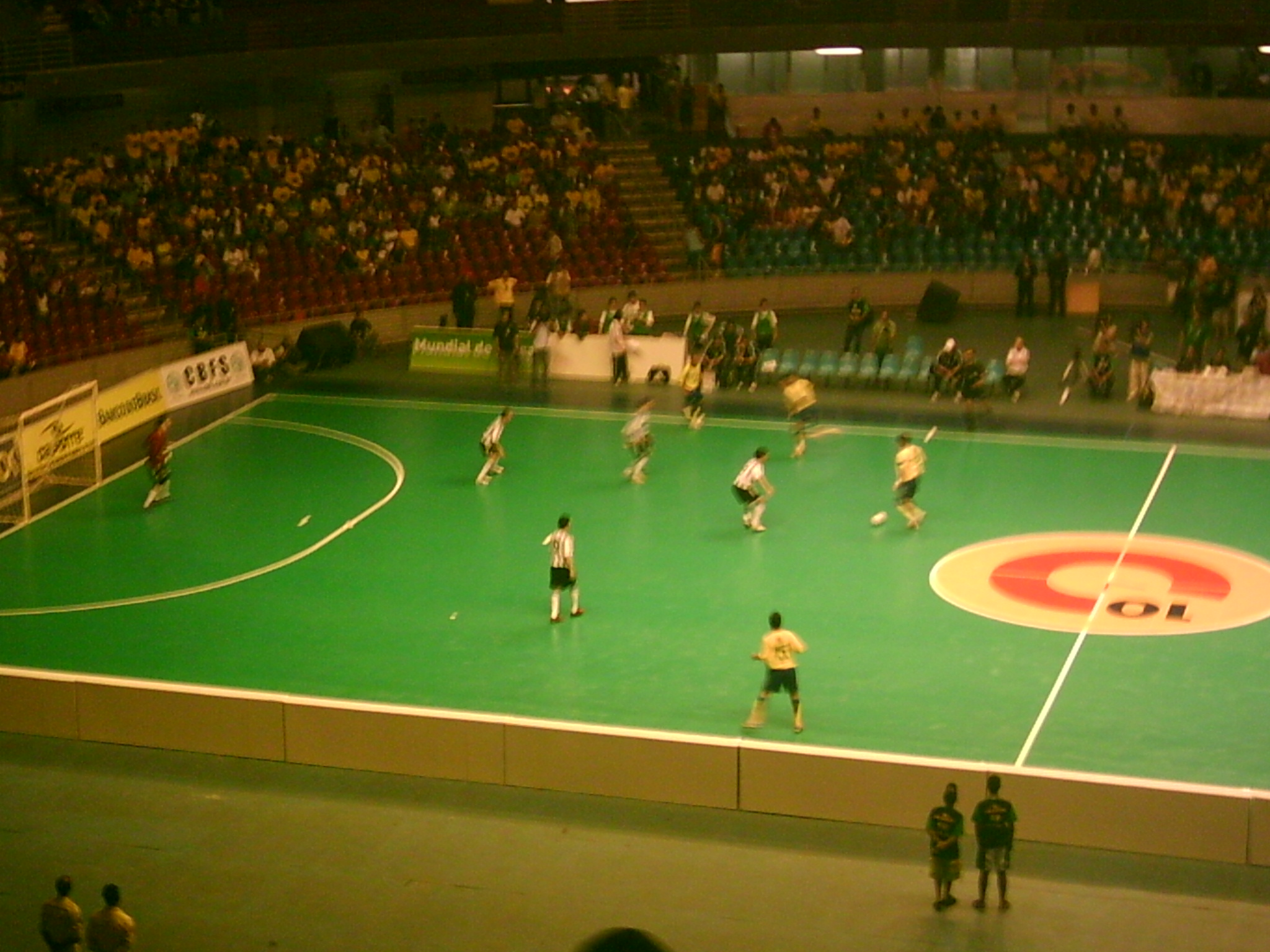
Futsal.

Le futsal ou football en salle est un sport collectif dérivé du football avec des règles adaptées. Cette discipline est créée en 1930 en Uruguay et passe progressivement sous le giron de la FIFA à partir de la fin des années 1980.
Les nations sud-américaines dominent longtemps cette discipline, puis l'Europe met en place des structures spécifiques permettant l'émergence d'une élite qui s'impose au plus haut niveau. Ainsi, trois pays européens figurent parmi les quatre demi-finalistes de l'édition de la Coupe du monde FIFA en 2008, puis à nouveau deux quatre ans plus tard.

#### Football de plage

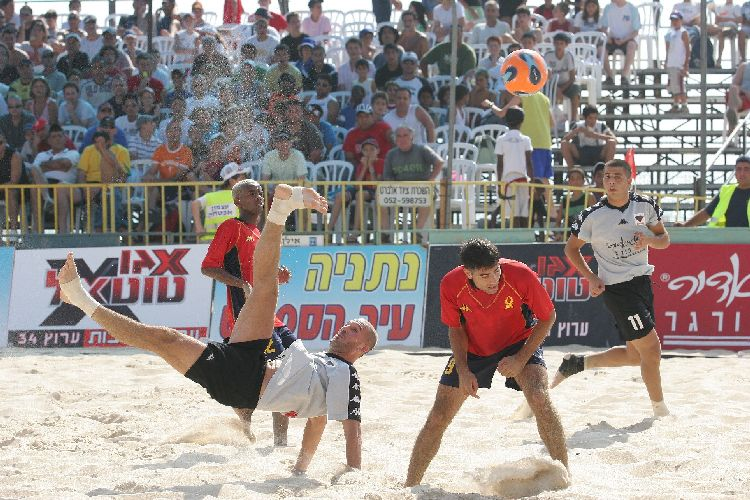
Beach soccer.

Le football de plage ou beach soccer est un sport qui s'apparente au football et qui se pratique sur du sable de plage. Il met aux prises deux équipes de cinq joueurs, pouvant être remplacés à tout moment, en trois tiers-temps de douze minutes sur un terrain de 28 × 37 mètres. La première Coupe du monde a lieu en 1995. Cette épreuve et cette discipline dépendent de la FIFA depuis 2005.
Sur le modèle du futsal, les Sud-américains, Brésiliens au premier chef, restent longtemps dominateurs en beach soccer. Avec neuf titres sur les dix éditions disputées avant le passage sous l'égide de la FIFA, ils sont présents sur le podium de la compétition lors des sept éditions disputées depuis cette date, avec notamment quatre titres successifs. Guidée par Éric Cantona, la France, remporte toutefois la première Coupe du monde FIFA en 2005, la Russie remportant les éditions de 2011 et 2013.

#### Autres variantes
Le football possède deux déclinaisons handisports, le foot fauteuil (se jouant à quatre par équipe) et le cécifoot (ou football à cinq). Depuis 2005, le foot fauteuil est géré par l'International PowerChair Football Association tandis que le cécifoot est une discipline des Jeux paralympiques depuis 2004. Le Brésil remporte le championnat du monde en 1998 et 2000, puis l'Argentine s'impose en 2002 et 2006.
Le Jorkyball et le tennis-ballon sont d'autres variantes ayant un rapport plus ou moins lointain avec le football.
Le football coopératif est une variante qui se joue avec six à vingt joueurs regroupés en deux équipes. Lorsqu'un joueur marque un but, il change d'équipe avec un joueur adverse.
Le jeu de sixte est une variante du football, jouée avec six joueurs par équipe, sur la moitié d’un terrain de football, avec un temps de jeu réduit à 10 minutes.

## Le football phénomène social

### Élément de la culture populaire

#### Culture du football
Le football, « langage universel » pour certains auteurs, crée une culture spécifique avec ses codes, son vocabulaire, ses rites initiatiques et toute sa cohorte de productions artistiques. Du cinéma à la chanson en passant par tous les arts, le football est en effet une source d'inspiration universelle depuis plus d'un siècle. L'humaniste français Albert Camus, ancien gardien de but, rend d'ailleurs un vibrant hommage au football en déclarant : « Tout ce que je sais de plus sûr à propos de la moralité et des obligations des hommes, c'est au football que je le dois ». Camus aurait été le gardien de but idéal dans l'équipe de France des philosophes si cette dernière avait été conviée au Match de football pour philosophes des Monty Python (1972). Raymond Aron aurait pu compléter cette formation, lui qui écrit deux mois avant le début de la Coupe du monde 1982 :

« Ne boudons pas cette grande fête, non d'amitié, mais de compétition entre les nations par l'intermédiaire d'artistes fragiles. Une compétition soumise à des règles, contrôlées par des arbitres, n'est-ce pas, en dernière analyse, l'image de la seule réconciliation entre les peuples compatible avec la nature des collectivités et peut-être de l'homme lui-même ? »

.
Les chants tiennent une place importante dans la culture football. Clubs et équipes nationales créent des chansons dont certaines sont d'authentiques succès commerciaux, d'Allez les Verts ! de Jacques Monty en France au milieu des années 1970 aux multiples chants de clubs anglais édités à partir de 1971. Citons Leeds United (Leeds Utd), no 10 dans les charts anglais en avril 1971, Good old Arsenal (Arsenal) no 16 en mai 1971, The blue is our colour (Chelsea) no 5 en mars 1972, I'm forever blowing bubbles (West Ham) no 31 en mai 1975, We can do it (Liverpool FC) no 15 en mai 1977, et Glory glory Man United (Manchester United) no 13 en mai 1983. Toutefois, les supporters préfèrent généralement recycler des chants n'ayant aucun rapport avec le football. Ainsi, l'hymne emblématique des supporters est You'll Never Walk Alone depuis 1965 et son adoption par les fans de Liverpool FC et du Celtic Glasgow. Ce chant fut créé pour une comédie musicale américaine sans rapport avec le football. Certains artistes, en revanche, s'inspirent directement du phénomène football. Le groupe Queen exploite ainsi cette influence dans ses titres We Will Rock You et We Are the Champions.
Dans le domaine du cinéma, tous les aspects du jeu ont été explorés depuis 1911 et le premier film du genre, Harry the Footballer du Britannique Lewin Fitzhamon : de la folie de certains supporters dans À mort l'arbitre de Jean-Pierre Mocky (1984, un an avant le Drame du Heysel) à la satire sociale avec Coup de tête de Jean-Jacques Annaud (1979) en passant notamment par la fresque historique avec Le Miracle de Berne (Das Wunder von Bern) de Sönke Wortmann (2003) et l'exotisme avec La Coupe (The Cup), film australo-bhoutanais de Khyentse Norbu (1999) nous racontant les aventures de deux jeunes tibétains réfugiés dans un monastère bouddhiste, qui tentent de suivre la Coupe du monde 1998 à la télévision, exemples qui illustrent encore et toujours l'universalité du ballon rond.
Dans le domaine de la peinture, Les footballeurs, abstraits Nicolas de Staël, sont une série de 25 toiles et de plusieurs esquisses peintes par l'artiste au cours d'un match France-Suède en 1952 au Parc des Princes.

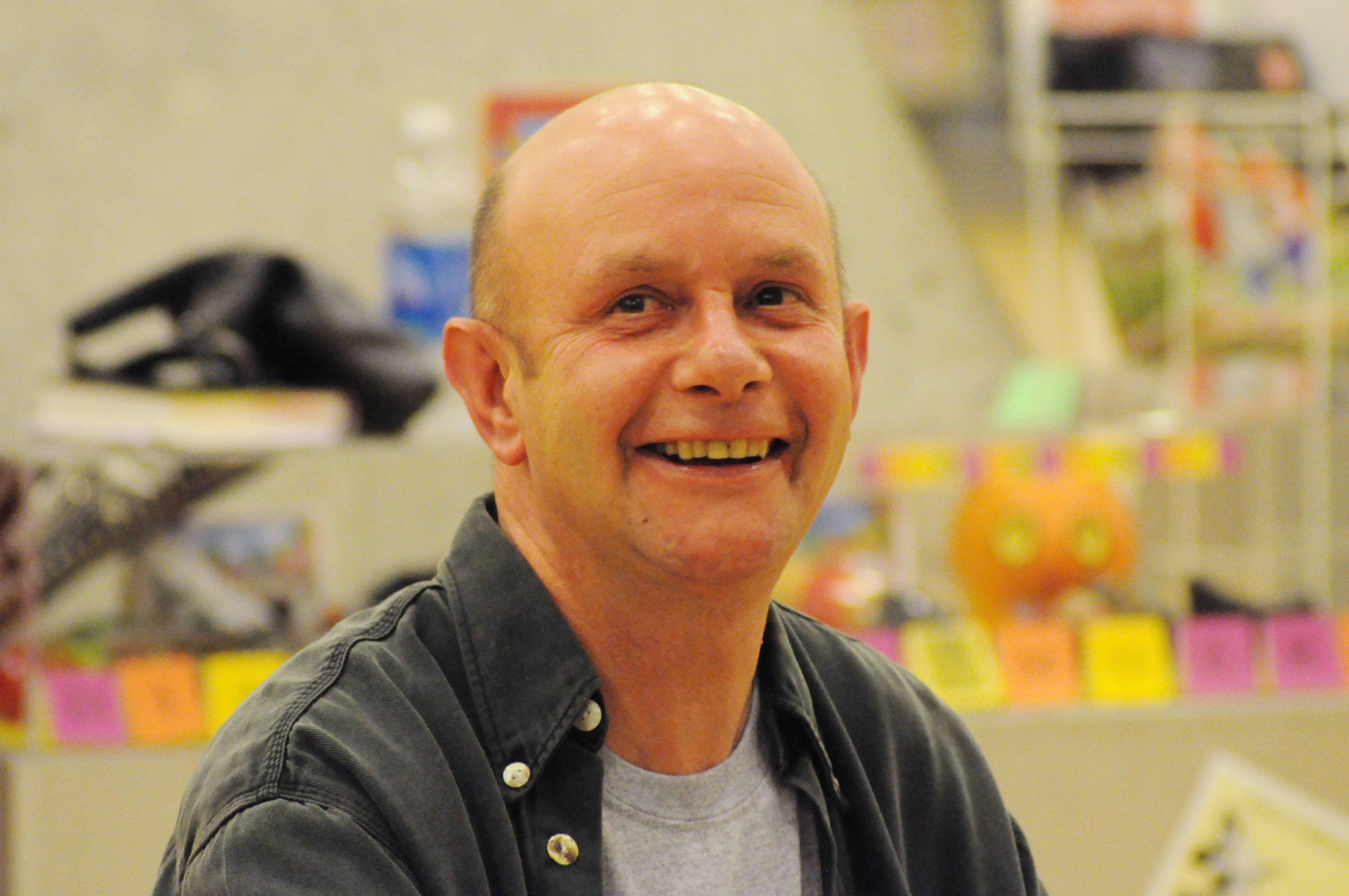
Nick Hornby.

En littérature, Nick Hornby publie Fever Pitch en 1992 qui fait évoluer la perception du phénomène supporter par les Britanniques. Citons également des auteurs comme Pierre Bourgeade (Le Football, c'est la guerre poursuivie par d'autres moyens chez Gallimard en 1981) ou le plus léger René Fallet (Le Triporteur chez Denoël en 1951) sans oublier les pionniers Henry de Montherlant (1895-1972), Jean Giraudoux (1882-1944) et Albert Camus (1913-1960) qui introduisent le football dans la littérature. En Allemagne, on monte des pièces de théâtre axées sur le football : la pièce burlesque Un footballeur et un indien d'Amérique (Fussballspieler und Indianer, écrite en 1924 et montée en 1926), satire pointant déjà la place des médias dans le sport, Sous le maillot rouge et blanc (Stimmung Rot-Weiss, 1971) et La Guerre des États (Länderkampf, 1971), dénonçant les passions nationalistes engendrées par le football. La radio allemande diffuse des pièces conçues pour ce média tel Le Match (Das Fussballspiel, 1967-1969), La Balle (1974 ; brèves de comptoirs de supporters) ou Der syntetische Seler (1973).

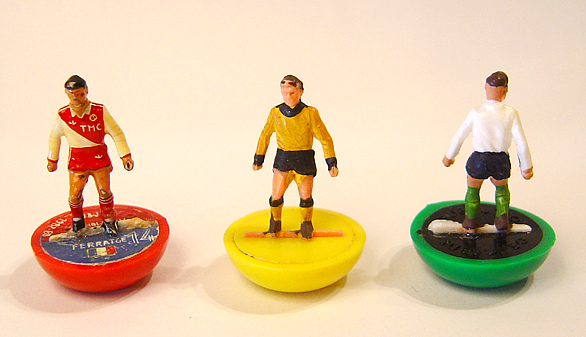
Joueurs de Subbuteo.

Ludique à la base, le football se décline également dans une gamme de jeux de plein air, de plateaux ou vidéo. Les plus emblématiques sont le Baby-foot et le Subbuteo. Depuis l'avènement du jeu vidéo, le football figure parmi les thèmes les plus porteurs. Le jeu vidéo de football Pro Evolution Soccer est le produit culturel le plus vendu en France en 2006. Il existe aussi des jeux de ligue fantasy, tel que Mon petit gazon en France.
D'autres produits sont liés directement au football telles les vignettes Panini que les enfants collectionnent, ou les programmes de match, qui jouent un rôle important dans les relations entre clubs et supporters au Royaume-Uni, notamment. De même, les paris sur les matches de football tiennent une place de choix dans le domaine des paris sportifs. Le Totocalcio italien (créé le 5 mai 1946) et la Quiniela espagnole (saison 1946-1947) sont de véritables institutions, sans même parler des Britanniques qui pratiquent les paris depuis l'origine du jeu et de manière plus encadrée depuis 1923. La France est la dernière nation en Europe à autoriser les paris sur des matches de football (17 avril 1985). Une taxe, plus ou moins lourde selon les pays, est généralement prélevée sur ces paris pour financer le mouvement sportif.
L'étude historique du football constitue un élément important de la culture foot. Tout supporter digne de ce nom est incollable sur l'histoire de « son » club. Longtemps abandonnée aux seuls journalistes qui se laissent souvent aller à l'emphase, l'histoire du football passe depuis les années 1980 dans le champ des historiens et des sociologues, notamment des marxistes et néomarxistes qui y voient un nouvel « opium du peuple », tandis que les élites politiques, médiatiques et intellectuelles qui ont longtemps méprisé ce sport, y voient des vertus de formation, d'ascension pour les classes populaires (et pour les enfants d'immigrés, de l'intégration sociale par le sport), voire des vertus civilisatrices à l'œuvre dans les sociétés démocratiques (les valeurs qu'il véhicule — la rigueur physique et morale, tout comme l'esprit de corps, brisent les barrières hiérarchiques — sont censées limiter la violence et les conflits).
Les Anglo-Saxons sont à la pointe de ce domaine d'études tandis que les nations latines préfèrent encore laisser la plume aux journalistes. À la fin des années 1980, l'historien français Alfred Wahl appelle de ses vœux une évolution, mais les travaux d'historiens ne pèsent rien face à la communication souvent légendaire des clubs relayée par les médias.

#### Les supporters
Le football entraîne un vaste mouvement de soutien populaire, parfois inconditionnel : le phénomène des supporters. Les fans d'un même club peuvent s'organiser en mouvements appelés groupes ou associations de supporters. Certains groupes versent dans le hooliganisme.
Le phénomène des supporters existe depuis l'Antiquité, et avant même la codification du football, tous les bénéfices et travers de ce mouvement sont déjà bien connus. Le cricket anglais est ainsi durement touché par une vague de violence de ses supporters des années 1770 au début du XIXe siècle. L'écrasante majorité des supporters sportifs sont pacifiques et festifs, il est donc réducteur de traiter uniquement ce thème sous l'angle de la violence. De même, réduire le supporter à un simple consommateur de produits de merchandising est également un lieu commun. Les autorités sportives, elles-mêmes, n'ont d'ailleurs toujours pas intégré de plein droit les supporters au sein de la « famille du foot ». Michel Platini, président de l'UEFA, a prévu de corriger cet oubli.
Les supporters ont pourtant un rôle déterminant dans le financement des clubs, l'animation des stades et permettent aux joueurs de donner le meilleur d'eux-mêmes sur le terrain. Le surnom de « douzième homme » n'est pas usurpé. Ils représentent également une forme de contre-pouvoir face aux dirigeants. Ainsi, en Angleterre et en France, des déménagements de clubs, à l'américaine, sont tentés par certains dirigeants à la recherche de meilleurs « marchés ». La pression des supporters est telle que ces déménagements purement mercantiles sont désormais interdits en France après la fusion controversée du Toulouse FC première version avec le Red Star en 1967 et exceptionnels en Angleterre : cas isolé du Wimbledon FC qui déménage à Milton Keynes en 2003 devenant le Milton Keynes Dons Football Club. En réponse à ce déménagement, les fans de Wimbledon ont créé leur propre club : AFC Wimbledon.
Les rivalités dans le football touchent principalement les supporters. Les derbies et autres affiches de gala constituent des rendez-vous importants pour les fans qui rivalisent alors dans les domaines du chant ou de l'animation des tribunes (et parfois de la violence) pour prendre un ascendant sur les supporters rivaux. Les rivalités les plus spectaculaires sont en Europe celles opposant Celtic et Rangers à Glasgow, tandis qu'en Amérique du Sud le Super-Clasico Boca-River Plate atteint des sommets dans le genre.
Les supporters se regroupent rapidement au sein de fan-clubs. Dès la fin du XIXe siècle, de tels groupes existent déjà au Royaume-Uni. Ils sont généralement sous l'autorité directe du club. Ce sont des clubs de supporters dits « officiels ». L'un des principaux buts de ces associations est de collecter de l'argent pour leur club. Depuis la création du mouvement des Torcida au Brésil dans les années 1940, certains groupes de supporters deviennent indépendants du club et prétendent même mériter des subventions de sa part. C'est la base du mouvement dit « ultra ». La culture ultra est très développée en Amérique latine et commence à toucher l'ex-Yougoslavie en Europe à partir de 1950. Ce mouvement se propage via l'Italie à partir des années 1960. La vague ultra atteint la France au milieu des années 1980. Si la majorité de ces groupes affiche un pacifisme réel, la violence n'est pas étrangère au mouvement ultra. Les codes utilisés ne sont toutefois pas les mêmes que ceux en usage chez les hooligans britanniques, plus individualistes, et donc totalement étrangers aux rivalités opposant certains groupes au sein de mêmes clubs. Après le drame du Heysel, le terme de hooligan devient synonyme de barbare. Un mouvement plus radical d'inspiration britannico-allemando-néerlandaise, les hools, prend pourtant le relais. Ces derniers utilisent souvent la violence à des fins purement privées, sans liens réels avec le club. Certains auteurs désignent du terme de hooligan tous les supporters violents, alors qu'il existe plus qu'une nuance entre un supporter lambda devenant subitement violent et une prise de tribune adverse.

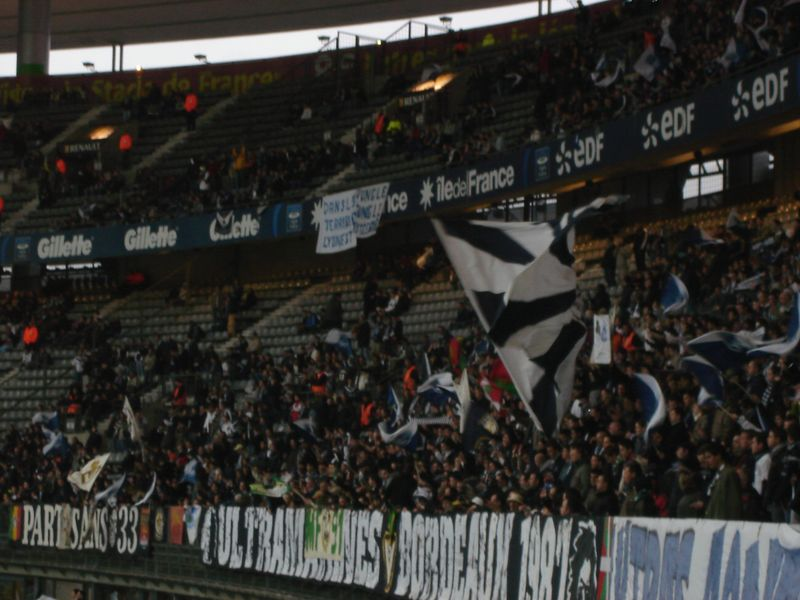
Ultras bordelais.

Exclue des compétitions européennes à la suite du drame du Heysel, l'Angleterre est la première nation à édicter des règles strictes pour lutter contre la violence. Malgré cette volonté et l'arsenal juridique qui l'accompagne, le problème perdure en Angleterre en marge des rencontres et dans les divisions inférieures. Après avoir testé la bunkérisation des stades avec la mise en place de grillages et autres herses pour canaliser la foule, les autorités préfèrent aujourd'hui traiter le problème en amont en interdisant de stade les supporters violents permettant l'abandon d'une attitude défensive et très agressive, encore de rigueur dans de nombreuses nations, qui donnent à certains stades l'apparence de zones de guerre. On considère souvent que la France, qui reste relativement peu touchée par ces phénomènes violents, ne traite pas efficacement le problème[réf. nécessaire]. Clubs, police, justice et autorités politiques se renvoient la balle[réf. nécessaire]. En Italie, où le mouvement ultra violent est très actif, les autorités sont souvent perçues comme mal armées pour faire face au phénomène. Idem en Espagne, notamment[réf. nécessaire]. En Amérique du Sud, où est né le mouvement ultra, on assiste depuis plusieurs décennies à une radicalisation des supporters[réf. nécessaire]. La répression est aussi féroce qu'inefficace avec des groupes de Barra Bravas ultra violents.
De même, on reproche souvent aux dirigeants de faire perdurer les actions racistes de certains supporters par leur passivité[réf. nécessaire]. Au début du XXIe siècle, on remarque ainsi qu'une grande partie des supporters interdits de stade en France ou en Belgique, par exemple, le sont pour des tentatives d'introduction de fumigènes dans les enceintes. Si le joueur de Valenciennes Abdeslam Ouaddou n'avait pas attiré l'attention sur le supporter messin faisant usage répété d'insultes racistes à son encontre le 16 février 2008, celui-ci n'aurait jamais été inquiété. Il est finalement interpellé à la sortie du stade.

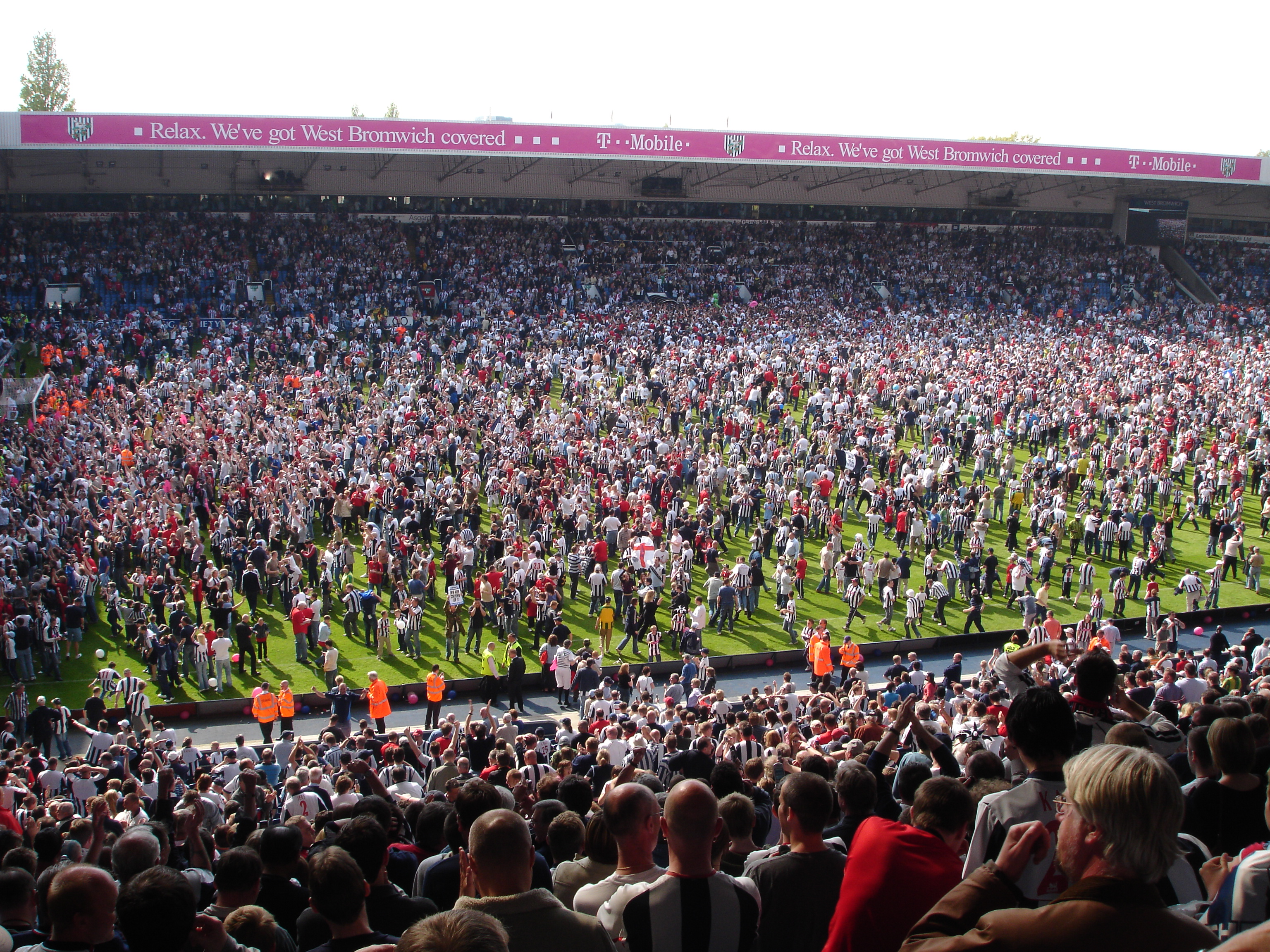
Invasion de terrain.

Le plus souvent pacifiques et festives, les invasions de terrains à la fin de certains matches donnant notamment un titre sont également très spectaculaires. Pour des raisons de sécurité, ce type de manifestation devient rare. D'autres invasions de terrains, bien moins festives, se produisent exceptionnellement à l'occasion de certaines rencontres, en plein match. Ce fut notamment le cas lors du match France-Algérie du 6 octobre 2001 au Stade de France. Le match fut définitivement arrêté à un quart d'heure de la fin.
Après avoir compté parmi les plus violents supporters, les fans écossais sont devenus plus pacifiques depuis les années 1970. Des études ont montré une importante différence d'âge entre les fans violents et ceux qui sont festifs : 23 ans en moyenne pour les fans anglais lors de l'Euro 1988 contre 31 ans aux Danois. 15 % des supporters danois étaient des femmes contre seulement 2 % chez les Anglais. Certains clubs disposent également de publics d'une fidélité à toute épreuve malgré des résultats médiocres depuis plusieurs générations. On citera pour l'exemple Newcastle UFC en Angleterre.

### Le rôle des médias

#### Presse écrite

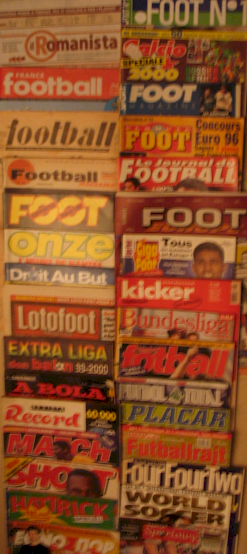
Magazines anciens et récents traitant uniquement de football.

Le football entre dans la presse généraliste puis la presse omnisports dès le XIXe siècle. Certains titres refusent toutefois de traiter de ce sport aux racines trop populaires ; The Field (créé en 1853) qui traite principalement de sports « nobles » comme le tennis, le golf, le sport hippique et la chasse n'ouvre ainsi ses colonnes au football que pour le dénigrer. Même son de cloche en France avec le quotidien L'Auto qui multiplie les unes sur le rugby mais refuse d'accorder au football sa première page jusqu'à la Grande Guerre.
Une presse sportive moins guindée voit le jour à l'extrême fin du siècle, et ces titres accordent une large place au football. Cette presse enregistre toujours de solides tirages au début du XXIe siècle avec des périodicités quotidiennes, hebdomadaires ou mensuelles. Parmi les grands titres de la presse omnisports quotidienne, citons A Bola, O Jogo et Record au Portugal, La Gazzetta dello Sport, Tuttosport et Corriere dello Sport - Stadio en Italie, Marca et As en Espagne, Olé en Argentine et L'Équipe en France. Il faut attendre l'entre-deux-guerres pour assister à l'apparition d'une presse spécialisée. Ainsi, en France, outre l'hebdomadaire Le Football Association, organe officiel de la FFFA créé le 4 octobre 1919, le premier titre dédié exclusivement au football est l'hebdomadaire Football (1929-1944) qui affiche fièrement en en-tête « Le plus fort tirage des hebdomadaires de football du monde entier ». Ce titre fait office de référence jusqu’à la Seconde Guerre mondiale. France football lui succède après la Libération.
La presse écrite joue un rôle majeur dans la médiatisation du jeu, mais également dans l'organisation de compétitions, notamment en France. Hachette est ainsi le « soutien indispensable » de la fédération française lors des dix premières éditions de la Coupe de France. Le quotidien Le Petit Parisien prend le relais pour les dernières éditions de la Coupe avant la Seconde Guerre mondiale et devient également le partenaire des premières éditions du championnat de France professionnel. La Coupe des clubs champions européens est créée par le quotidien français L'Équipe en 1955. Dans un premier temps, la jeune UEFA (fondée en 1954) ne s'oppose pas à cette organisation privée, mais la FIFA, redoutant la privatisation des organisations, pousse l'UEFA à prendre à son compte une épreuve dont le tirage au sort du premier tour avait déjà eu lieu.
Les clubs possèdent des médias écrits de longue date, programme de match au premier chef. The Celtic View, hebdomadaire traitant uniquement de l'actualité du club écossais du Celtic FC est édité depuis 1965. Nombre d'autres clubs se dotent ensuite d'hebdomadaires ou de mensuels ou sont traités par des titres de presse plus ou moins indépendants des clubs. L'AS Roma est à ce jour[Quand ?] le seul club traité par un quotidien spécialisé : Il Romanista, dont le numéro un sort le 10 septembre 2004. Ce titre est diffusé à 10 000 exemplaires.

#### Médias audiovisuels

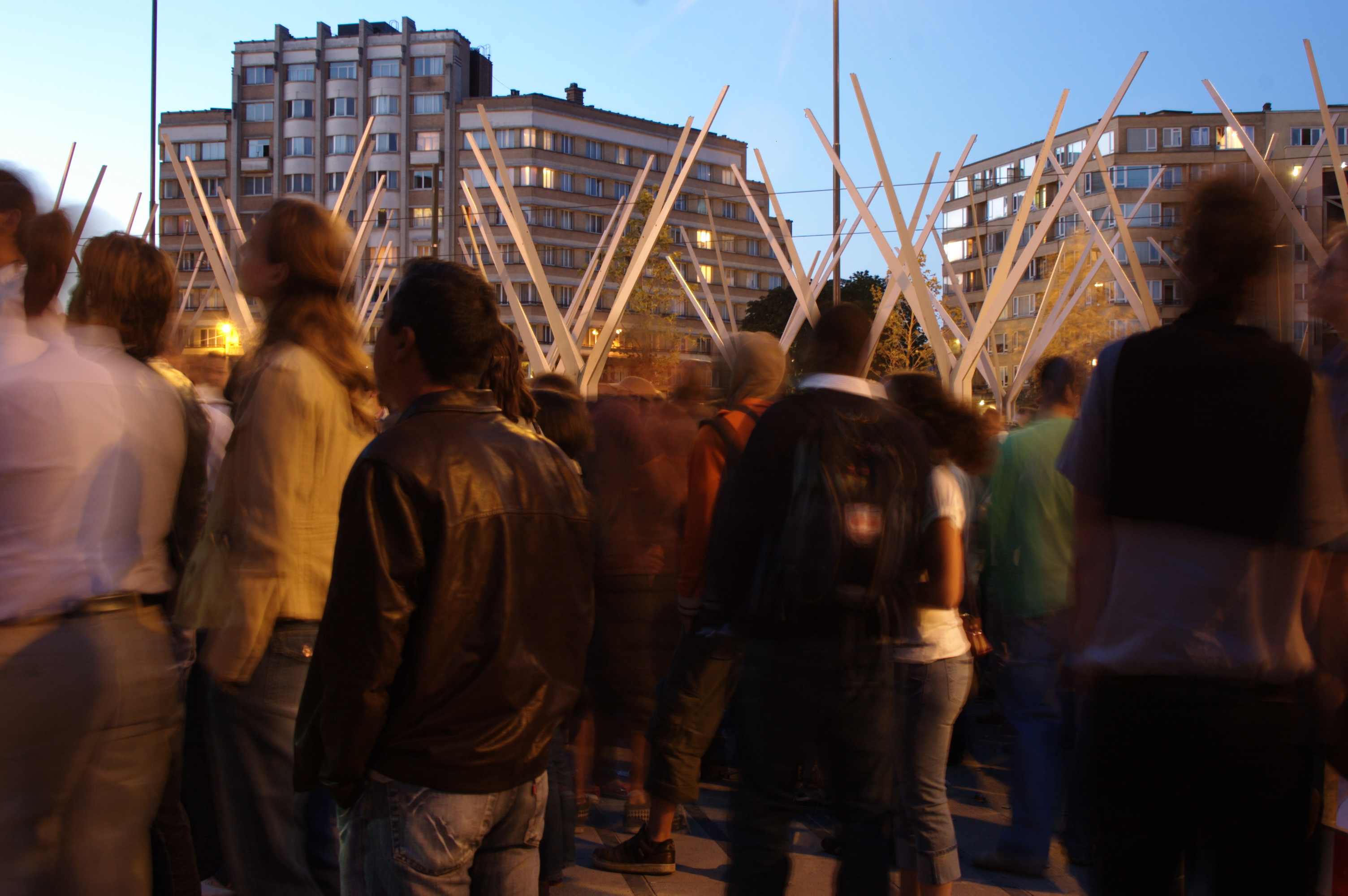
Spectateurs de football rassemblés devant un bar à Bruxelles.

La radio couvre le football dès les années 1920. En Italie, la première retransmission d'un match à la radio a lieu le 6 octobre 1924. En Belgique, Adrien Milecamp assure en 1927 le commentaire du premier match radiodiffusé dans le royaume (Belgique-Angleterre du 11 mai). Georges Briquet, le « roi des radio-reporters » qui commence sa carrière en 1931, est la grande voix française des sports et du football jusqu'aux années 1950. C'est lui qui crée le concept des dimanches après-midi « sport et musique » juste après la Seconde Guerre mondiale. L'arrivée de la télévision modifie la donne, mais ne condamne pas la radio qui s'adapte et met en place des multiplex et des émissions de débats à propos de l'actualité du jeu.

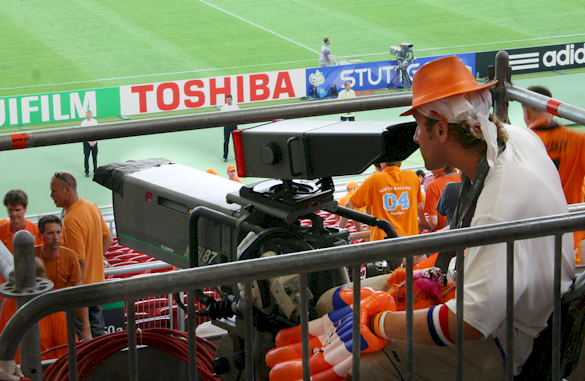
Cameraman lors de la Coupe du monde 2006.

Le 16 septembre 1937, la BBC diffuse un match d'entraînement entre Arsenal et sa réserve. Arsenal est choisi en raison de sa proximité avec les studios de télévision de l'Alexandra Palace. Mis à part des tentatives allemandes à l'occasion des Jeux olympiques durant l'été 1936 puis du match Allemagne - Italie le 15 novembre 1936, c'est une première.
Les relations entre le football et la télévision restent longtemps conflictuelles. Matt Busby, entraîneur de Manchester United, réclame ainsi en 1957 pour ses joueurs les mêmes égards qu'ont les vedettes de cinéma : « Les footballeurs doivent être payés sur leur valeur. Pas de rétribution, pas de télévision ». Cette position est adoptée en Angleterre et en France, et malgré quelques tentatives de diffusions et de crises retentissantes, les stades de football restent généralement inaccessibles aux caméras de télévision. Ceci concerne exclusivement les clubs, qui remportent finalement ce bras de fer avec la télévision durant les années 1980 (1983 en Angleterre et 1984 en France) quand les diffuseurs acceptent d'abandonner la politique du dédommagement et acceptent de payer le « spectacle football » à son juste prix. Les équipes nationales ne sont pas concernées par ce débat car les matches sont généralement retransmis depuis le début des années 1950. La Coupe du monde 1954 est la première édition couverte par la télévision.
Payant désormais fort cher les droits de retransmission des rencontres, certains diffuseurs deviennent exigeants en matière de calendrier notamment pour l'étalement des journées de championnat pour permettre la diffusion de plusieurs rencontres. Mais le football devient également un enjeu majeur en matière de concurrence. Les chaînes qui possèdent ces droits s'imposent comme des leaders : Sky au Royaume-Uni, TF1 et Canal+ en France.

Diffusion d'un match de football en direct et en HD dans une salle de cinéma en Angleterre.

Les prix des droits sont élevés, mais les taux d'audience atteignent des records. Ainsi, sur les onze meilleures audiences de la télévision française depuis 1989 (création de Médiamat), on compte dix matches de football et un de rugby à XV. De même, au niveau international, la Coupe du monde 2006 est diffusée par 376 chaînes de télévision à travers le monde pour une audience cumulée de 26,29 milliards de téléspectateurs pour 52 matches, soit une audience moyenne par match de 506 millions de téléspectateurs.
L'arrivée de la télévision n'a pas que des conséquences financières. La diffusion de rencontres engendre des problèmes au niveau du jeu lui-même et de sa perception par les médias et le public, en pointant notamment les erreurs d'arbitrage. Ce phénomène n'est pas nouveau. Dès les années 1950, déjà, certains matches déclenchent des vagues de protestations importantes. Le 2 mars 1960, la chaîne unique française diffuse le match retour de la Coupe des clubs champions européens : Real Madrid - OGC Nice, dont l'arbitrage douteux à l'avantage des Espagnols choque de très nombreux téléspectateurs. Au lieu de jouer un rôle de médiateur, les médias français jettent de l'huile sur le feu, hier comme aujourd'hui, plaçant les arbitres dans des situations compliquées. Et du « Monsieur Foote, vous êtes un salaud ! Quel scandale cet arbitrage, c’est invraisemblable ! Jamais vu un individu pareil, il devrait être en prison et pas sur un terrain de football » lancé par Thierry Roland lors du match Bulgarie-France de 1976 à l'encontre de l'arbitre, aux campagnes de dénigrement systématique marquant les premières années du XXIe siècle, la télévision française s'est particulièrement illustrée par son manque de fair-play, qui englobe également le respect des décisions de l'arbitre.
Quelques clubs possèdent leurs propres chaînes de télévision. Middlesbrough FC est le premier club anglais à se doter d'un tel outil. Boro TV opère de 2001 à 2005. Parmi les autres chaînes de télévision de clubs, citons OM TV, OL TV, Inter Channel, Milan Channel, Roma Channel, Manchester United TV, Real Madrid TV et Barça TV notamment. D'autres clubs se contentent de diffuser matches, résumés et reportages via leurs sites Internet.

### Football et politique

#### Enjeux locaux
Selon Alfred Wahl : « Au niveau le plus modeste, celui du village, l'association sportive constitue un champ d'affrontement entre notables car elle peut devenir un marchepied pour l'accession au pouvoir ». Le match de football opposant le Dynamo de Peppone à La Gaillarde de Don Camillo dans le film Le Petit Monde de Don Camillo (1951) illustre sur le ton de l'humour cette situation. L'existence de plusieurs clubs rivaux dans la même ville appartient en général au passé, notamment dans les villes moyennes. Certaines grandes cités sont parvenues à conserver plusieurs clubs de même niveau, sauf en France, où les autorités ont veillé, dès les années 1930, à appliquer la règle : « un club, une ville ».
Les derniers exemples français de clubs de même niveau localisés dans la même ville sont ceux de Vannes (Vannes OC est le résultat de la fusion des deux clubs historiques de la ville en 1998) et La Roche-sur-Yon (idem pour La Roche VF en 1989). Dans ces cas, il s'agit de fusion entre un club issu d'un patronage catholique et d'un club s'affichant comme laïc. Cette opposition née en France au début du XXe siècle a masqué les oppositions classiques droite/gauche que l'on retrouve dans le reste de l'Europe continentale. En France, quand les « Rouges » affrontaient les « Blancs », il s'agissait d'un match opposant laïcs et catholiques ; ailleurs, comme dans l'exemple de Don Camillo, il était plutôt question d'une opposition gauche/droite, même si l'Église était le plus souvent derrière les clubs « Blancs ». Le seul club professionnel français issu d'un patronage catholique est l'AJ Auxerre. Son rival local, le laïc Stade auxerrois existe toujours, mais évolue en championnat de Bourgogne.
La présence d'un seul club dans une ville pose d'autres problèmes, comme la municipalisation du club, avec toutes les dérives possibles à ce niveau. Les communes possèdent généralement les installations sportives et ont longtemps eu droit de vie ou de mort sur les clubs en accordant ou en refusant des subventions. La montée en puissance des droits versés par la télévision permet aux clubs professionnels de s'émanciper un peu, mais le problème reste entier au niveau amateur.
Certains clubs sont emblématiques de revendications. Le FC Barcelone ou l'Athletic Bilbao sont ainsi des symboles forts du régionalisme catalan et basque. Aujourd'hui encore, il faut être né au Pays basque « historique » ou avoir été formé au club pour pouvoir jouer à l'Athletic Bilbao[réf. souhaitée].
Les revendications religieuses ont aussi leur droit de cité dans le football. En Irlande du Nord, le principal club de Belfast, Linfield FC est composé exclusivement de joueurs protestants. Pendant longtemps, ses matches contre Cliftonville FC, club situé en plein quartier catholique, se jouaient pour raison de sécurité sur terrain neutre à Windsor Park. À la suite de la multiplication des incidents à domicile et à l'extérieur, le club catholique de Derry City Football Club joue désormais dans le championnat d'Irlande. La situation est également tendue à Glasgow entre les protestants du Glasgow Rangers et les catholiques du Celtic FC.
À l'inverse, le football peut servir d'élément de rassemblement symbolique comme ce fut le cas en France après la victoire en Coupe du monde 1998 ou en Irak en 2007 après le gain de la Coupe d'Asie des nations. « Les Irakiens ne vivent que pour le football, et c'est leur secret pour faire face aux difficultés », déclare Hussein Saeed, ancien joueur emblématique des années 1980 et président de la fédération irakienne.
D'après le journaliste Mickaël Correia : « Apparus à partir de 1968 dans une Italie en pleine agitation sociale, les ultras sont alors de jeunes manifestants issus des cortèges d’extrême gauche qui importent dans les tribunes des pratiques propres aux organisations politiques radicales : indépendance à l’égard des institutions, culture de l’anonymat, solidarité entre membres et autofinancement. Les premiers ultras italiens allèrent jusqu’à s’inspirer des dénominations des organisations armées d’extrême gauche de l’époque, telles les Brigades rouge et noir de l’AC Milan ou les Tupamaros (en référence au mouvement uruguayen du même nom) à l’AS Roma ».
Au cours des évènements du printemps arabe, les ultras se sont parfois mobilisés pour défendre les manifestants face aux forces de l'ordre. Ainsi, les ultras de l’Espérance sportive de Tunis et du Club africain, autre grand club tunisien, se retrouvent dès janvier 2011 en première ligne des manifestations. En février et en novembre 2011, les ultras de l’Al-Ahly et du Zamalek, les deux principaux clubs du Caire, défendent physiquement la place Tahrir contre les milices du pouvoir lors de la révolution égyptienne.

#### Enjeux internationaux

##### Football et nationalisme
Le football a souvent servi de vecteur aux sentiments nationalistes. Beaucoup de régimes totalitaires ou autoritaires l’ont utilisé en tant que moyen de propagande. Benito Mussolini a ainsi promu l'équipe d'Italie au rang de « soldats de la cause nationale ». Les fascistes italiens sont pourtant clairement hostiles au football, trop anglais et pas assez viril, à leur arrivée au pouvoir. Ils tentent ainsi de lui substituer le jeu local de la Volata ; sans succès. Les dirigeants soviétiques, à l'image de Mussolini, ne sont pas franchement férus de football, mais exploitent le filon à partir des années 1950 après avoir mis la main via l'armée, la police et le KGB sur les principaux clubs de la capitale dès les années 1920-1930.
En ex-Yougoslavie, les clubs de football deviennent également des symboles identitaires forts. La structuration des groupes ultras dès les années 1950 favorise cette évolution et la mutation en groupes para-militaires actifs (comme les Tigres d'Arkan, notamment, ultras de l'Étoile rouge de Belgrade à la base) pendant la guerre civile des années 1990.

##### Football et diplomatie
Le football a parfois provoqué des tensions entre états ayant de mauvaises relations diplomatiques.
En 1969, un match de football marque ainsi le coup d'envoi d'une guerre connue sous le nom de Guerre du football ou guerre de Cent Heures. En match de barrage pour accéder à la phase finale de la Coupe du monde 1970, le Salvador s'impose 3-2 face au Honduras. Dans la foulée de cette victoire, le Salvador envahit le Honduras afin de régler un ancien conflit frontalier. Cette courte guerre fait plus de 2 000 morts et ne règle pas le problème entre les voisins.
Des incidents frontaliers ont également lieu après la finale de la Coupe du monde 1930 entre l'Uruguay et l'Argentine, tandis que 320 morts sont recensés lors d'émeutes après un match Pérou-Argentine le 23 mai 1964.
De même, le football est utilisé comme arme de propagande par le FLN durant la Guerre d'Algérie. Entre avril 1958 et mars 1962, l'équipe de football du FLN est un puissant ambassadeur de la cause algérienne, malgré l'interdiction par la FIFA d'affronter cette formation.
Le football peut également servir de médiateur diplomatique comme ce fut notamment le cas en 1998 lors de la Coupe du monde en France à l'occasion du match du groupe F opposant l'équipe des États-Unis à celle d'Iran — match remporté 2-1 par l'Iran — ou en 2002 quand la Coupe du monde se tient conjointement en Corée du Sud et au Japon. Ne voulant pas trancher entre ces deux nations historiquement rivales, la FIFA a en effet décidé, contre toute logique sportive, de leur confier l'organisation de cette Coupe du monde afin de favoriser leur réconciliation.
En 2008-2009, l'Arménie et la Turquie ont accompagné leurs matches de sélection pour la Coupe du monde 2010 d'un rapprochement diplomatique. Cette « diplomatie du football » aboutit quatre jours avant le match retour en octobre 2009 à la signature d'un accord historique entre les deux pays.

##### Droits de l'homme
En encourageant le dialogue entre les peuples, on peut considérer que le sport, et le football en particulier, favorise le changement des mentalités et la progression des droits de l'homme. On attribue au football une influence favorable à la parité homme-femme, à la lutte contre le racisme et l'intolérance, ou encore à la liberté d'expression.
Les dates de sélection des premiers joueurs noirs ou mulâtres en équipe nationale européenne sont significatives : 1881 en Écosse (Andrew Watson), 1927 en Turquie (Vahap Özaltay (en)), 1931 en France (Raoul Diagne) et au Pays de Galles (Eddie Parris), 1937 au Portugal (Espírito Santo), 1960 aux Pays-Bas (Humphrey Mijnals), 1965 en Autriche (Helmut Köglberger), 1974 en Allemagne (Erwin Kostedde), 1978 en Angleterre (Viv Anderson), 1979 en Irlande (Chris Hughton), 1987 en Belgique (Dimitri Mbuyu), 1990 en Suède (Jean-Paul Vonderburg), 1994 en Espagne (Donato Gama da Silva), 1998 en Norvège (John Carew), 1999 en Hongrie (Thomas Sowunmi), 2000 en Pologne (Emmanuel Olisadebe) et en Suisse (Badile Lubamba), 2001 en Italie (Fabio Liverani), 2004 en Croatie (Eduardo), 2007 au Danemark (Simon Poulsen), 2011 en Ukraine (Edmar), 2014 en Finlande (Nikolai Alho), 2018 en Russie (Ari). De plus, les réactions à certaines de ces premières sont difficiles pour nombre de joueurs. Viv Anderson, sélectionné en 1978 pour porter le maillot de l'équipe d'Angleterre, reçoit non seulement des menaces de mort, mais doit aussi subir tout au long de sa carrière des chants racistes descendant des tribunes. Ces derniers, tels « Everton are White », restent courants dans les stades anglais jusqu'à la fin des années 1980. La situation est clairement plus paisible en France pour les Raoul Diagne et autres Larbi Ben Barek dans les années 1930.
Sous le régime communiste, le stade de football reste l'un des rares espaces où peut s'exprimer la contestation contre le régime. En effet, se déclarer supporter de tel ou tel club a alors une signification politique majeure tandis que les chants des supporters contre les clubs dirigés par le parti communiste et ses divers organes politico-militaro-industriels étaient autant de cris d'opposition au régime. Certains joueurs refusent même de jouer pour ces clubs. Eduard Streltsov, le « Pelé russe », refuse de quitter le populaire Torpedo Moscou pour le CSKA Moscou ou le Dynamo. Il effectue alors sept années de détention dans les goulags. À sa sortie, il remporte le titre de champion d'URSS 1965 avec le Torpedo en forme de pied de nez au régime.

##### Le football au patrimoine mondial de l'UNESCO
La candidature du Football au patrimoine mondial de l'UNESCO est une initiative lancée publiquement le 7 décembre 2018 par l'Organisation Football World Heritage of UNESCO, Vanessa Modely, présidente déléguée du Cercle de la France à l'UNESCO et ambassadrice déléguée auprès des États membres de l'UNESCO et le Magazine Forbes.
En collaboration avec le Magazine « Forbes », l'annonce officielle de la candidature est accompagnée de la publication du classement des 100 personnalités du football mondial les plus influentes : TOP 100 Football World Leaders dans lequel figurent des dirigeants des instances footballistiques comme Gianni Infantino, Aleksander Čeferin, Fatma Samoura, des leaders politiques comme Angela Merkel, Emmanuel Macron, Hamad ben Khalifa Al Thani, des dirigeants de clubs comme Josep Maria Bartomeu et Florentino Perez et des joueurs comme Cristiano Ronaldo, Lionel Messi, Neymar ou encore Kylian Mbappé.
L'objectif de la parution de ce classement est de lancer un appel mondial aux instances influentes du monde du Football afin de porter l'inscription du Football au patrimoine culturel immatériel adopté par l'UNESCO en 2003. Cette candidature multi nationale a pour vocation d’être la plus universelle de toute l'histoire des Nations unies en unissant 185 états avec le plus soutien de personnalités politiques, économiques, culturelle et sportive.

### Critique du football

#### Opposition historique
À l'époque de la soule, nombre de clercs menacent ceux qui pratiquent cette discipline d'excommunication. Comme déjà indiqué, la bonne société anglaise n'a jamais vraiment admis cette discipline trop populaire. Le football est aussi attaqué au niveau de ses principes de jeu et est longtemps surnommé « sport de paralytiques » en France par ses opposants. Nombre de pays refusent de reconnaître cette discipline à ses débuts, lui préférant le rugby et le cyclisme (France) ou la gymnastique (Allemagne). Dès 1905, pourtant, le football compte en France plus de clubs et de licenciés que le rugby, défendu par les élites. L'USFSA multiplie ainsi les vexations[réf. nécessaire] contre le football, et programme en 1911 le match international de football France-Angleterre en lever de rideau d'un match du championnat de France de rugby. Dans l'Almanach des sports de 1901, Frantz Reichel, figure emblématique de l'USFSA, écrit : « Le Français dégénéré va plus volontiers à l'Association ; dans vingt ans, seul le Rugby triomphera. » après avoir noté que « la race anglaise est au commencement de sa dégénérescence (...) ; je ne veux pour l'instant pour seule preuve de cette dégénérescence que le goût qui entraîne athlètes et spectateurs au football association. ». Reichel note que l'Association « triomphe » désormais sur le Rugby, mais il ne lui consacre que peu d'espace dans sa notice intitulée « Football », de fait, presque entièrement consacrée au Rugby.
La critique de la professionnalisation du football fait son apparition dès 1885 et l'adoption du professionnalisme en Angleterre. Les réticences sont importantes notamment en France, aujourd'hui encore, et en Allemagne jusqu'aux années 1960. Pour mémoire, le cyclisme, professionnel depuis les années 1880, n'a jamais subi ce type d'attaques en France. La FFF, elle-même, n'est pas très à l'aise avec cette situation, et refuse de reconnaître l'existence du semi-professionnalisme. Elle préfère ainsi qualifier ses championnats nationaux semi-professionnels (du National au CFA2) d'« amateurs ».
En 1945, après la tournée de matches du Dynamo Moscou au Royaume-Uni, qui ont quelquefois dégénéré verbalement et physiquement, l'écrivain britannique George Orwell, opposant au nationalisme, écrit un essai intitulé « L'esprit sportif » pour le journal londonien « Tribune (en) ». Il y est consterné par ce sport. « Le sport sérieux n'a rien à voir avec le fair-play », dénonce-t-il, « il est lié à la haine, la jalousie, la vantardise, au mépris de toutes les règles et à un plaisir sadique d'être témoin de violence : en d' autres termes, il est la guerre moins les tirs ».
Début du XXe siècle, certains auteurs considèrent que « le football est une maladie ». Des auteurs comme le sociologue Jean-Marie Brohm et l'architecte-sociologue-philosophe Marc Perelman perpétuent cette école durant le XXe siècle avec des ouvrages aux titres évocateurs : Le football, une peste émotionnelle : Planète des singes, fête des animaux (1998), Les intellectuels et le football. Montée de tous les maux et recul de la pensée (2000) ou Le football, une peste émotionnelle : La barbarie des stades (2006) où ce dernier considère que le football est un « fléau mondial »,.

#### Football et lutte des classes
La théorie critique du sport (et notamment du football), plutôt issue des milieux libertaires et développée dans les années 1970 par le sociologue Brohm, est aujourd'hui remise en cause par des universitaires et historiens comme Catherine Louveau, Christian Pociello ou Georges Vigarello qui reproche le caractère fasciste qu'attribue Brohm à ce sport : analysant le football comme un « sous-système capitaliste » qui reproduit la lutte des classes, Brohm omet que les joueurs issus des milieux populaires et pratiquant ce jeu, le font non dans une perspective politique mais parce qu'ils y prennent avant tout du plaisir.

#### Homophobie et football
L'homophobie est présente dans la culture footbalistique avec des démonstrations ouvertement homophobes présentes jusqu'au XXIe siècle. Bien que la situation évolue dans certains pays (par exemple en Allemagne) la situation n'est pas encore résolue.

#### Hooliganisme et football
Bien que le comportement violent des foules sportives n'est pas nouveau, il est considéré comme une spécificité du football moderne . La première mention historique d'hooliganisme lié au football remonte au XIVe siècle, avec l'interdiction de ce sport par Edward II en Angleterre raison des troubles entourant les matchs. L'Angleterre est considérée comme le berceau de l'hooliganisme lié au football. Les causes de ces exactions sont complexes et diffèrent selon les situations, mais différents éléments communs peuvent être mis en lumière: excitation, hyper-masculinité, identification territoriale, réputation, solidarité et appartenance, et représentation d'une forme de souveraineté et d'autonomie.

#### Corruption dans le football
Le football est critiqué en raison des faits de corruption mis à jour à différentes échelles: locale, nationale, voire internationale (voir notamment l'affaire de corruption à la FIFA de 2015).

### Hooliganisme, homophobie, racisme
Sur le plan sociétal, il y a une distinction entre les fans de football et les hooligans violents qui utilisent le football pour exercer leur violence. Ils se regroupent souvent en grands groupes de jeunes. Bien qu'ils soient des supporters fervents d'un club, ils se désolidarisent souvent de leurs propres fans. Pendant les matchs de football, ils affrontent les hooligans agressifs du club rival, ce qui entraîne souvent des violences organisées. La présence policière est donc nécessaire pour assurer la sécurité des matchs en raison des visiteurs prêts à la violence.
Si l'on se réfère aux statistiques sur la prévalence de l'homosexualité dans la population masculine, il devrait y avoir plusieurs joueurs homosexuels dans les ligues fédérales,,. Le magazine de football Rund a écrit en 2006 que, statistiquement parlant, « au moins trois équipes homosexuelles » devraient jouer dans les ligues fédérales. Alors que plusieurs joueuses de la Bundesliga féminine vivent ouvertement leur homosexualité, aucun cas correspondant n'est connu chez les joueurs masculins. Plusieurs travaux scientifiques et reportages journalistiques ont largement décrit ce phénomène depuis environ l'an 2000 et ont souligné la situation particulière de l'homophobie dans le football professionnel, notamment par rapport à d'autres sports de haut niveau principalement « masculins. »
Le racisme dans le football est un problème persistant, auquel le Parlement européen a répondu le 14 mars 2006 avec sa "Déclaration pour la lutte contre le racisme dans le football". L'UEFA mène également une campagne de tolérance zéro contre le racisme.
Le football amateur est confronté à la violence, aux fautes brutales, aux bagarres, aux attaques contre les arbitres et aux interruptions de matchs. Une étude de l'université Leibniz de Hanovre a conclu que les joueurs impliqués dans des infractions graves sont souvent d'origine étrangère plutôt qu'allemande. Alors que les joueurs allemands sont généralement victimes d'autres joueurs, les joueurs issus de l'immigration dirigent souvent leur violence contre les arbitres. Des conclusions similaires ont été tirées d'une étude de l'université de Tübingen sur les décisions de la justice sportive, montrant que les joueurs d'origine immigrée représentent un tiers de tous les joueurs, mais sont impliqués dans la moitié des cas particulièrement graves pour les saisons 2009/10 et 2010/11. Un autre problème concerne les clubs "d'orientation", qui sont souvent créés délibérément par d'autres groupes comme des organisations préparatoires. Les terrains de football sont le théâtre de conflits sociaux, ethniques et mondiaux.

#### Citations
- Au football, tout est compliqué par la présence de l'équipe adverse. Jean-Paul Sartre 
Voir sur https://citations.ouest-france.fr/citation-jean-paul-sartre/football-complique-presence-equipe-adverse-102913.html